# Sámové
Sámové (také Sámi, tradičně známí v češtině jako Laponci) jsou domorodí ugrofinští obyvatelé obývající arktickou oblast Laponska, která dnes zahrnuje části nejsevernějšího Norska, Švédska, Finska a Murmanské oblasti Ruska. Sámové jsou jediní domorodí obyvatelé Skandinávie, kteří jsou uznáváni a chráněni v rámci mezinárodních úmluv o domorodých národech a jsou tedy nejsevernějším původním obyvatelstvem Evropy. Původní území sámských předků nejsou dobře určena. Jejich tradiční jazyky jsou sámské jazyky a jsou klasifikovány jako větev rodiny uralských jazyků.
Počet Sámů v Laponsku se odhaduje na 63 až 107 tisíc, z čehož žije asi 40–60 tisíc v Norsku, 15–36 tisíc ve Švédsku, 9000 ve Finsku a 2000 v Rusku.
Sámové žijí na severu Evropy minimálně 5000 let. Tradičně se věnovali řadě způsobů obživy, včetně pobřežního rybolovu, lovu pro kožešiny a chovu ovcí. Jejich nejznámějším zdrojem živobytí je polokočovný chov sobů. Z tradičních, ekologických, kulturních a politických důvodů je tento chov v některých oblastech severských zemí (Norsko a Švédsko) legálně vyhrazen pouze jim. V celé severní Evropě se chovu věnuje méně než 10 % Sámů.
Sámové jsou v Norsku, ve Švédsku a ve Finsku národnostní menšinou a zároveň jsou v těchto zemích uznáni jako domorodé obyvatelstvo. Sámské jazyky a nářečí jsou uznávány jako menšinové ve Švédsku a části Finska a Norska. V těchto zemích postupně vznikly samostatné a reprezentativní sámské parlamenty (Finsko 1973, Norsko 1989, Švédsko 1993).

## Etymologie
Sámové jsou často známi v různých jazycích exonymem Lap, Lapp nebo Laponci. Někteří Sámové je považují za pejorativní pojmy, zatímco jiní přijímají alespoň jméno Lappland (Laponsko). Varianty jména Lapp se původně používaly ve Švédsku a ve Finsku a skrze švédštinu byly přijaty mnoha hlavními evropskými jazyky: anglicky Lapps; německy, nizozemsky Lappen; francouzsky Lapons; řecky Λάπωνες (Lápōnes); maďarsky lappok; italsky Lapponi; polsky Lapończycy. V ruštině je odpovídajícím výrazem лопари́ (lopari) a v ukrajinštině лопарі́ (lopari); v češtině se koncem 19. století nazývali též Lopaři.
Pravděpodobně první historická zmínka o Sámech, nazývaných Fenni, je v Tacitovi, kolem roku 98 n. l. Ve starověku se široce používaly varianty Finn nebo Fenni, soudě podle názvů Fenni a Phinnoi v klasických římských a řeckých dílech. Finn (nebo varianty jako je skridfinn, „kráčející Finn“) bylo jméno, které původně používali severští mluvčí (a jejich proto-norsky hovořící předci) pro označení Sámů, jak dokládá islandská Edda a norské ságy (z 11. až 14. století). Etymologie je poněkud nejistá, ale zdá se, že konsenzus spočívá v tom, že souvisí se staronorským slovem finna, od proto-germánského *finthanan („najít“) s logikou, že Sámové jako lovci „nachází“ své jídlo, spíše než aby ho pěstovali. Jak se ze staré severštiny postupně rozvinuly samostatné skandinávské jazyky, Švédové zřejmě používali Finn výlučně k odkazu na obyvatele Finska, zatímco Sámové začali být nazýváni Laponci. V Norsku však Sámy ještě přinejmenším do moderní doby nazývali jako Fini (odráží se v toponymech jako Finnmark, Finnsnes, Finnfjord a Finnøy) a někteří severní Norové ještě příležitostně používají slovo Finn, aby odkázali na sámský lid, ačkoliv sami Sámové to již nyní považují za pejorativní označení. Finští přistěhovalci do severního Norska byli v 18. a 19. století označováni jako „Kvenové“, aby byli odlišeni od sámských „Finů“. Od Sámů odlišná skupina jsou etničtí Finové.
Slovo Lapp lze vysledovat ve starošvédském lapper, islandském lappir (množné číslo). Je pravděpodobně finského původu; současné finské výrazy jsou lappalainen „Lapp“, Lappi „Lapland“ (možná znamenající „divočiny na severu“), původní význam není znám. Není známo, jak se slovo Lapp dostalo do staré severštiny, ale jedna z prvních písemných zmínek s tímto slovem je v Gesta Danorum dánského historika Saxona Grammatika z 12. století, který referoval o obou Laponskách (utraque Lappia), ačkoli stále ještě referoval o Sámech jako (Skrid-)Finech. Termín „Lapp“ byl popularizován a stal se terminologickým standardem díky dílu Johannese Scheffera Lapponia (1673), byl však také dříve používán Olausem Magnusem v jeho Popisu severních kmenů (1555). Existuje další návrh, že původně znamenal „divoký“.
Ve Finsku a ve Švédsku je Lapp běžné v místních jménech jako jsou Lappi (Satakunta), Lappeenranta (Jižní Karélie) a Lapinlahti (severní Savo) ve Finsku; a Lapp (Stockholm), Lappe (Södermanland) a Lappabo (Småland) ve Švédsku. Jak již bylo uvedeno, Finn je část základu v názvech norských míst (zvláště severonorských), zatímco základ Lapp je mimořádně řídký.
V severní sámštině láhppon olmmoš znamená osobu ztracenou (ze slovesa láhppot „ztratit se“).

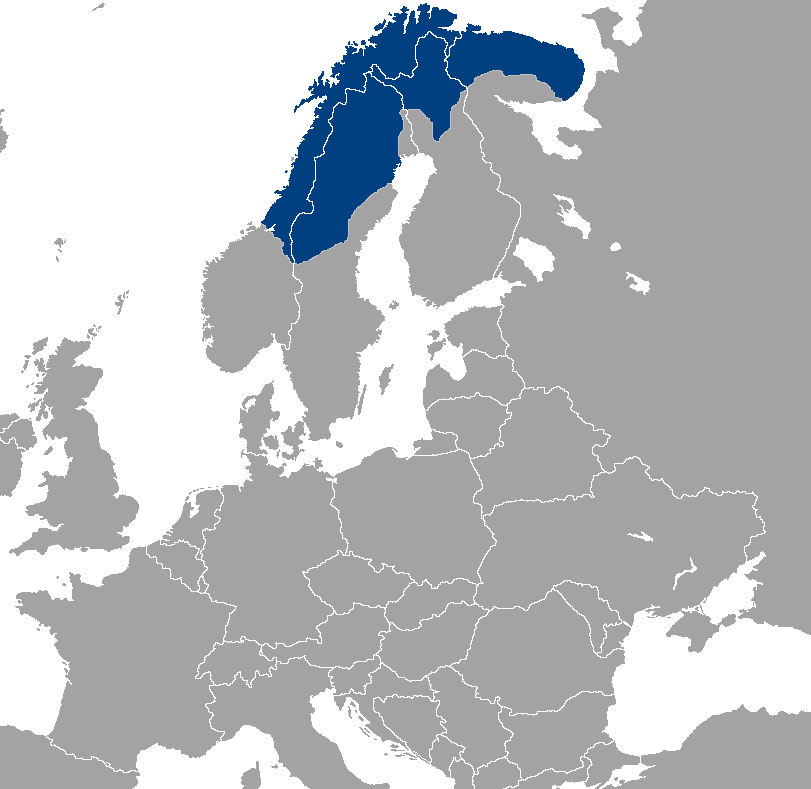
Domovina sámského lidu

Sámové se sami nazývají sápmelažžat, kde kořenem je sápme, -laš (zde v plurálu -lažžat) denominativním derivačním sufixem. Je možné, že sámské Sápmi (Laponsko), finské Häme (finský název historické provincie Tavastia) a možná i slovo Suomi (finský název pro Finsko) jsou kognáty s etymonem vypůjčeným z baltického slova *žēmē, což znamená „země“.
Sámské instituce – zejména parlamenty, rozhlasové a televizní stanice, divadla atd. – všichni používají termín Sámové, a to i když hovoří s mluvčími v norštině, švédštině, finštině nebo angličtině (tedy nejen se Sámy). V norštině jsou dnes Sámové označovány norskou formou same, zatímco slovo lapp je považováno za archaické a pejorativní. V nejsevernějším Švédsku se slovo lapp používá a není považováno za hanlivé nebo tabu.
Ve finštině se terminologické otázky poněkud liší. Finové, kteří žijí ve finském Laponsku, se obecně sami nazývají lappilainen, zatímco podobné slovo pro Sámy je lappalainen. To může být matoucí pro zahraniční návštěvníky, protože v současnosti Finové i Sámové v Laponsku žijí podobným způsobem života. Lappalainen je také běžné příjmení ve Finsku. Stejně jako ve skandinávských jazycích je lappalainen často považováno za archaické nebo pejorativní a místo toho se používá slovo saamelainen, přinejmenším v oficiálních souvislostech.

## Historie

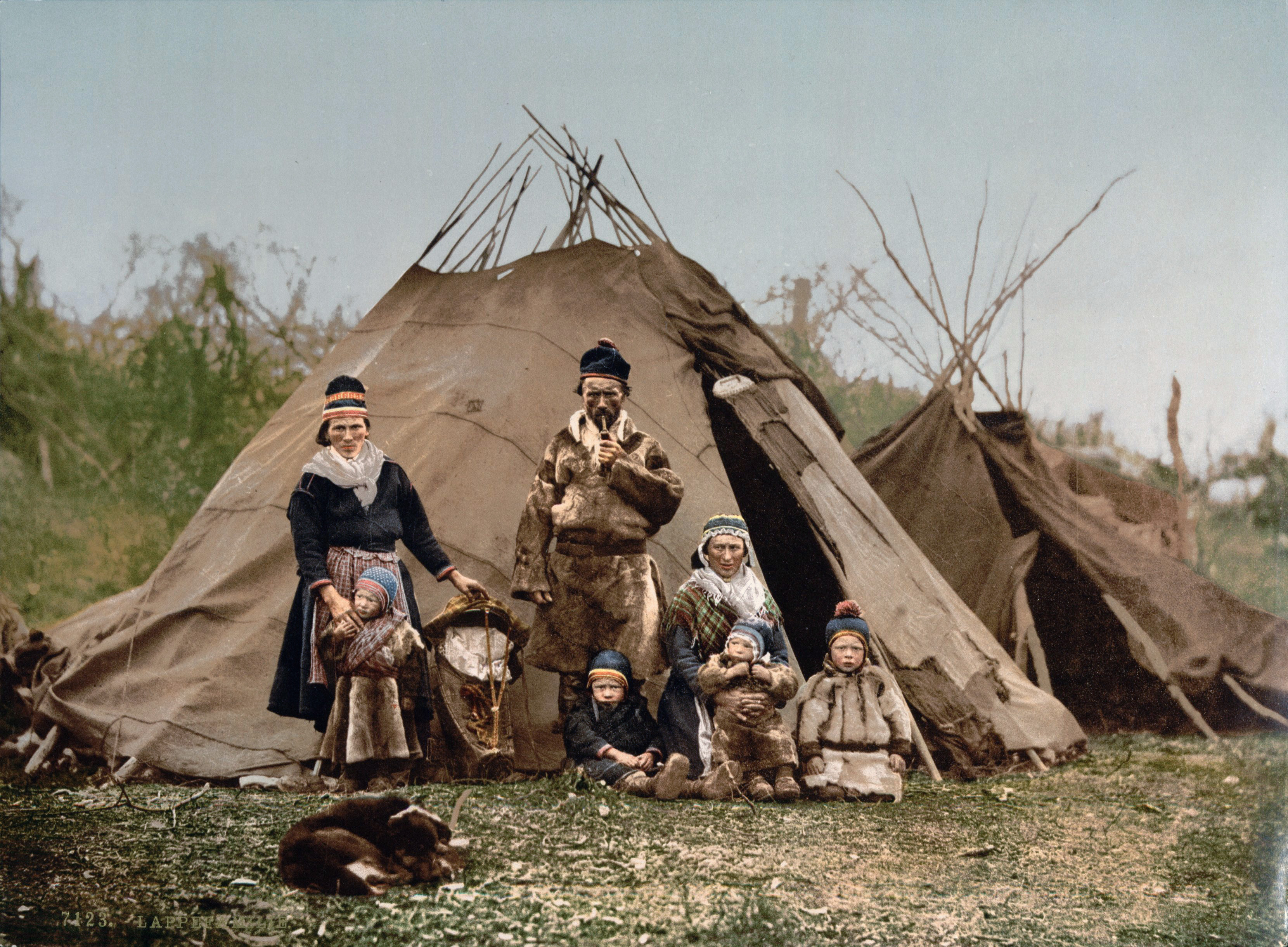
Sámská rodina v Norsku kolem roku 1900. Vepředu goahti, vzadu lavvu

Od prehistorického času žili Sámové v oblasti, která se rozprostírá v severních částech dnešního Norska, Švédska, Finska a na ruském poloostrově Kola. Obývali severní arktické a subarktické oblasti Fennoskandinávie a Ruska po dobu nejméně 5 000 let. Sámové se počítají mezi arktické národy a jsou členy cirkumpolárních skupin, jako je Arktická rada domorodých národů.
Historicky Sámové po dlouhou dobu obývali celé dnešní Finsko a východní Karélii, ačkoli východní Sámové se asimilovali s finským a karelským obyvatelstvem poté, co tuto oblast zalidnili osadníci z dnešních provincií Häme, Savo a Karélie. Místní jména, např. Nuuksio na jižním pobřeží Finska, zůstávají důkazem bývalého sámského osídlení. Sámové se však stále více mísili s finskými a skandinávskými osadníky, a tak ztráceli svou kulturu a jazyk. Důkazy místních názvů také naznačují bývalou přítomnost Sámů v severozápadním Rusku (Archangelská oblast a Vologdská oblast). To ale také může znamenat bývalou populaci, která mluvila jazykem příbuzným, ale odlišným od samotného sámského jazyka.
Na sámských tradičních územích se nacházejí skalní kresby a archeologické nálezy osídlení, které jsou datované kolem roku 8 000 př. n. l. Tyto lovce a sběrače pozdního paleolitu a raného mezolitu nazvali vědci Komsa; jak se oni sami identifikovali, není známo.
Nedávné archeologické objevy ve finském Laponsku byly původně považovány za kontinentální verzi kultury Komsa ve stejném věku jako nejranější nálezy na pobřeží Norska. Předpokládá se, že na konci poslední doby ledové (mezi roky 11 000 a 8 000 před naším letopočtem), kdy se pro osídlení otevřela nová území (např. mezi současným krajem Finnmark na severovýchodě a pobřežím poloostrova Kola), lidé kultury Komsa následovali ustupující ledovce od pobřeží Arktidy do vnitrozemí. Vzhledem k tomu, že Sámové jsou nejčasnější etnickou skupinou v této oblasti, jsou proto považováni za původní obyvatelstvo této oblasti.
Předpokládá se, že od doby Vikingů byla sámská kultura zaháněna více a více na sever, možná nejčastěji asimilací, neboť žádné nálezy zatím nepodporují existenci bitev. Existuje však sámský folklórní cyklus o střetech s bytostí zvanou stallo, severosámsky stállu, a také příběhy o neobchodních vztazích s krutým válečným lidem, čudy, které již Laestadius interpretoval jako ohlas setkání a střetů s vikinskými a novgorodskými lupiči a výběrčími daní. Kůže a kožešiny byly nejběžnějšími komoditami a vyměňovali se za sůl, kovové čepele a různé druhy mincí. Důsledkem těchto kontaktů bylo, že sámská společnost prošla kulturním skokem ze společnosti doby kamenné; dokonce si vytvořila vlastní měnový systém zvaný tjoervie.

### Od 15. století

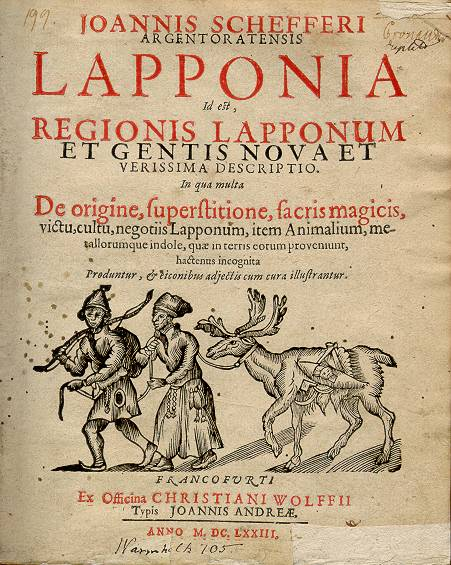
Titulní strana Lapponie

Až do začátku 16. století byli Sámové hlavně rybáři a lovci a kočovali podle migrace sobů. Okolo roku 1500 začal kvůli nadměrnému lovu počet sobů v Laponsku klesat. Většina Sámů kolonizovala území kolem fjordů a na březích řek. Kromě rybolovu a lovu začali chovat dobytek. Někteří Sámové domestikovali větší množství sobů a stali se z nich známí sobí kočovníci s extenzívním způsobem chovu. Domestikace sobů a intenzivní chov sobů z dřívějších dob jsou však doloženy jak archeologickými nálezy, tak písemnými prameny – např. ve Starém anglickém Orosiu Alfréda Velikého. Navzdory obecným představám vedla seminomádský způsob života jen asi desetina Sámů, několik sobů však chovala téměř každá sámská rodina.
Od 15. století byli Sámové tradičně poddanými Švédska, Norska, Ruska a na nějakou dobu i Dánska. Roku 1542 švédský král Gustav I. Vasa prohlásil, že nevyužitá půda v oblastech obývaných Sámy „patří Bohu, nám a švédské koruně“, načež v roce 1550 zahrnul všechny Sámy na území Švédska pod švédské království a zavedl nové daně na kožešiny, ryby a další produkty. Sámský zpěv joik, bubnování a oběti byly opuštěny a byly vnímány jako „magické“ nebo „čarodějnické“, což bylo pravděpodobně zaměřeno na odstranění opozice vůči koruně. Tvrdá výchova (švédských) Sámů vedla k velké ztrátě sámské kultury, země a jejich práv.
Nejstarším zdrojem s detailními informacemi o sámské kultuře je Lapponia z roku 1673 švédského humanisty Johannese Scheffera. Dílo mělo napravit důsledky propagandy, německé i švédské, ze třicetileté války o hříšnosti, resp. síle švédského vojska kvůli pomoci sámské magie. Sepsání knihy inicioval švédský státník Magnus de la Gardie. Jde o raný „etnologický“ výzkum sámských skupin, v knize jsou použity misijní zprávy a hlášení z farností. Schefferus tyto zprávy kompiloval, sám se „terénního výzkumu“ neúčastnil. Kniha byla rychle přeložena do mnoha jazyků včetně francouzštiny, němčiny a angličtiny.
Sámové překračovali hranice zcela volně až do roku 1826, kdy byla vytvořena norsko-ruská hranice; v roce 1852 byla pro soby zavřena norsko-finská hranice (Finsko tehdy patřilo pod Rusko). Švédsko-norská hranice byla pro Sámy volná podle smlouvy Lapp Codicil z roku 1751 až do roku 1940, kdy byla zavřena kvůli okupaci Norska Německem. Po druhé světové válce zůstala hranice uzavřená.
Ve čtyřicátých letech 19. století kázal švédsko-sámský kněz Lars Levi Laestadius zvláště přísnou verzi luteránského učení. To vedlo k náboženskému probuzení mezi Sámy podél všech hranic, často s velkým nepřátelstvím vůči autoritám a zavedené církvi. V roce 1852 to vedlo k nepokojům v norské obci Kautokeino, kde byl kněz zbit a místní obchodník s kořalkou zabit. Vůdci nepokojů byli později popraveni nebo odsouzeni k dlouholetému vězení. Po tomto úvodním násilném výbuchu pokračovalo laestadiánské hnutí ve Švédsku, Norsku a ve Finsku. Vůdci však nyní trvali na vstřícnějším vztahu s úřady.
V 19. století norské úřady vytvářely tlak na sámskou kulturu ve snaze, aby norský jazyk a kulturu učinily univerzální (ponorštění). Výrazný ekonomický rozvoj dal Norům vyšší kulturní a jazykový statut. Na švédské a finské straně byly úřady ve svém úsilí mnohem méně militantní; silný ekonomický vývoj na severu však vedl k oslabení sámského statutu a ekonomiky.

### 20. století

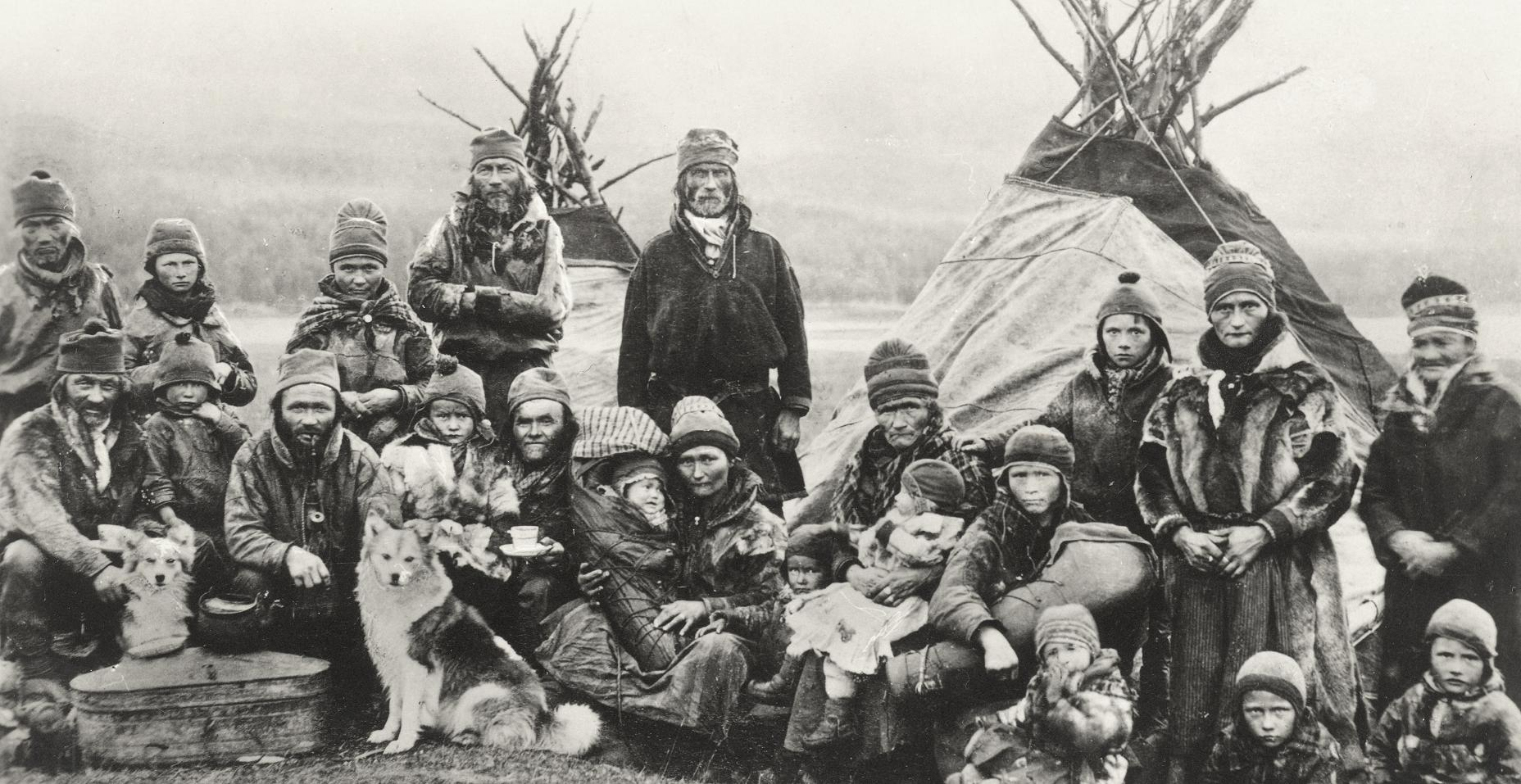
Nordičtí sámští lidé se stany lavvu, kolem roku 1900

Nejsilnější tlak se uskutečnil mezi lety 1900 až 1940, kdy Norsko investovalo značné peníze a úsilí, aby zničilo sámskou kulturu. Zejména každý, kdo chtěl koupit nebo pronajmout státní pozemky pro zemědělství v kraji Finnmark, musel prokázat znalost norského jazyka. Po druhé světové válce se tlak trochu uvolnil.
Ve Švédsku byla politika zpočátku výrazně méně militantní. Učitelé sami následovali sámské pastevce, aby poskytovali vzdělání jejich dětem, ale sámské oblasti byly stále více průmyslově využívány, např. založením dolů v Kiruně a Gällivare a výstavbou železnice Luleå-Kiruna-Narvik. Později se založením švédského Státního institutu pro rasovou biologii byly sámské hroby plundrovány, aby poskytly výzkumný materiál.
V Rusku byly starodávné způsoby života Sámů brutálně přerušeny kolektivizací chovu sobů a zemědělstvím obecně. Většina Sámů byla organizována v jediném kolchozu, který se nachází v centrální části poloostrova Kola, v Lovozeru (severosámsky Lujávri). Sovětský stát vynaložil obrovské úsilí na rozvoj tohoto strategicky významného regionu a Sámové byli svědky toho, že jejich území byla zabrána etnickými Rusy a dalšími sovětskými národnostmi, včetně Něnců a dalších obyvatel Arktidy.
Dalším negativním faktorem pro Sámy byla taktika spálené země vedená německou armádou při jejím ústupu za druhé světové války: během tzv. laponské války, která probíhala v severním Finsku a severním Norsku v letech 1944-45, byly téměř všechny domy v Laponsku vypáleny a stopy sámské kultury zničeny.

### Jižní hranice sámského osídlení vminulosti

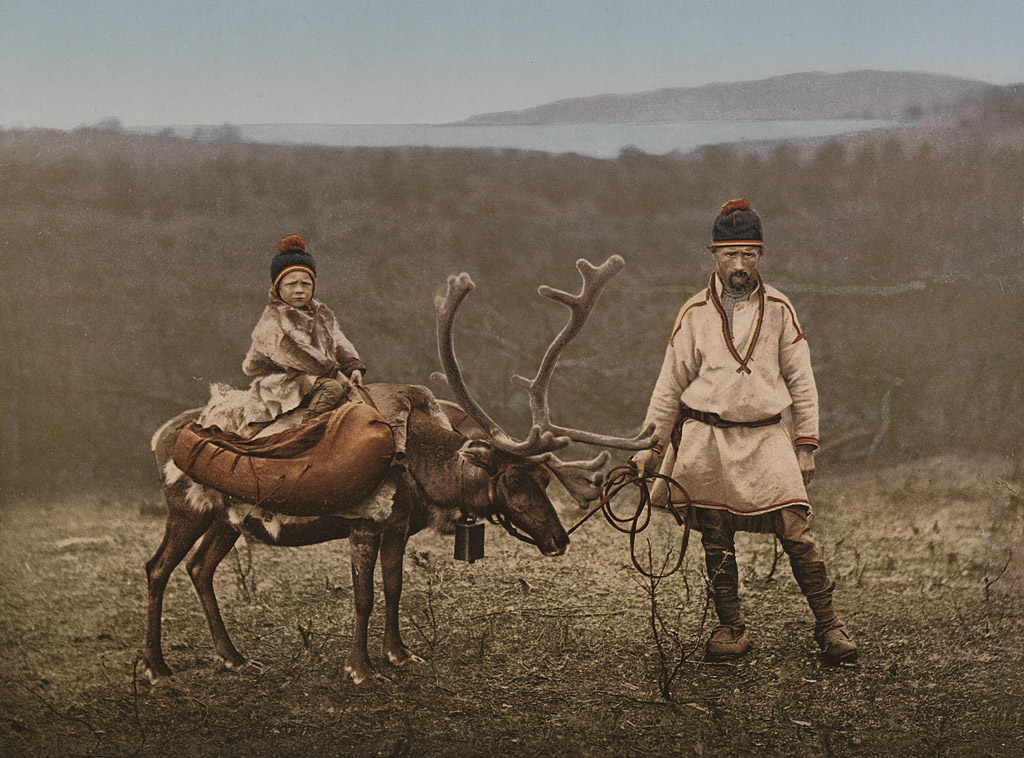
Sámský muž a dítě v norském kraji Finnmark, kolem roku 1900

Jak daleko na jih byli v minulosti Sámové rozšířeni se mezi historiky a archeology diskutuje již mnoho let. Norský historik Yngvar Nielsen pověřený norskou vládou v roce 1889, aby tuto otázku vyřešil pro řešení tehdejších otázek týkajících se sámských práv na půdu, dospěl k závěru, že Sámové nežili dále než dnešní obec Lierne v kraji Trøndelag až do doby asi kolem roku 1500, kdy se začali přesouvat k jihu, když v 18. století dosáhli oblasti kolem jezera Femund. Tato hypotéza je stále přijímána mezi mnoha historiky, ale je předmětem vědecké debaty v 21. století. V uplynulých letech některé archeologické nálezy ukazují na přítomnost Sámů v jižním Norsku ve středověku a v jižním Švédsku, včetně nálezů v Lesja, ve Vangu v oblasti Valdres a v Holu a v Ålu v údolí Hallingdal. Zástupci sámských interpretací těchto nálezů předpokládají, že ve středověku žili v horských oblastech jižního Norska smíšené populace Norů a Sámů.
Jižní osídlení Sámů na území dnešního Ruska zahrnovalo v minulosti určitě oblast kolem Ladožského jezera, tedy severovýchodně od Petrohradu.

## Současný život a prostředí

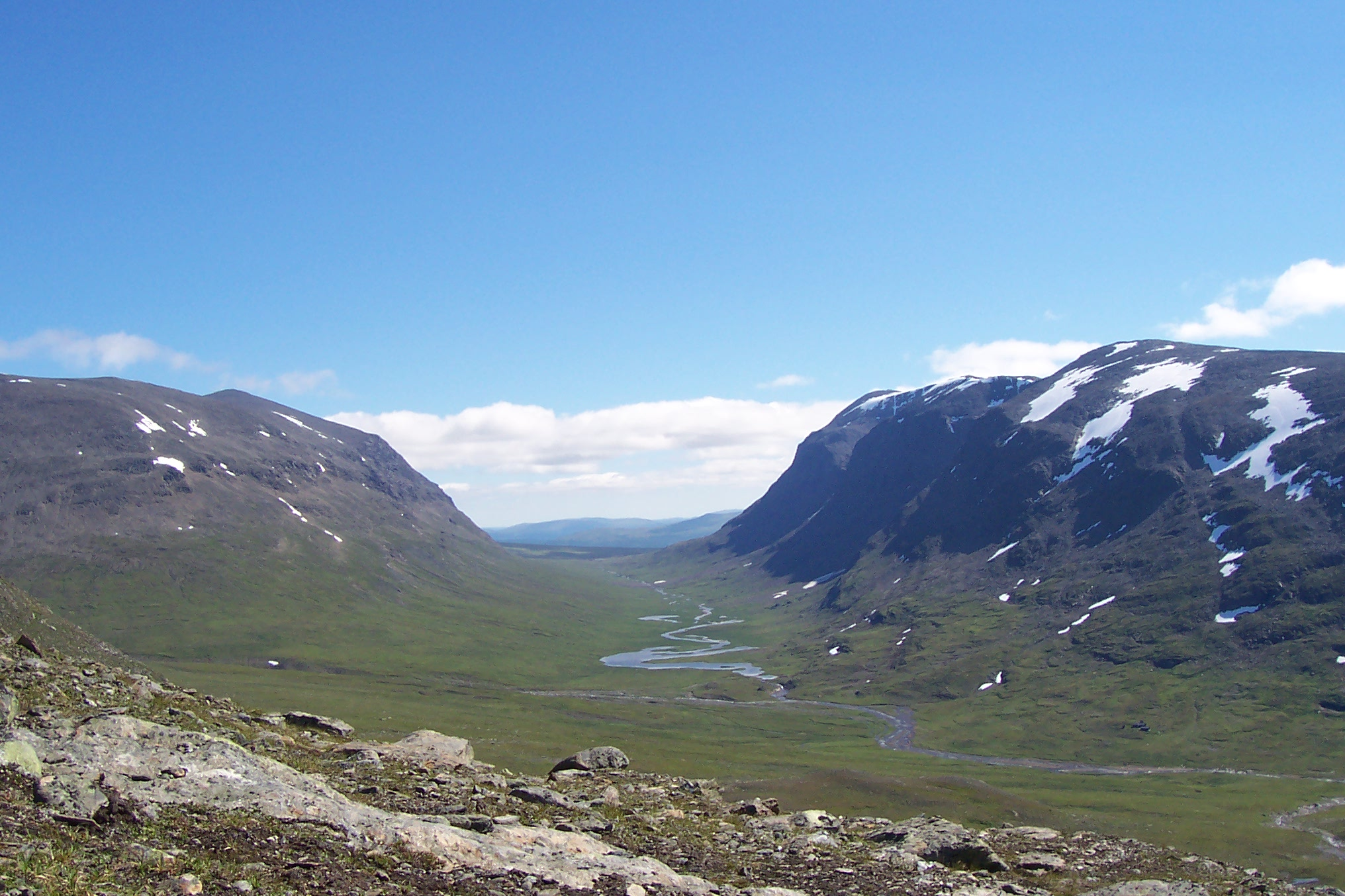
Rezervace Vindelfjällen

Domorodá populace Sámů je většinou demograficky urbanizovaná, značná část ale žije ve vesnicích v nejsevernější Arktidě. Sámové se stále potýkají s kulturními důsledky ztráty jazyka a kultury vztahující se ke generacím sámských dětí přijatých do misijních a státních internátních škol a k dědictví zákonů, které byly vytvořeny k odmítnutí práv Sámů (např. na jejich víru, jazyk, půdu a praktiky tradičního živobytí). Sámové zažívají kulturní a environmentální hrozby včetně průzkumu těžby ropy, stavby přehrad, těžby dřeva, změny klimatu, vojenského bombardování, cestovního ruchu a komerčního rozvoje.

### Hledání přírodních zdrojů
Laponsko je bohaté na drahé kovy, ropu a zemní plyn. Důlní aktivity v arktickém Laponsku způsobují spory, pokud se nacházejí v oblasti pastvy a otelení. Sámský parlament odmítá báňské projekty v norském kraji Finnmark. Sámský parlament požaduje, aby ze zdrojů a geologických průzkumů měly prospěch především místní sámské komunity a obyvatelstvo, neboť navrhované doly jsou na územích Sámů a ovlivní jejich schopnost udržet si své tradiční živobytí. Hornické lokality zahrnují dokonce i starobylá sámská území, která jsou označována za ekologicky chráněné oblasti, jako je přírodní rezervace Vindelfjällen.
Na ruském poloostrově Kola již byly rozsáhlé oblasti zničeny těžební a hutní činností a další rozvoj je na spadnutí, což zhoršuje životní podmínky ruských Sámů. Rybolov je ohrožen pokračujícími snahami o těžbu ropy a zemního plynu v Barentsově moři. Nově postavené silnice, elektrická vedení a produktovody mohou znemožnit přístup k posvátným místům či tradičním místům pro otelení sobů.
Ve výstavbě je např. plynovod napříč poloostrovem Kola, který má dostat plyn ze Štokmanova ložiska na jih do Volchova v Leningradské oblasti. Již delší dobu se také plánuje ropovod, který by vedl ze Sibiře přes Kolu do Murmansku.

### Hornictví
Ve švédském Kallaku (sámsky Gállok) v létě roku 2013 skupina domorodých a nedomorodých aktivistů protestovala, aby zabránila britské těžební společnosti Beowulf Mining provádět vrtací práce na zimních sobích pastvinách. Důvodem takovýchto protestů je zejména obava z dopadu podobných důlních projektů na životní prostředí, přičemž ani příjmy pro místní samosprávu nejsou nijak závratné. Úmluva Mezinárodní organizace práce (MOP) č. 169 by měla udělit sámskému lidu práva na rozhodování o podobných věcech, které ovlivňují jeho budoucnost. Švédské daně z nerostů jsou v mezinárodním srovnání proto tak nízké, aby se zvýšil počet geologických průzkumů. Existuje také několik málo plánů na důlní rekultivaci.

### Těžba dřeva
V severním Finsku existuje dlouhodobý spor o ničení lesů, zejména poškozování lišejníků, které rostou na horních větvích starších stromů. Tyto lišejníky jsou jediným zdrojem výživy sobů v zimních měsících, když je vrstva sněhové pokrývky vysoká. Těžba dřeva byla řízena státním lesním systémem. Greenpeace, pastevci sobů a sámské organizace proti ní vedli společnou kampaň a v roce 2010 v právních sporech částečně uspěli. Průmyslová těžba dřeva je nyní vyjmuta z nejdůležitějších lesních oblastí buď natrvalo a nebo pro příštích 20 let; přesto stále existují hrozby, jako jsou důlní plány a stavební plány rekreačních středisek na chráněném pobřeží jezera Inari.

### Vojenské činnosti
Státní úřady a Severoatlantická aliance vybudovaly v sámských oblastech v severním Norsku a Švédsku střelnice pro cvičné bombardování. Tyto oblasti sloužily po tisíce let jako místa sobího otelení a jako letní základny a obsahovaly mnoho starobylých sámských posvátných míst.

### Pozemky

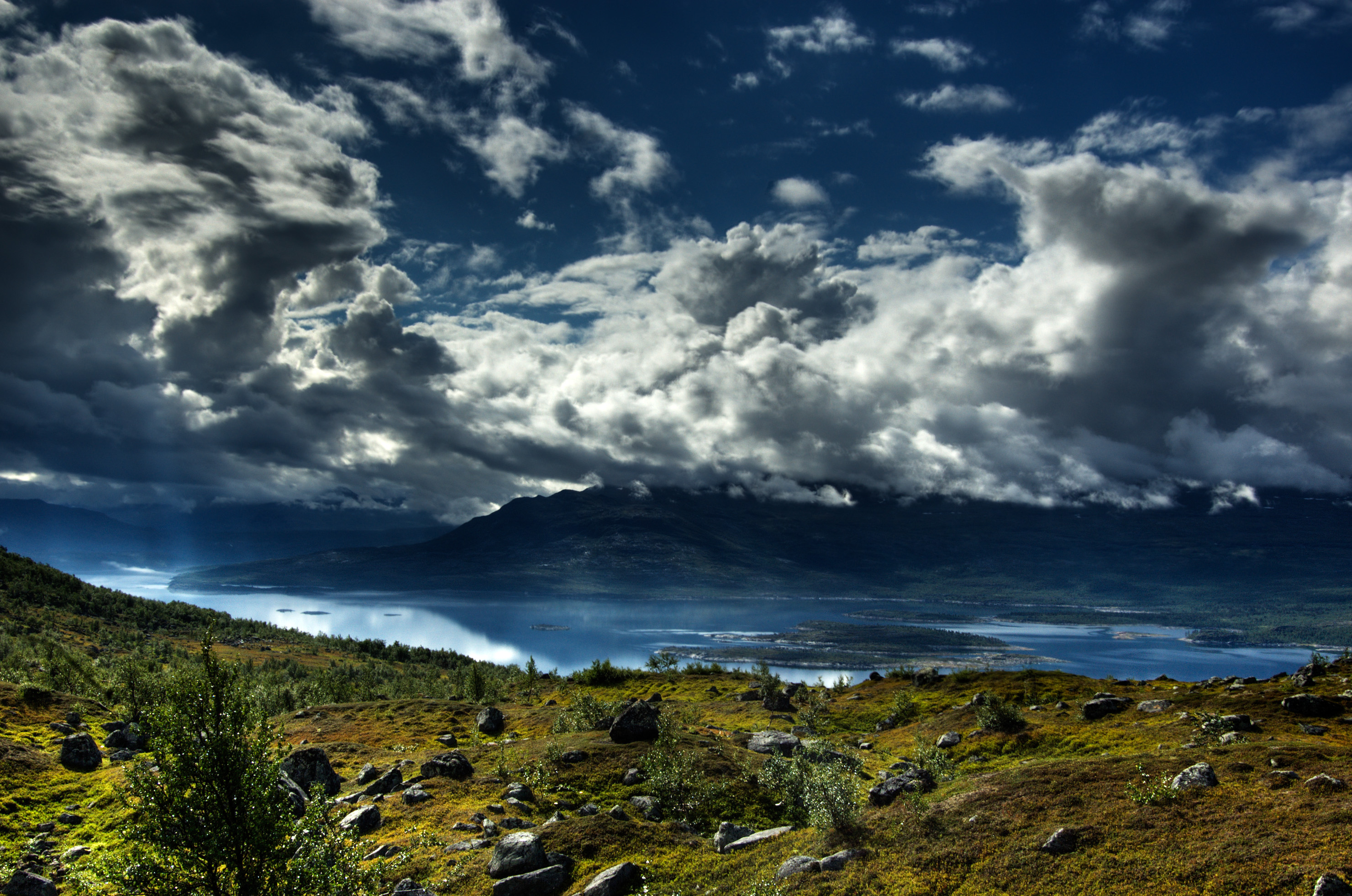
Jezero Suorvajaure ve švédském národním parku Stora Sjöfallet

Švédska vláda umožnila vybudovat v Piteå na místě, kde má obec Östra Kikkejaure své zimní pastviny, největší pobřežní větrnou farmu na světě. Tato elektrárna, jejíž dokončení se plánuje na rok 2020, se bude skládat z více než 1 000 větrných turbín na ploše 450 km² a 800 km cest, což znamená, že bude nemožné v praxi využít prostor pro zimní pastvu. Švédsko bylo silně mezinárodní kritizováno, a to i Výborem OSN pro rasovou diskriminaci a Výborem pro lidská práva, že porušuje sámská landrättigheter (půdní práva) a to i tím, že nereguluje průmysl. V Norsku někteří sámští politici (např. Aili Keskitalo) navrhli, aby Sámský parlament měl zvláštní právo veta na plánované těžební projekty.

### Vodní práva
Sámové se potýkají s jednotlivými vládami o práva na rybolov. V roce 2017 například protestovali proti domluvě Norska a Finska o ochraně lososů na řece Tana. Sámům se nelíbilo, že tradičním způsobem mají právo lovit maximálně jednu pětinu ryb, co lovili dříve, zatímco rekreační rybáři až dvě třetiny. 
Sámové na počátku nultých let 21. století zastavili projekt obce Utsjoki na hledání vody, který hrozil, že pro světový trh promění staré posvátné místo a přirozený pramen Suttesaja na rozsáhlou továrnu na balenou vody – bez oznámení nebo konzultací s místními sámskými obyvateli, kteří tvoří 70 procent populace. Finská národní rada pro památky zaregistrovala již dříve oblast jako památkové místo kulturního a historického významu a vlastní potok je součástí povodí Deatnu/Tana, která je největší evropskou lososovou řekou a důležitým zdrojem sámského živobytí. V roce 2017 finský orgán ochrany půdy Metsähallitus odmítl další projekt na tuto továrnu, k roku 2018 není jasné bude-li nový projekt definitivně pozastaven.
V Norsku vedly vládní plány na výstavbu vodní elektrárny na řece Alta v kraji Finnmark v severním Norsku k politické kontroverzi a shromažďování sámského hnutí na konci sedmdesátých a na počátku osmdesátých let 20. století. Výsledkem je, že opozice v Altaské rozepři přinesla pozornost nejen otázkám životního prostředí, ale také otázce sámských práv.

### Změna klimatu, životní prostředí

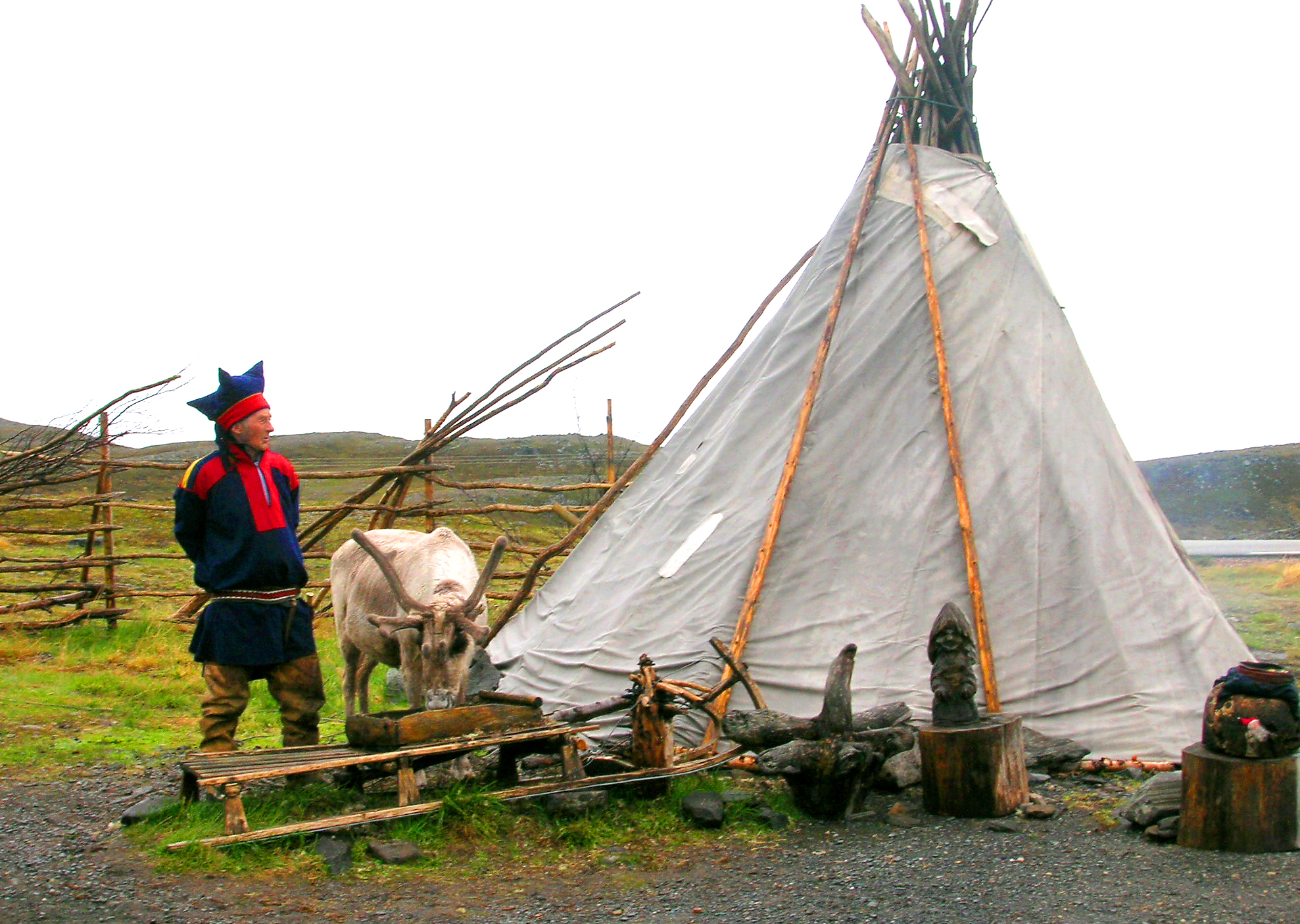
Sámský muž z Norska

Sobi mají významný kulturní a ekonomický význam pro domorodé národy na severu. Lidské ekologické systémy na severu, jako např. pastevectví sobů, jsou citlivé na současnou změnu klimatu, možná víc než prakticky v jakékoliv jiné oblasti světa, částečně kvůli variabilitě arktického klimatu a ekosystému a charakteristickým způsobům života původních arktických národů.
Černobylská jaderná katastrofa v roce 1986 způsobila radioaktivní spad v citlivých arktických ekosystémech a otrávení ryb, masa a bobulí. Lišejníky a mechy jsou dvěma hlavními druhy arktické vegetace a jsou vysoce náchylné na znečišťující látky a na těžké kovy ve vzduchu. Protože mnohé nemají kořeny, absorbují živiny a toxické sloučeniny skrze listy. Lišejníky nahromadily záření ze vzduchu a 73 000 sobů ve Švédsku muselo být vybito jako „nevhodné“ pro lidskou spotřebu. Vláda Sámy odškodnila, dle některých zdrojů dostatečně, dle jiných nedostatečně, například jejich ztracené tradice.
Mezi roky 1964 a 1986 používali Sověti vody v blízkosti přístavního města Murmansk jako skládku radioaktivního odpadu. Vody, kam se odpad ukládal, jsou hluboké i jen pár desítek metrů, přičemž v oblasti se nachází velké populace ryb. Ryby přitom tvoří velkou část stravy i příjmů Severních Sámů.

### Turistika
Cestovní ruch ve Finsku je kritizován za to, že přeměnil sámskou kulturu na marketingový nástroj tím, že propaguje příležitosti zažít „autentické“ sámské obřady a jejich životní styl. Na mnoha turistických místech se ne-Sámové oblečeni v nepřesných replikách tradičního sámského oblečení a obchody s dárky prodávají vulgární reprodukce sámské rukodělné výroby. Například populární „ceremoniál“, překračování arktického kruhu, ve skutečnosti nemá v spiritualitě Sámů žádný význam. Pro Sámy jde o urážlivé zobrazení kulturního vykořisťování.

## Politika v jednotlivých zemích

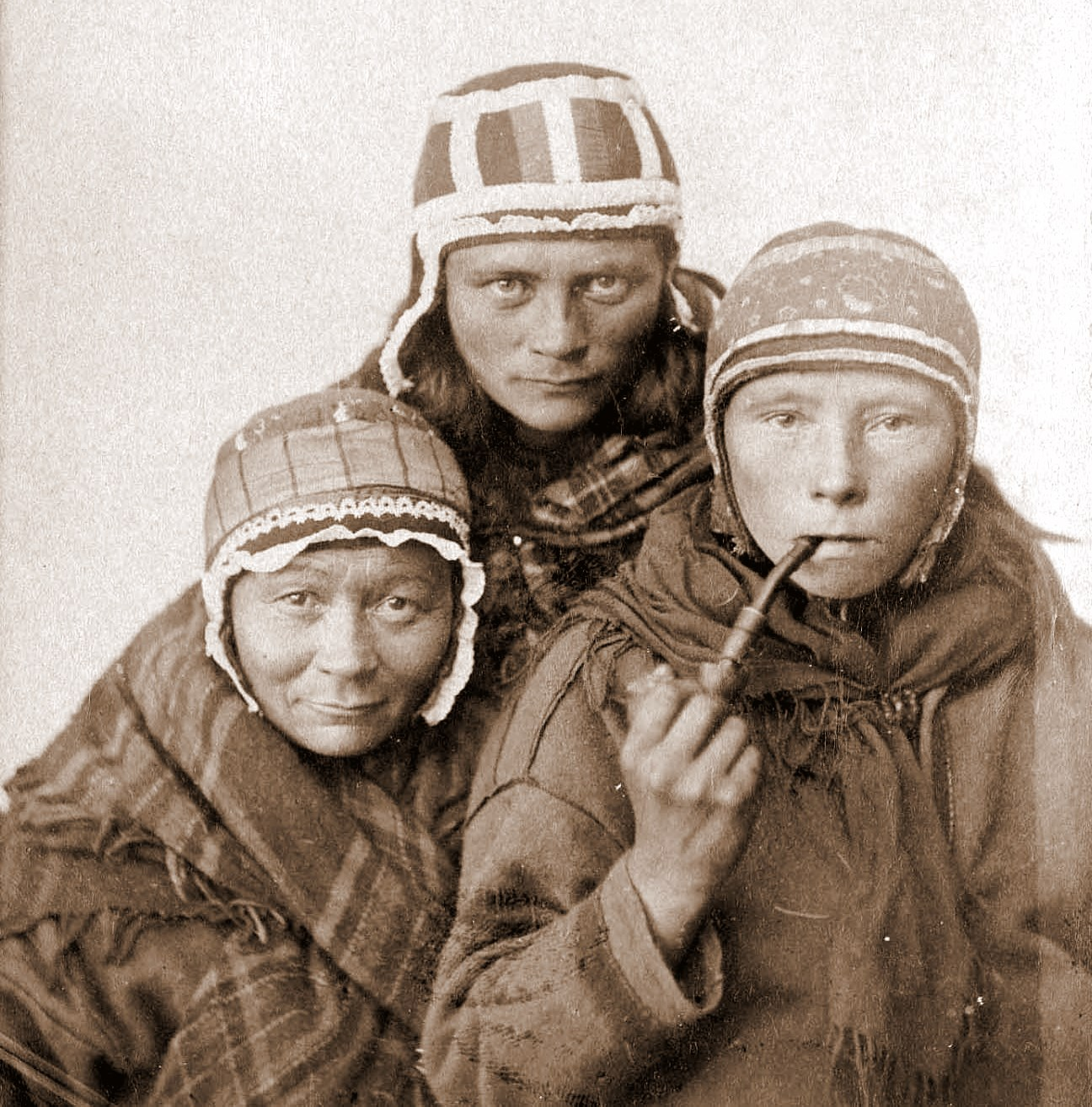
Tři sámské ženy

Sámové byli po staletí předmětem diskriminace a zneužívání dominantními kulturami, které tvrdí, že doposud vlastní jejich zemi. Nikdy nebyli jediným společenstvím v jediném regionu Laponska, které bylo až donedávna považováno pouze za kulturní oblast. S cílem vykompenzovat minulé potlačování se nyní orgány Norska, Švédska a Finska snaží rozvíjet sámské kulturní instituce a propagovat sámskou kulturu a jazyk, aby se vyrovnaly s potlačováním Sámů v minulosti.

### Oficiální sámská politika vNorsku

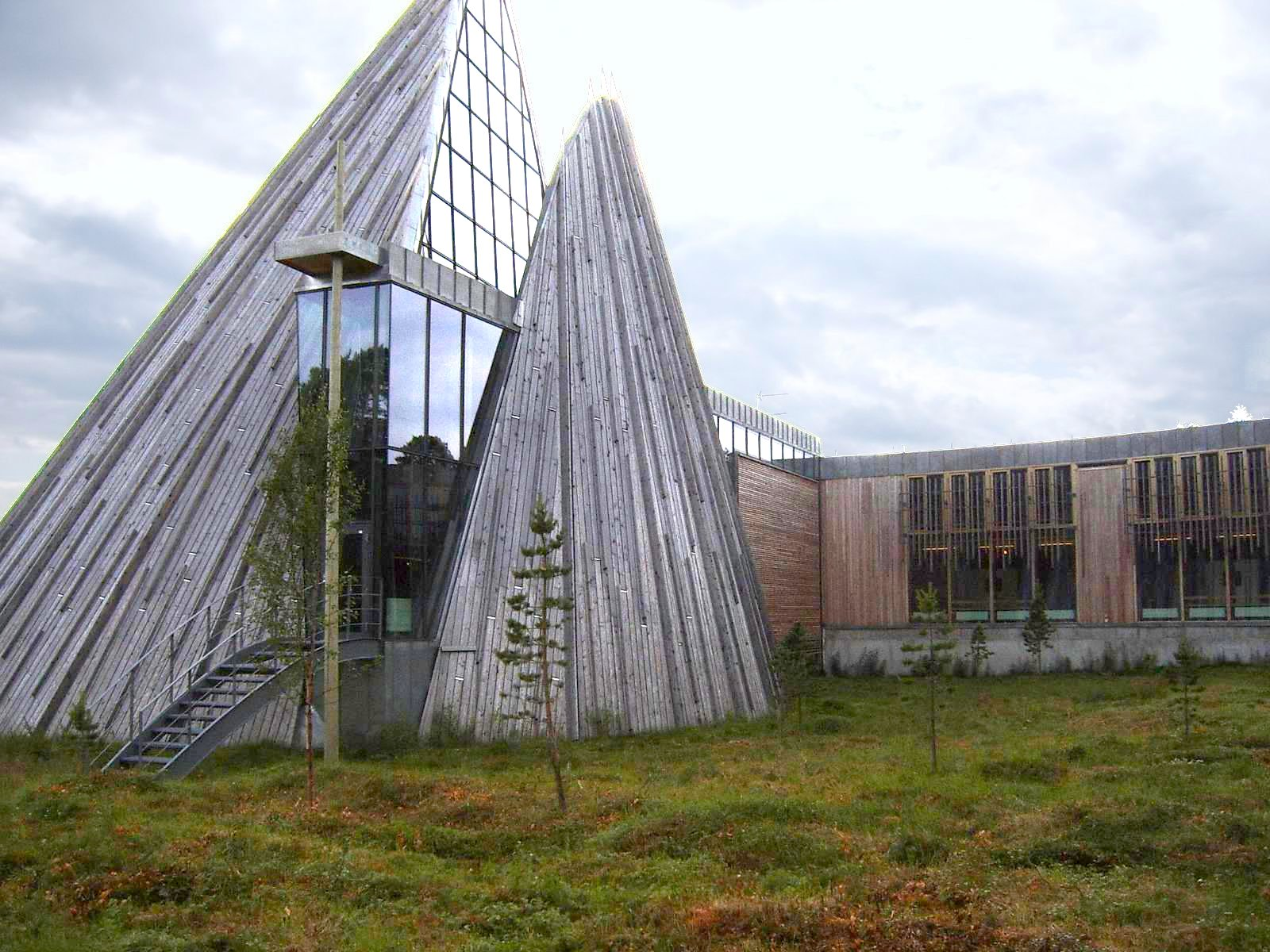
Sámský parlament v Norsku

Sámové byli uznáni jako domorodí lidé v Norsku (v roce 1990 podle článku Úmluvy Mezinárodní organizace práce č. 169, jak je popsáno níže), a proto podle mezinárodního práva mají Sámové v Norsku nárok na zvláštní ochranu a práva. Právní základ sámské politiky je:
- Článek 110a norské ústavy.
- Sámský zákon (zákon č. 56 ze dne 12. června 1987 o Sámském parlamentu (Sámediggi) a dalších právních věcech týkajících se Sámů).

Ústavní dodatek uvádí: „Je odpovědností orgánů státu vytvořit podmínky umožňující sámským lidem zachovat a rozvíjet svůj jazyk, kulturu a způsob života.“ To poskytuje právní a politickou ochranu sámského jazyka, kultury a společnosti. Navíc „změna znamená právní, politickou a morální povinnost norských orgánů vytvořit prostředí, které napomáhá Sámům samotným ovlivňovat vývoj sámské komunity“ (ibid.).
Sámský zákon stanoví zvláštní práva pro sámský lid (ibid.):
- „... Sámové mají svůj vlastní národní Sámský parlament v Norsku (norsky Sametinget) zvolený Sámy“ (kapitola 1–2).
- Sámové mohou rozhodovat o oblastech činnosti Sámského parlamentu.
- Sámské a norské jazyky mají stejné postavení v Norsku (část 15, kapitola 3 obsahuje podrobnosti týkající se používání sámského jazyka).

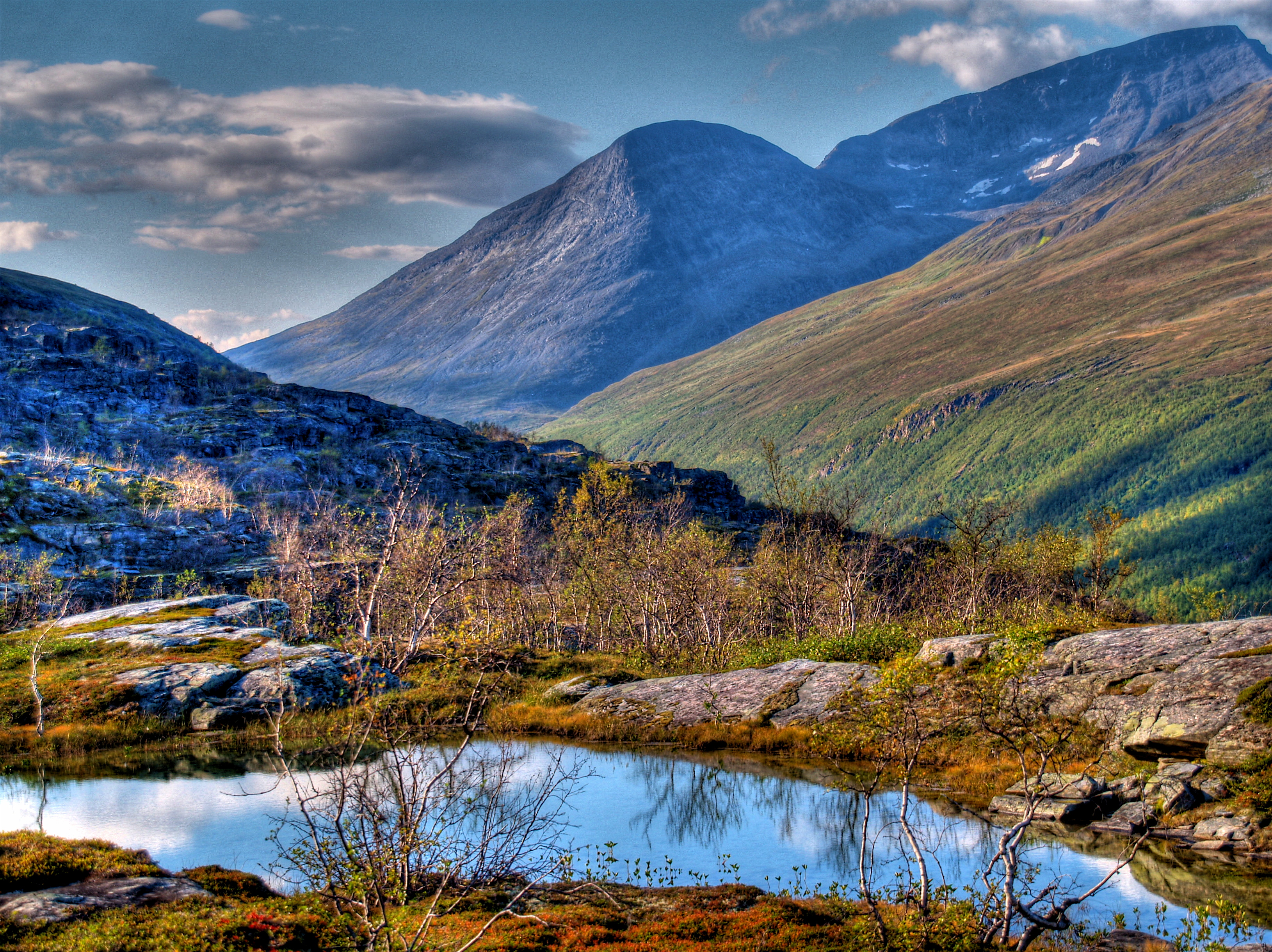
Horská krajina v Kvalsundu poblíž Hammerfestu

Navíc Sámové mají zvláštní práva na chov sobů.
Sámský parlament v Norsku také volí 50 % členů do správní rady Finnmarkského pozemkového spolku, který kontroluje 95 % pozemků v kraji Finnmark.
Norsko rovněž přijalo mezinárodní úmluvy, prohlášení a dohody použitelné pro Sámy jako menšinu a původní obyvatelstvo, včetně:
- Mezinárodní úmluva o odstranění všech forem rasové diskriminace (1965)
- Mezinárodní pakt o občanských a politických právech (1966). Článek 27 chrání menšiny a domorodé obyvatele před diskriminací: „V těch státech, v nichž existují etnické, náboženské nebo jazykové menšiny, osobám patřícím k těmto menšinám nebude odepřeno právo společně s ostatními členy své skupiny užívat svou vlastní kulturu, vyznávat a praktikovat své vlastní náboženství nebo používat svůj vlastní jazyk.“
- Úmluva o odstranění všech forem diskriminace žen (1979)
- Úmluva o právech dítěte (1989)
- Úmluva Mezinárodní organizace práce č. 169 o domorodých a kmenových národech v nezávislých zemích (1989). Tato úmluva uvádí, že práva domorodého obyvatelstva k půdě a přírodním zdrojům jsou uznávána jako klíčová pro jejich materiální a kulturní přežití. Domorodé národy by navíc měly mít nárok na kontrolu a řízení svých vlastních institucí, způsob života a hospodářský rozvoj za účelem udržení a rozvíjení jejich identit, jazyků a náboženství v rámci států, v nichž žijí.
- Charta Rady Evropy o regionálních a menšinových jazycích (1992)
- Rámcová úmluva Rady Evropy o ochraně národnostních menšin (1995)
- Deklarace OSN o právech původních obyvatel (2007)[85]

V roce 2007 přijal norský parlament nový zákon o chovu sobů, který uznává sídu (sámské místní společenství) jako základní instituci týkající se práv půdy, organizaci a každodenního řízení pastevectví.
Norsko bylo kritizováno mezinárodním společenstvím za politiku ponorštění a diskriminaci domorodého obyvatelstva v zemi. Dne 8. dubna 2011 byla Norsku předána doporučení Výboru OSN pro odstranění rasové diskriminace; ta se týkala mnoha otázek, včetně situace ve vzdělávání studentů, kteří potřebují dvojjazyčné vzdělávání v sámštině. Jedním doporučením výboru bylo, aby žádný jazyk nebyl základem diskriminace v norských antidiskriminačních zákonech a doporučil znění článku 1 úmluvy o rasové diskriminaci, který je obsažen v zákoně. Další doporučení týkající se sámské populace v Norsku zahrnovala začlenění rasové úmluvy do zákona o lidských právech, zlepšení dostupnosti a kvality tlumočnických služeb a rovnoprávnost doporučení občanského veřejného ochránce práv pro přijetí opatření.

### Oficiální sámská politika ve Švédsku

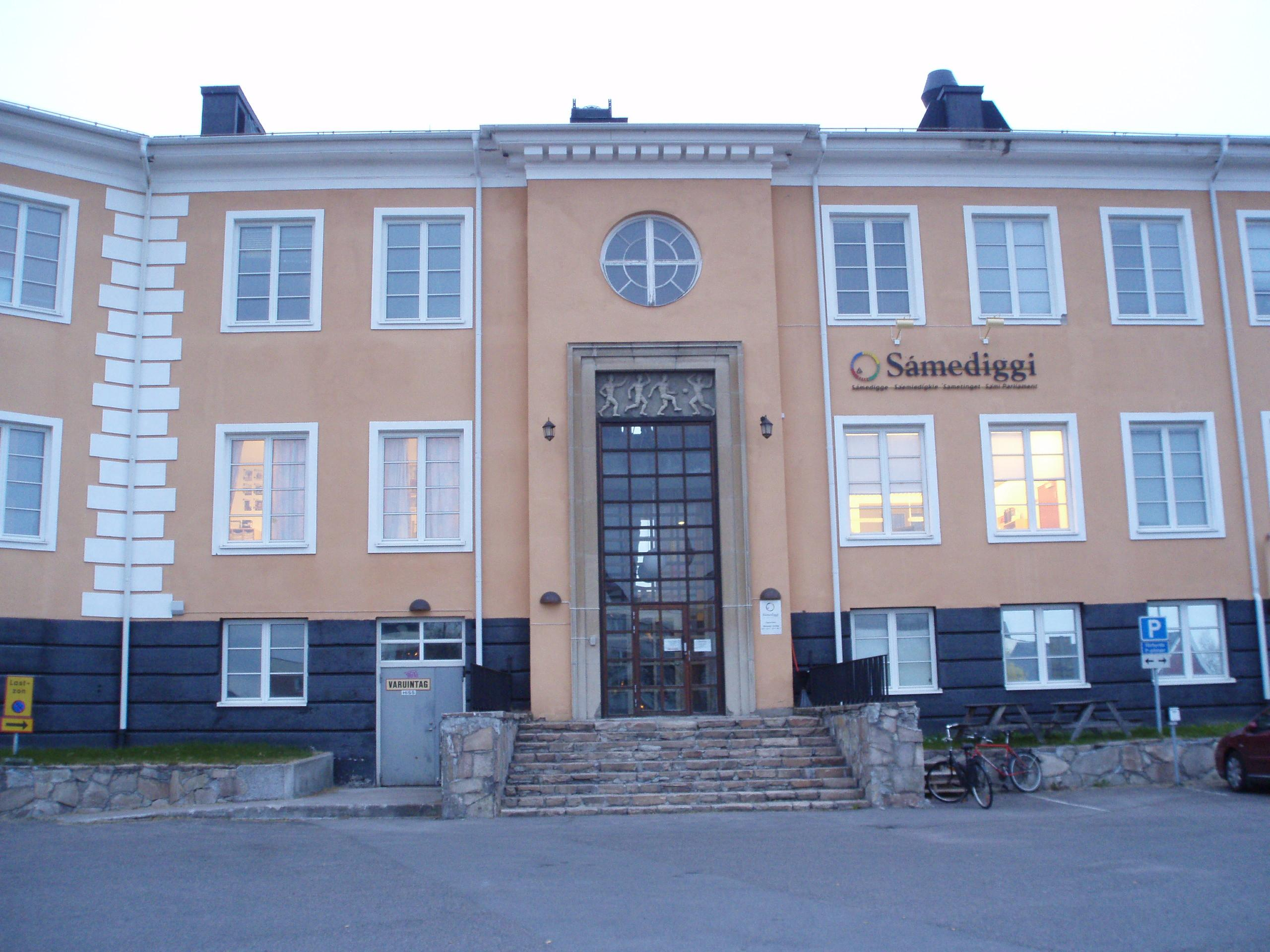
Sámský parlament ve Švédsku

Sametingslag byl založen jako Sámský parlament ve Švédsku k 1. lednu 1993. Švédsko uznalo existenci „sámského národa“ v roce 1989, ale nepřijalo Úmluvu Mezinárodní organizace práce č. 169 o domorodých a kmenových národech. Povinná školní vyhláška uvádí, že sámští žáci mají nárok na výuku ve svém mateřském jazyce. Obec je však povinna zajistit výuku mateřského jazyka v sámštině, pouze pokud je k dispozici vhodný učitel a žák má o Sámech základní znalosti. V roce 1998 se Švédsko formálně omluvilo za křivdy spáchané Sámům.
Až v roce 2010 začalo Laponiatjuottjudus, sdružení se sámskou většinovou kontrolou, řídit oblast světového dědictví UNESCO Laponské území, po 14 letech jednání od vyhlášení v roce 1996. V oblasti bude platit i zákon o chovu sobů. Sámové jsou jednou z pěti národnostních menšin uznaných švédskou legislativou.

### Oficiální sámská politika ve Finsku

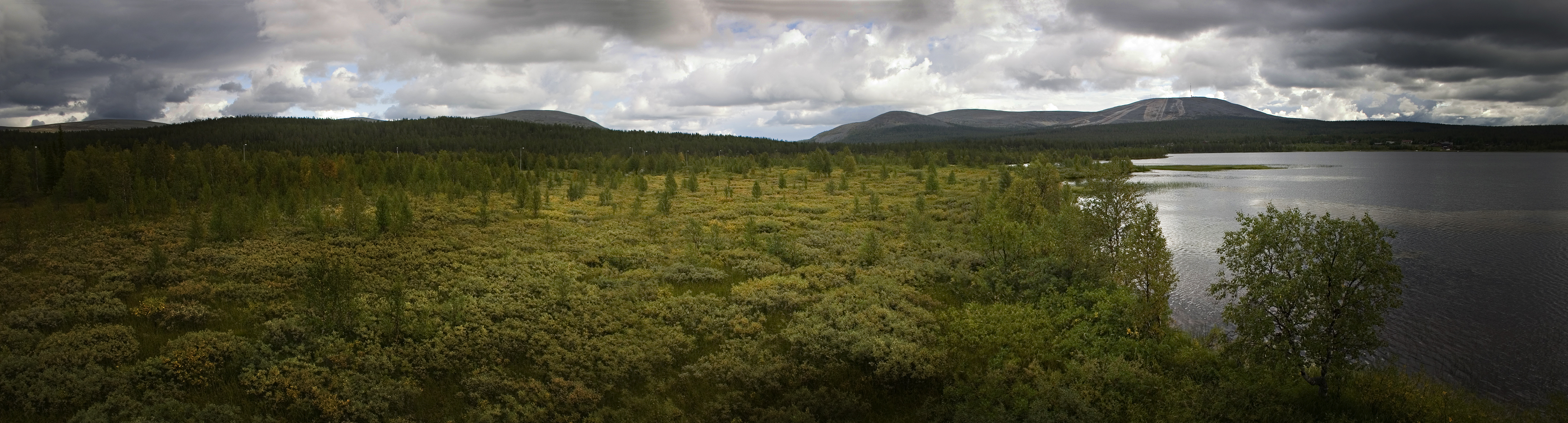
Krajina poblíž Ylläs

Finská provincie Laponsko: tři nejsevernější obce, Utsjoki, Inari a Enontekiö, a část Sodankylä jsou oficiálně považovány za sámskou oblast]

Zákon zakládající Sámský parlament ve Finsku (finský Saamelaiskäräjät) byl schválen dne 9. listopadu 1973. Finsko uznalo Sámy za „lid“ v roce 1995, ale doposud (k lednu 2019) neratifikovalo Úmluvu Mezinárodní organizace práce č. 169 o domorodých a kmenových národech.
Finsko ratifikovalo Úmluvu OSN o občanských a politických právech z roku 1966, i když bylo předloženo několik případů Výboru OSN pro lidská práva. Z toho 36 případů zahrnovalo určení práv jednotlivých Sámů ve Finsku a Švédsku. Rozhodnutí výboru objasňují, že Sámové jsou členy menšiny ve smyslu článku 27 a že zbavení nebo narušení jejich práv k výkonu tradičních činností, které jsou základním prvkem jejich kultury, spadají do působnosti článku 27. Případ J. Lansman versus Finsko se týkal výzvy sámských chovatelů sobů v severním Finsku a plánů finského centra lesního hospodářství schválit těžbu a výstavbu silnic v oblasti, kterou pastevci používali jako zimní pastviny a jarní území pro otelení.
Finští Sámové mají od 70. let 20. století přístup k výuce sámských jazyků v některých školách a v roce 1992 byla uznána jejich jazyková práva. Existují tři sámské jazyky, kterými se hovoří Finsku: severní sámština, skoltská sámština a inarská sámština. Z těchto jazyků je inarská sámština, kterou mluví asi 350 řečníků, jediná, který se používá výhradně ve Finsku, zejména v obci Inari.
Finsko odmítlo jakákoliv domorodá práva nebo práva na půdu sámského lidu; ve Finsku mohou i tzv. Nesámové chovat soby.
Sámové mají ve finské národní politice velmi malé zastoupení. Např. až v roce 2007 se Janne Seurujärvi, zástupce strany Finský střed, stal prvním Sámem, který byl kdy zvolen do finského parlamentu.
Dokonce i ve Finsku, kde mají sámské děti stejně jako všechny finské děti nárok na denní péči a jazykovou výuku ve svém jazyce, finská vláda odmítla financovat tato práva na většině území, a to i v Rovaniemi, v největší obci finského Laponska. Sámští aktivisté prosazují celostátní uplatňování těchto základních práv.
Stejně jako v ostatních zemích, které uplatňují suverenitu nad sámskými územími, úsilí sámských aktivistů ve Finsku ve 20. století dosáhlo omezeného uznání sámských práv jako uznávané menšiny, ale finská vláda se neochvějně drží svého legálně vynuceného předpokladu, že Sámové musí „dokázat“ své vlastnictví půdy, což je myšlenka, která je neslučitelná a v protikladu k tradičnímu způsobu života Sámů se stády sobů. To skutečně umožnilo finské vládě, aby bez náhrady, motivovaná hospodářským ziskem, po staletí zabírala sámská území.

### Oficiální sámská politika vRusku

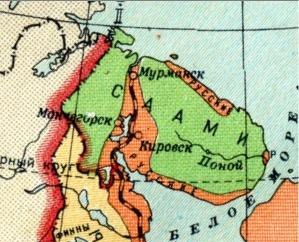
Mapa území Kildinských Sámů. СААМИ znamená „Sami“ v azbuce

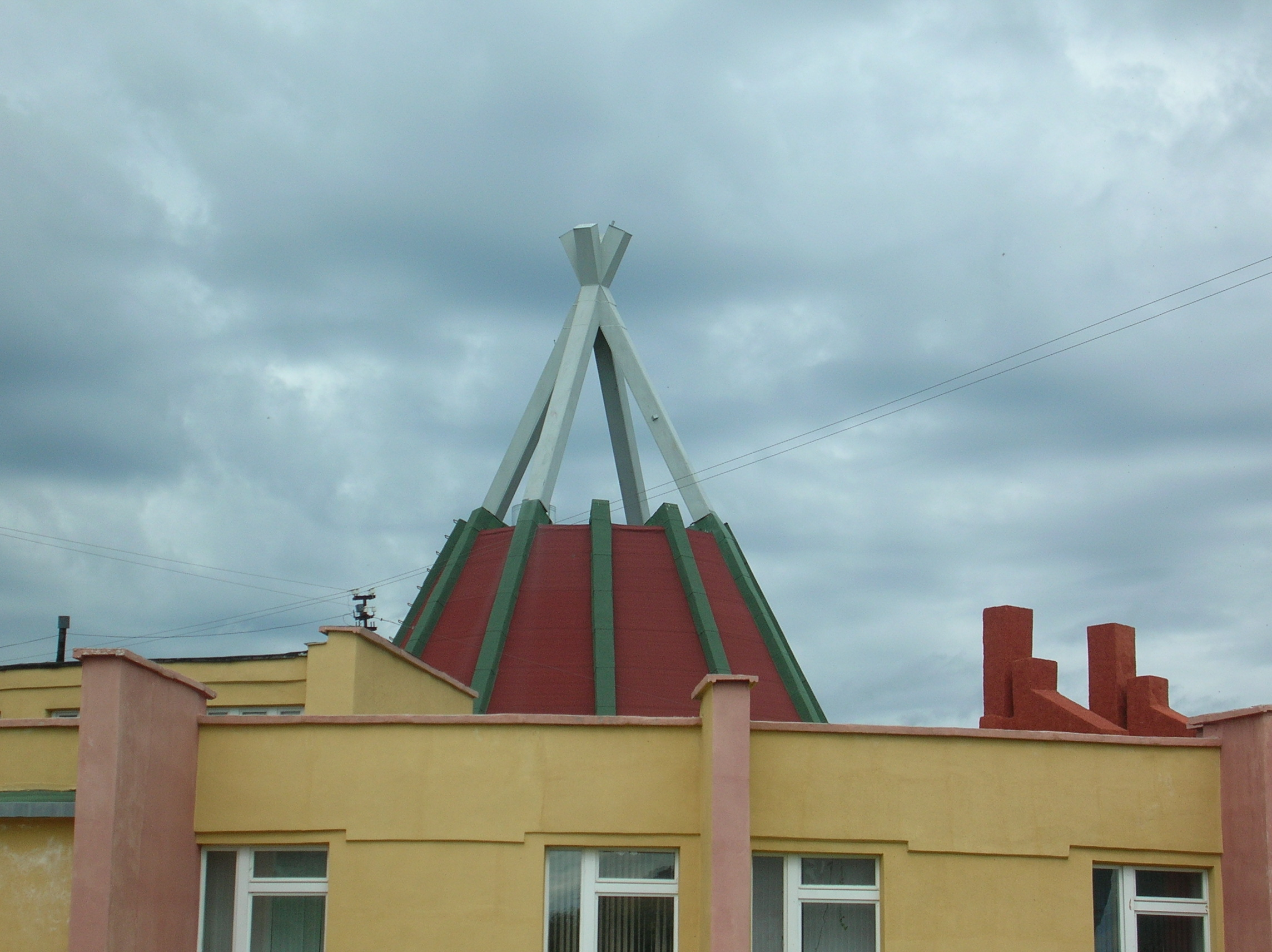
Národní kulturní centrum v Lovozeru

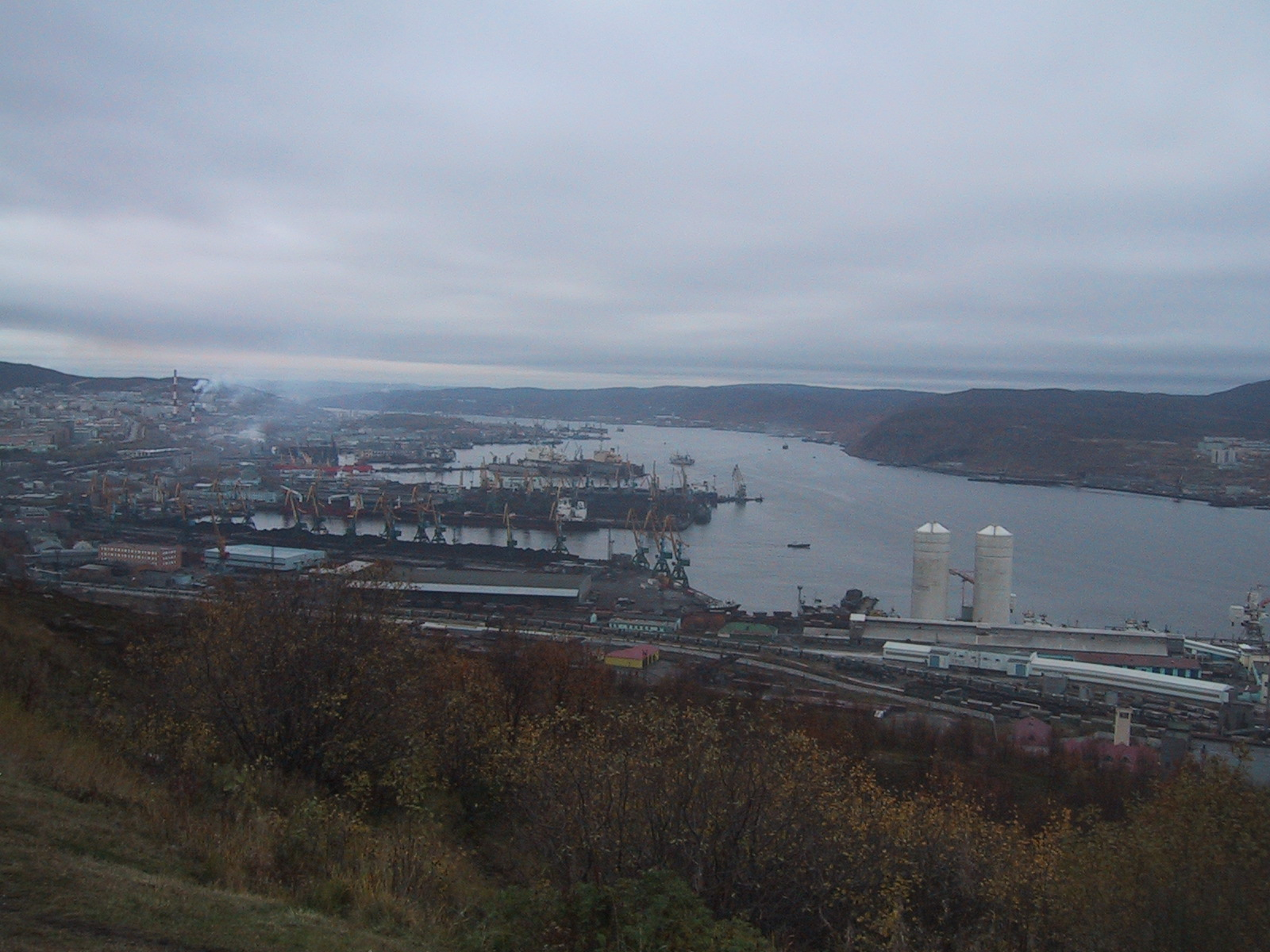
Přístav Murmansk v zálivu Kola

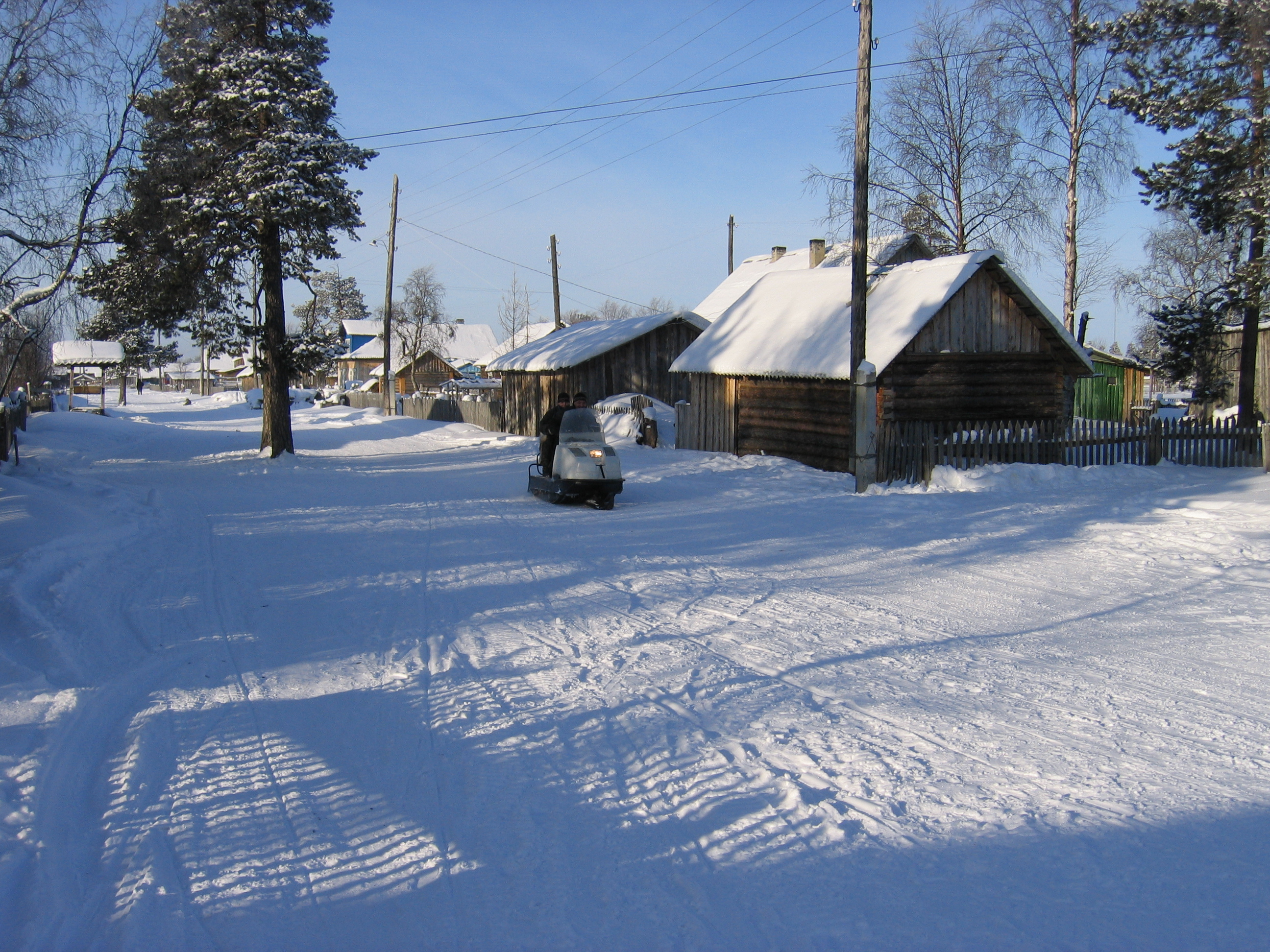
Vesnice Krasnoščelje na řece Ponoj

Na území dnešního Ruska, v tehdejším Sovětském svazu, došlo ve dvacátém století ke dvojímu násilnému přestěhování Sámů. V první fázi byl ve 30. a 40. letech zaveden systém kolchozů (kolektivních komunit), kam byli Sámové přestěhováni. Následně byly mezi 50. a 70. lety malé neperspektivní kolchozy zrušeny a Sámové opět přemístěni. Nejvíce Sámů bylo centralizováno ve vesnici Lovozero (severosámsky Lujávri).
Rusko doposud nepřijalo úmluvu Mezinárodní organizace práce č. 169 o domorodých a kmenových národech z roku 1989. Ruská Ústava z roku 1993 v článku 69 uvádí, že „Ruská federace zaručuje práva malým domorodým národům v souladu s obecně uznávanými zásadami a normami mezinárodního práva a mezinárodními smlouvami Ruské federace“. Poprvé tak na území dnešního Ruska byla práva původních menšin zavedena přímo v ústavě.
Sovětský svaz v roce 1973 ratifikoval Mezinárodní pakt OSN o občanských a politických právech z roku 1966; Článek 2 této úmluvy výslovně zakazuje zbavit lid „vlastních prostředků k životní existenci“. Už samostatný Ruský parlament přijal dílčí opatření k jeho provedení.
Ruská federace uvádí jednotlivé domorodé národy jako subjekty zvláštního práva a ochrany podle Ústavy a federálních zákonů a vyhlášek. Tato práva jsou spojena s kategorií známou od sovětských časů jako jsou maločislenyje narody („malé národy“), což je termín, který je často překládán jako „domorodé menšiny“, mezi něž patří arktické národy (původní malé národy Severu, Sibiře a Dálného východu Ruské federace), jako jsou Sámové, Něnci, Evenkové a Čukčové.
Regionální zákon, zákoník Murmanské oblasti, vyzývá orgány státní moci této oblasti k tomu, aby usnadňovaly domorodým obyvatelům ze severu Koly, konkrétně jmenuje Sámy, „při uskutečňování svých práv na zachování a rozvoj jejich mateřského jazyka, národní kultury, tradic a zvyků.“ Třetí část článku 21 uvádí: „V historicky založených oblastech bydlení mají Sámové právo na tradiční užívání přírody a na [tradiční] aktivity.“
V celém ruském severu jsou domácím a místním obyvatelům odpírána práva na rybolov, lov, využívání pastvin nebo kontrolu nad zdroji, na nichž oni a jejich předkové po celá staletí závisejí. Zanedbání ochrany domorodých práv však nevyplývá z nedostatku psaného zákona, ale z neúspěchu při zavádění stávajících zákonů. Bohužel porušování práv domorodého obyvatelstva přetrvává a růst těžby ropy, zemního plynu a nerostů a další činnosti (těžba nerostných surovin a dřeva, komerční rybolov a cestovní ruch), které přinášejí cizí měnu do ruského hospodářství, mají přednost nad zákonem.

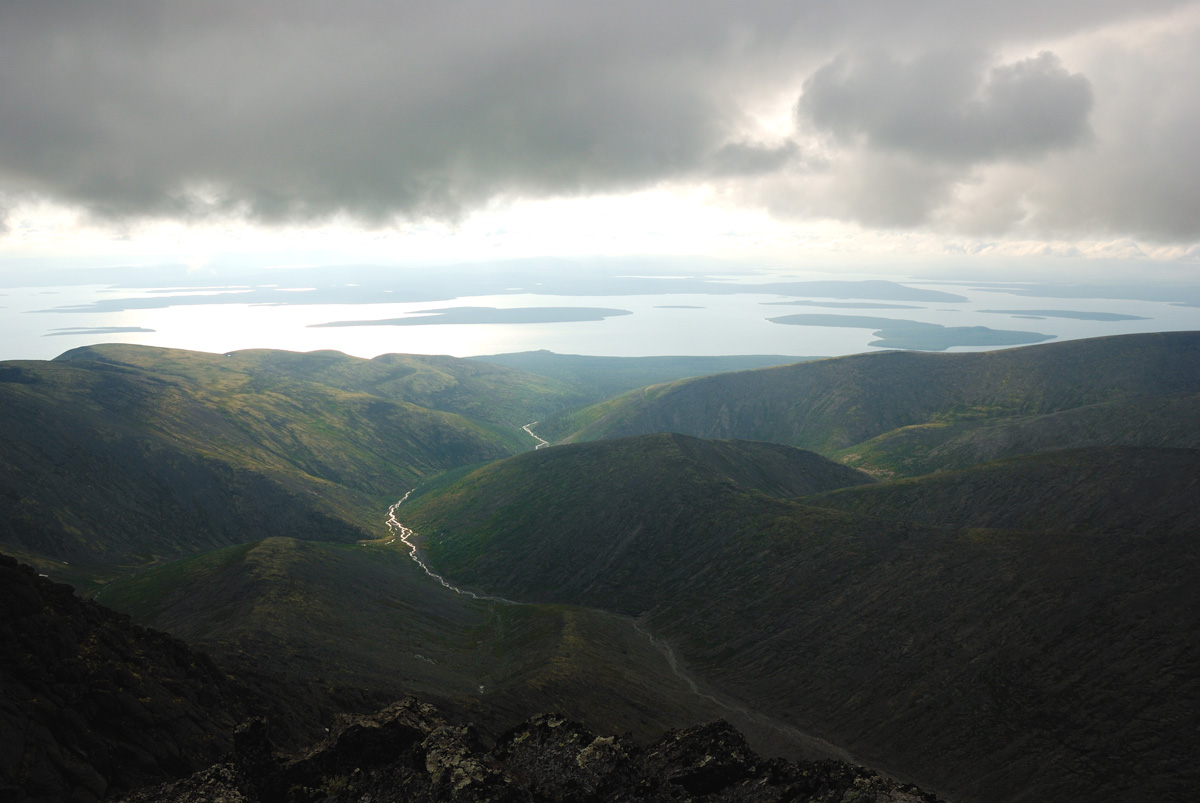
Masiv Chibiny na poloostrově Kola

Životní způsoby a ekonomika domorodých obyvatel ruského severu jsou založeny na chovu sobů, rybolovu, lovu suchozemských a mořských savců a lovu do pastí. Mnoho skupin v ruské Arktidě je polokočovných, pohybuje se sezónně po různých loveckých a rybářských táborech. Tyto skupiny závisí spíše na různých typech prostředí v různých časech roku než na tom, zda se jedná o jednu komoditu na vyčerpání. 
V sámské domovině na poloostrově Kola v severozápadním Rusku regionální úřady uzavřely úsek řeky Ponoj (a dalších řek) pro místní rybolov a poskytly výhradní rybolovná práva komerční společnosti nabízející úlovky – sportovním rybářům převážně ze zahraničí. To znemožnilo místním Sámů (viz článek 21 kodexu Murmanské oblasti) obstarat si potraviny pro své rodiny a společenství a své tradiční hospodářské živobytí. Dle americké vědkyně Gaily Osherenkové zákaz rybolovu pro místní obyvatele mohl porušovat pravidla formulovaná Výborem OSN pro lidská práva a ignorovat zákon o půdě, jiné legislativní akty a prezidentský dekret z roku 1992. Obyvatelé vzdálených komunit nemají sílu ani zdroje, aby požadovali vymáhání svých práv. Zde i v dalších polárních oblastech neúspěch uplatňovat zákony na ochranu původních obyvatel vede ke „kriminalizaci“ místních obyvatel, kteří nemohou přežít bez „pytláctví“ zdrojů, které by jinak měly být právně dostupné.
Jedním z významných problémů ruských Sámů je jejich nedostatečné povědomí o právech, výsadách a postupech jejich provádění, které často vedou k tomu, že nemohou využívat své výsady.

### Skandinávie
Dne 16. listopadu 2005 předložila v Helsinkách skupina expertů vedená bývalým předsedou Nejvyššího soudu Norska, profesorem Carstem Smithem, návrh na Severskou sámskou úmluvu, každoroční společné zasedání ministrů odpovědných za záležitosti Sámů ve Finsku, Norsku a Švédsku a předsedů tří sámských parlamentů z příslušných zemí. Tato úmluva uznává Sámy jako jedno společné domorodé obyvatelstvo, sídlící přes hranice ve všech třech zemích. Navrhuje soubor minimálních standardů pro práva rozvoje sámského jazyka a sámské kultury a práva na půdu a vodu, živobytí a společnost. Úmluva nebyla doposud v severských zemích ratifikována.

## Sámská kultura

### Obydlí
Tradiční sámské obydlí je lavvu. Má podobný vzor jako indiánské týpí, ale je méně vertikální a při silném větru je stabilnější. Umožňuje domorodé kultuře na holých pláních následovat svých stád sobů. Sámové ho stále používají jako dočasný přístřešek a navíc i stále více lidí pro kempování. Jako dočasné i trvalé obydlí se také používá goahti, což je sámská chýše nebo stan tří základních typů, krytý buď tkaninou, rašeliníkem nebo dřevem. Goahti pokryté tkaninou vypadají velmi podobně jako lavvu, ale často je jejich konstrukce o něco větší.

### Duodji (řemeslo)

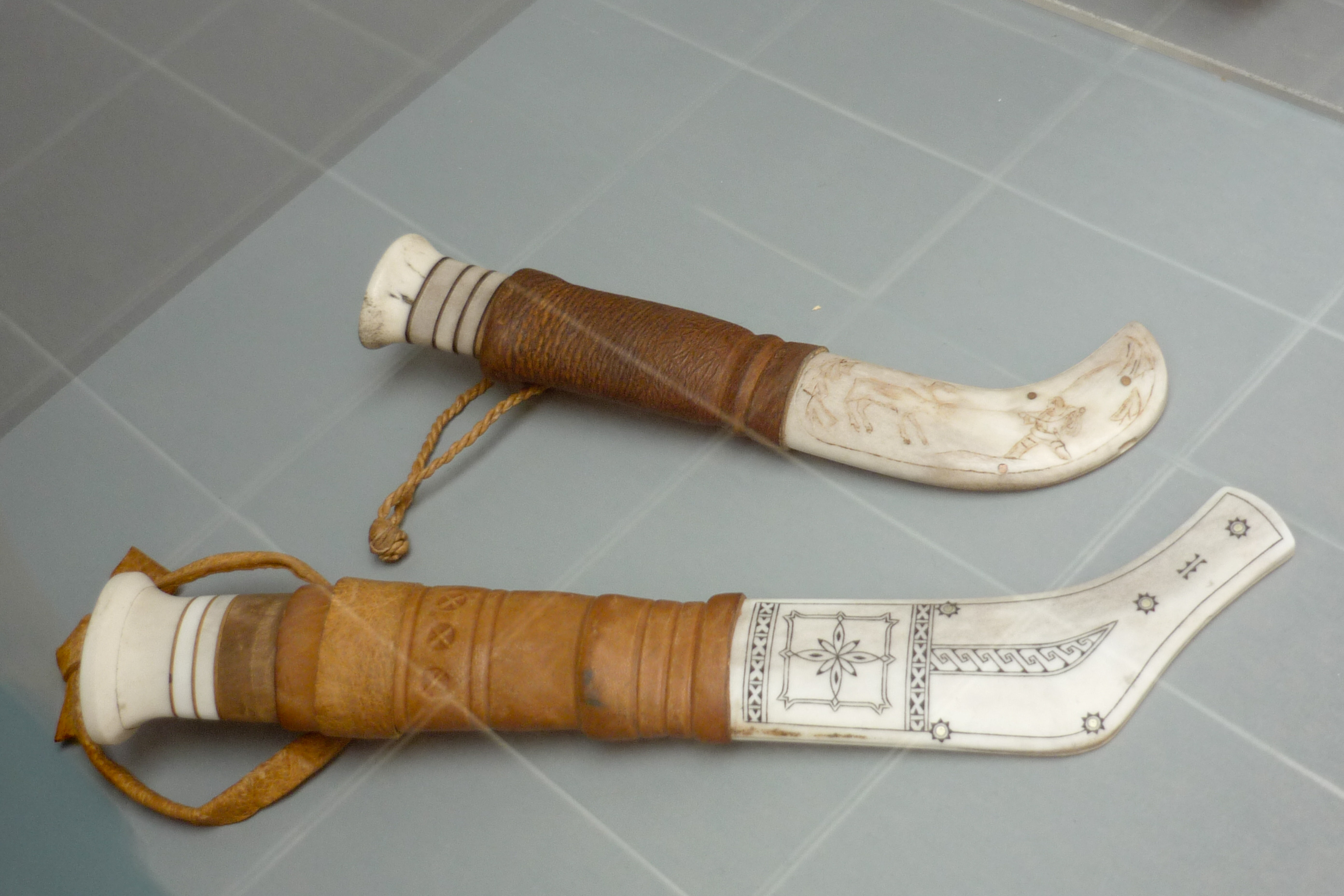
Sámský nůž

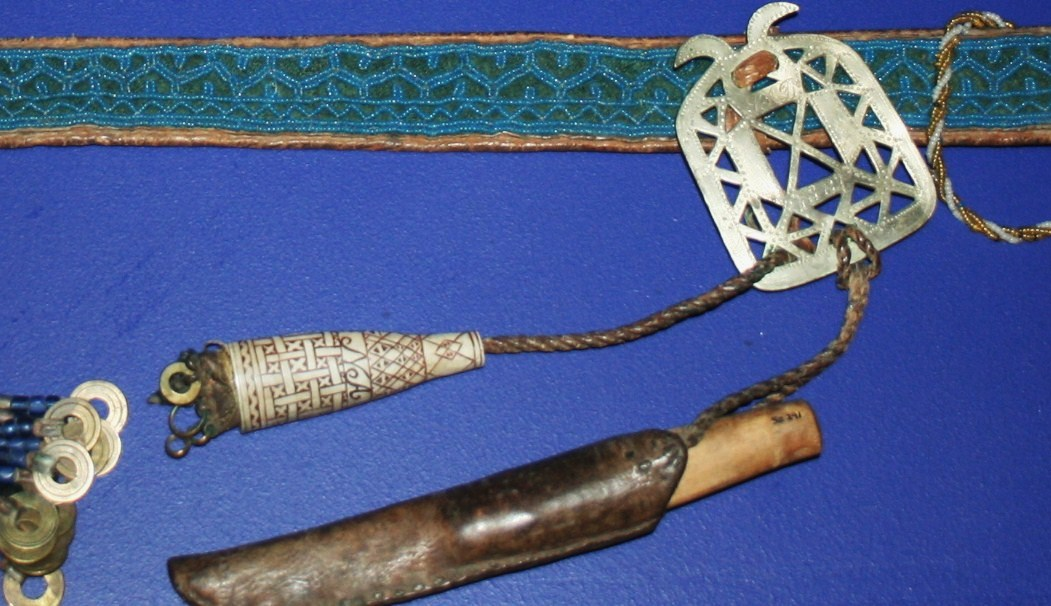
Korálkový pás, nůž a jehelníček z paroží

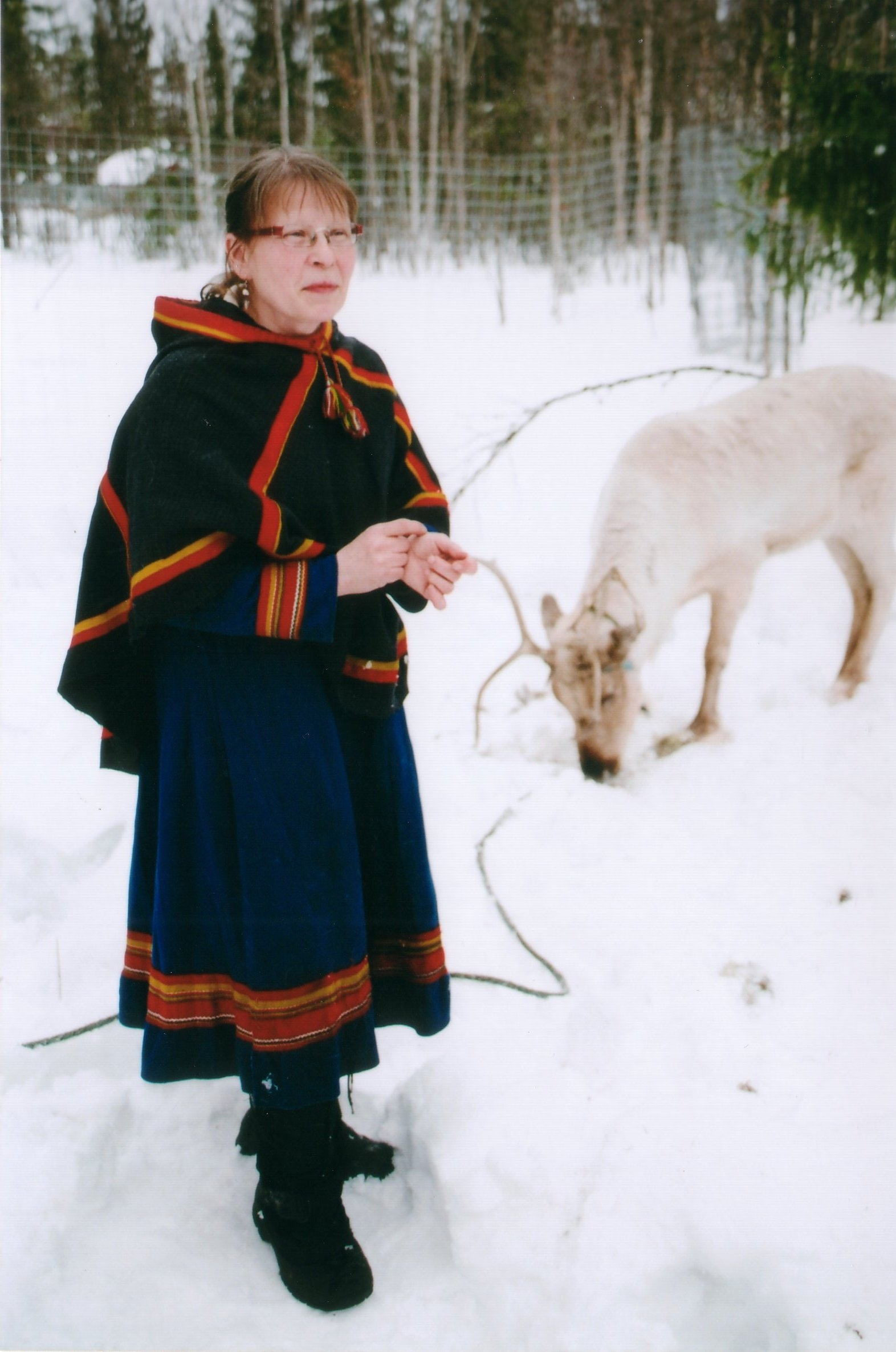
Sámská žena ze Švédska

Sámské řemeslo duodji pochází z doby, kdy Sámové byli samostatnými a samozásobitelskými kočovníky, a proto věřili, že objekt by měl předně a především sloužit svému účelu a nikoli primárně jako dekorace. Muži většinou používali dřevo, kosti a parohy k výrobě vyřezávaných nožů s rukovětí z paroží, bubnů a kuksů (hrnečky z březových nádorů na dřevě). Ženy používaly kůži k výrobě gákti a březové a smrkové kořeny k pletení košů.

### Oblečení
Tradiční oděv, který nosí Sámové, je gákti. Nosí se jak při obřadech, tak při práci, obzvláště při pasení sobů.
Tradičně se gákti vyráběl ze sobích kůží a šlach, dnes se častěji používá vlna, bavlna nebo hedvábí. Ženské gákti se obvykle skládá z šatů, šálu s třásněmi, které jsou upevněny 1–3 stříbrnými broži, a bot vyrobených z sobí kožešiny nebo kůže. Boty mohou mít špičaté nebo zvlněné špičky a často mají bandážové tkané kotníkové omotávky. Boty východních Sámů mají zaoblenou špičku na botách ze sobí kožešiny, jsou obloženy plstí a korálkovými detaily. Existují různé gákti pro ženy a muže; Mužská gákti mají kratší „bundy“ než dámské dlouhé šaty. Tradiční gákti je nejčastěji v odstínech červené, modré, zelené, bílé, středně hnědé vyčiněné kůže nebo kožešiny sobů. V zimě se přidává sobí kožich a kalhoty, někdy pončo (luhkka) a lano/laso.

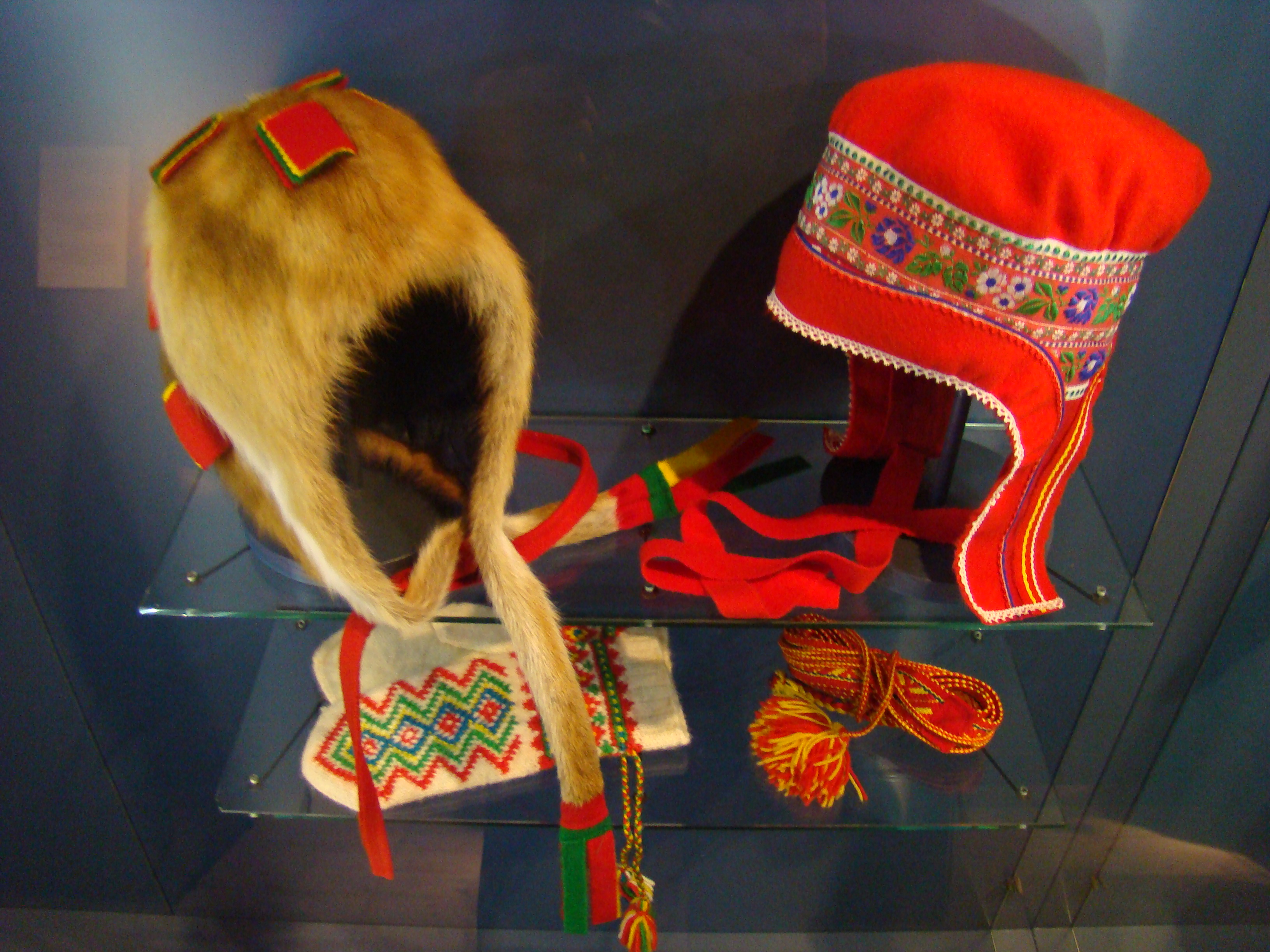
Sámské čepice

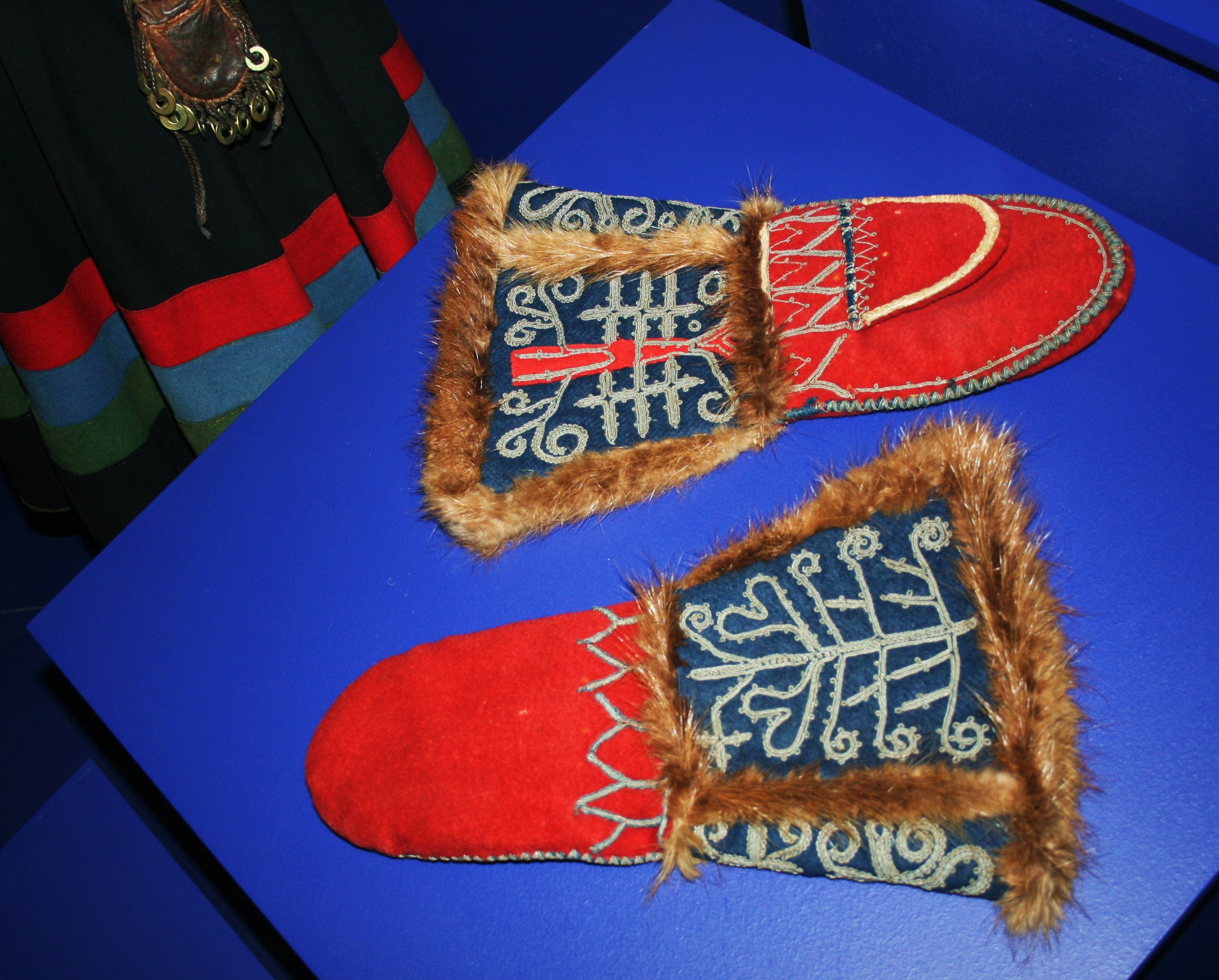
Sámské rukavice

Barvy, vzory a šperky na gákti ukazují, odkud je nositel, zda je svobodný nebo ženatý, a někdy mohou být dokonce specifické pro jednu rodinu. Obuv, rukávy a spodní lem mají obvykle nášivky ve formě geometrických tvarů. V některých oblastech se používají pásky, jinde mají plechové výšivky a někteří východní Sámové nosí obrubu na oblečení nebo límec. Klobouky se liší podle pohlaví, sezóny a oblasti. Bývají vlněné, z kůže nebo z kožešiny. Mohou být vyšívané, nebo jako na východě, kde jsou spíš v podobě korálkové tkaniny se šálkem. Některé tradiční šamanské pokrývky hlavy, zejména ve východním Laponsku, byly ze zvířecí kůže, copánků a peří.
Gákti může být přepásáno páskem. Pásek je někdy vyroben z několika pruhů samostatně utkaných úzkých pásků, jindy tkaný vcelku; může být zdoben korálky. Kožené řemeny mohou mít knoflíky z parohů, stříbrné koncové knoflíky, střapce nebo mosazné či měděné kroužky a jiné doplňky. Na páskách mohou být také korálky vykládána kožená pouzdra, pouzdra s jehlicemi z paroží, doplňky pro oheň, měděné kroužky, amulety a často vyřezávaný a nebo vyřezávaným parožím ozdobený nůž. Někteří východní Sámové také nosí šat s kapucí zvaný „малиц“ (malic) ze sobí kožešiny s vlnou uvnitř a boty nad kolena.

### Média a literatura

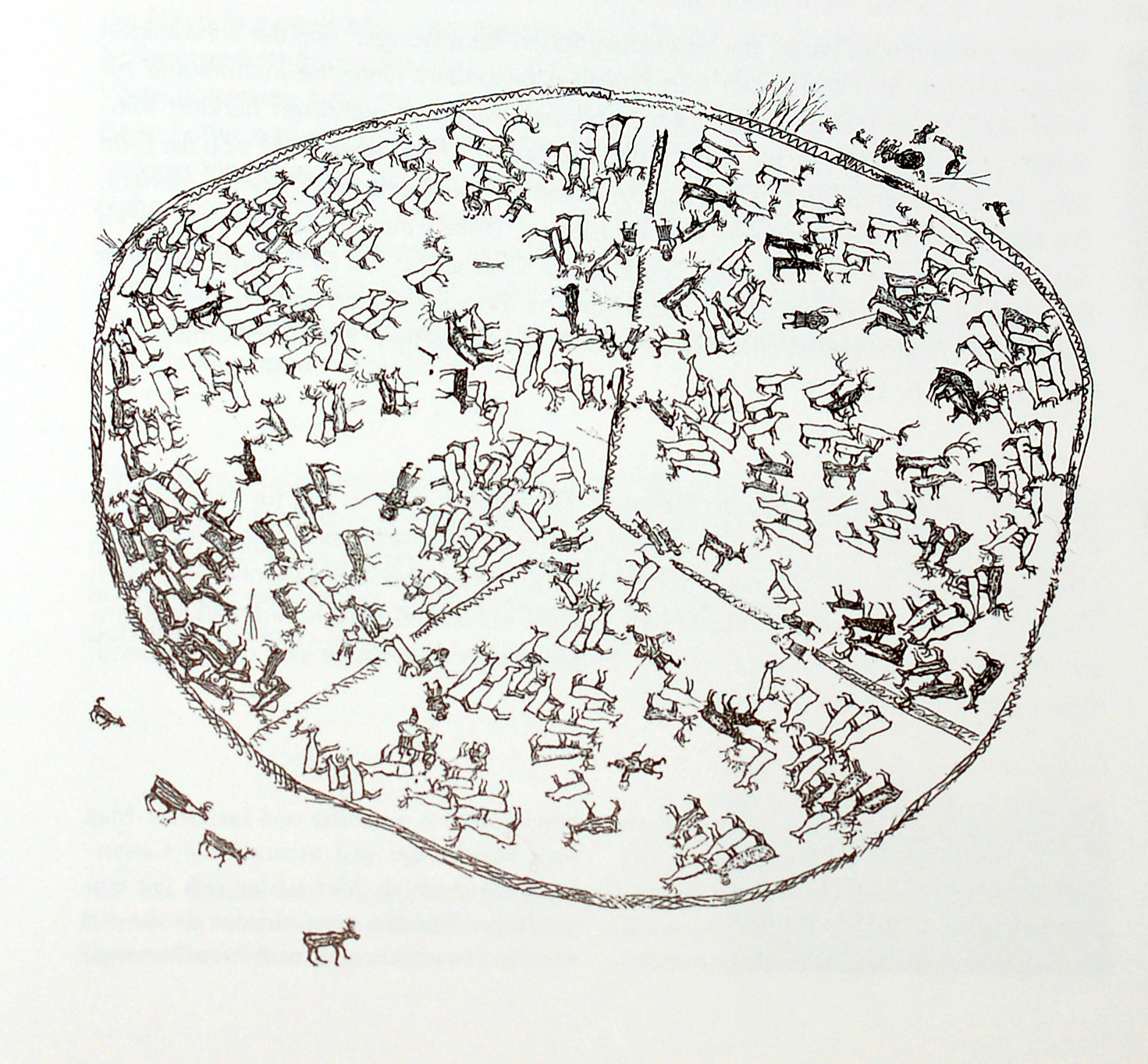
Obraz z Muitalus sámiid birra od Johana Turiho, příběh života sámského lidu

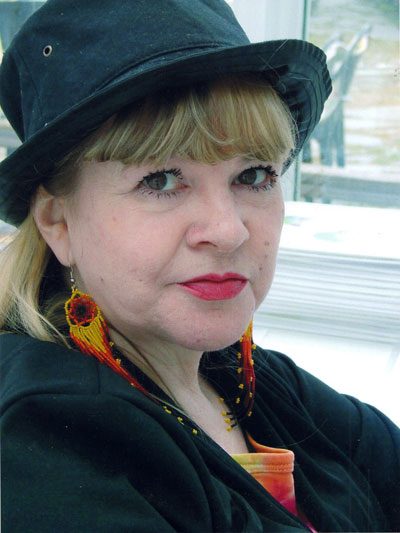
Marry Áilonieida Somby, sámská spisovatelka z norského Deatnu

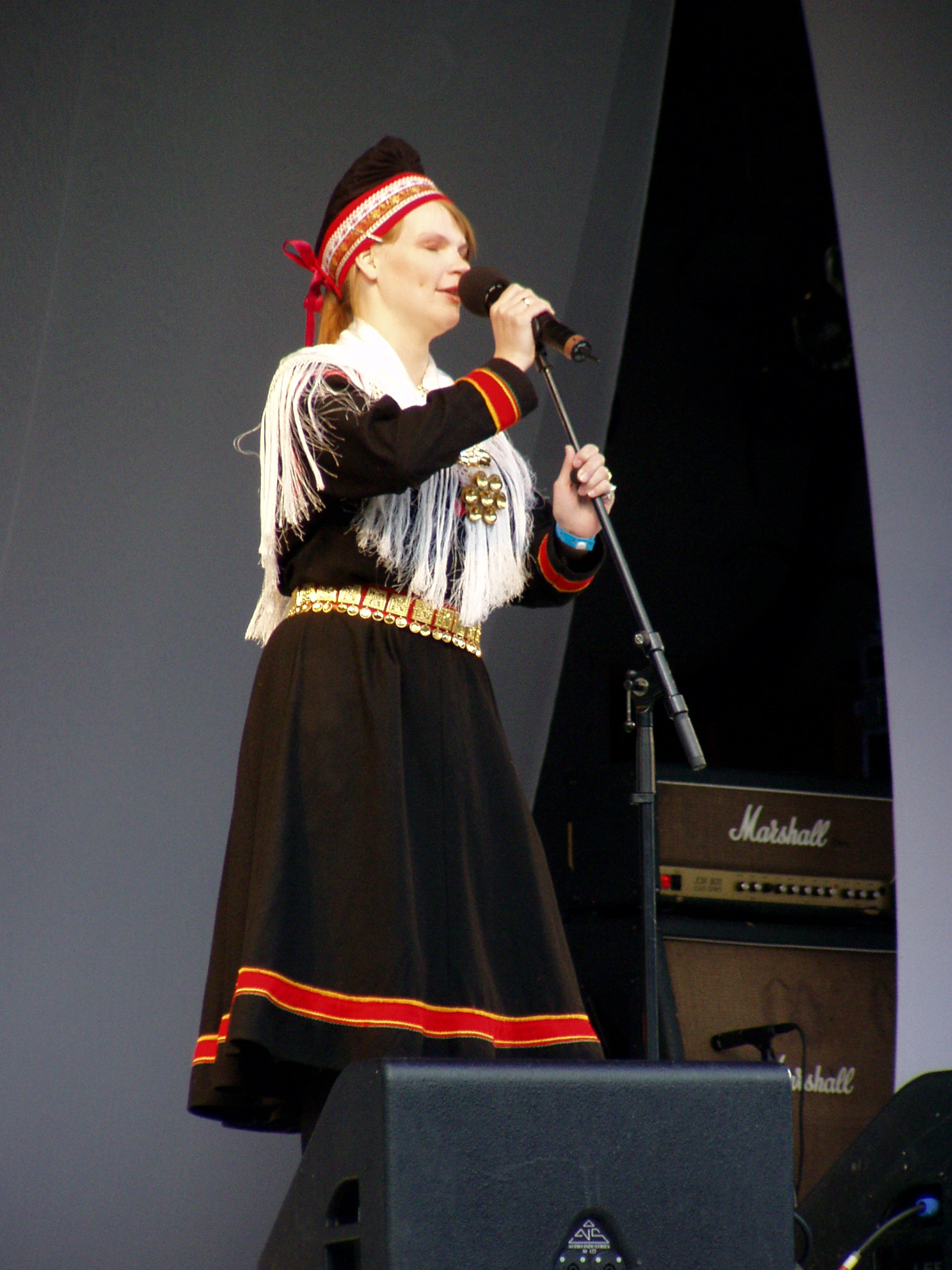
Sara Marielle Gaupová na festivalu Riddu Riđđu

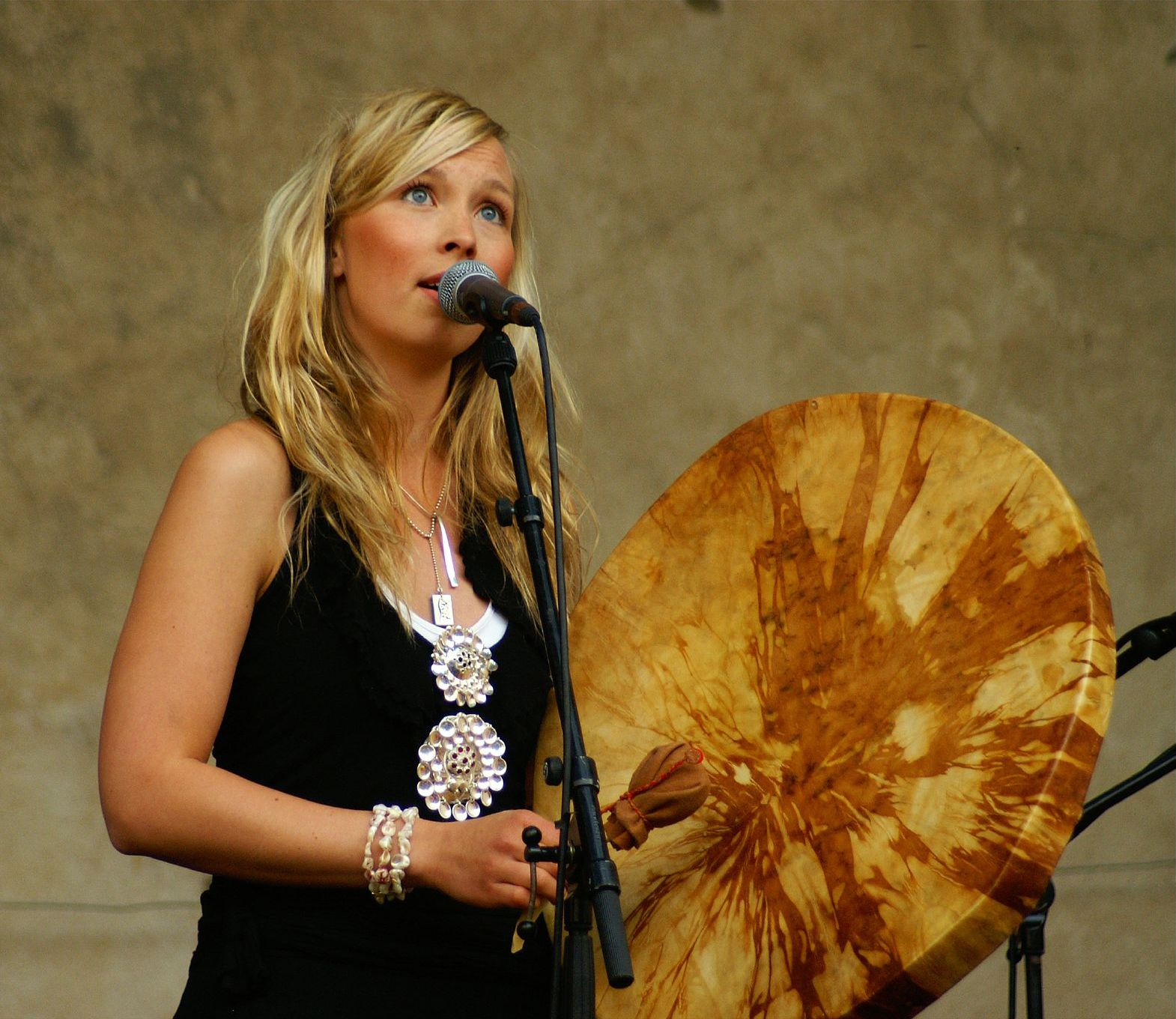
Sofia Jannoková, sámská zpěvačka a hudebníce ze švédského Gällivare

V národních televizích v Norsku, Švédsku a ve Finsku existuje krátké denní zpravodajství v severní sámštině. V sámštině se také často dělají dětské televizní pořady. K dispozici je také rozhlasová stanice pro severní Sámy, která má některé zpravodajské programy v ostatních sámských jazycích.
Jediný deník vydávaný v severní sámštině je Ávir, spolu s několika časopisy.
Existuje sámské divadlo Beaivvaš, sídlící v norském Kautokeino a další ve švédské Kiruně. Obě divadla jezdí na turné po celém Laponsku se hrami napsanými sámskými autory nebo s mezinárodními překlady. Každoročně se v severní sámštině a někdy i v ostatních sámských jazycích vydává řada románů a sbírek poezie. Největší sámské vydavatelství je Davvi Girji.

### Hudba
Charakteristickým prvkem sámské hudební tradice je zpěv joik. Joiky jsou zpěvné písně, tradičně zpívané a cappella, obvykle pomalu a hluboko v krku se zdánlivým emočním obsahem smutku nebo hněvu. Joiky mohou být věnovány zvířatům a ptákům v přírodě, zvláštním lidem nebo zvláštním příležitostem a mohou být radostné, smutné nebo melancholické. Často jsou založeny na slabičné improvizaci. V posledních letech joiky často doprovází hudební nástroje. Jediné tradiční sámské nástroje, které byly někdy používány k doprovodu joiků, byly „fadno“ flétny (vyrobené ze stonků rákosu podobného andělici lékařské) a ruční bubny (bubny s rámy a miskové bubny).

### Vzdělání
Vzdělání v sámštině jako prvním jazyce existuje ve všech čtyřech zemích, kde Sámové historicky žijí (v Norsku, Švédsku i Finsku a Rusku), i mimo tradiční území Sámů. Sámská univerzita se nachází v Kautokeino. Sámský jazyk lze studovat na několika univerzitách ve všech těchto zemích, speciálně na univerzitě v Tromsø, která považuje sámštinu za mateřský jazyk, nikoliv za cizí jazyk.

### Festivaly a trhy

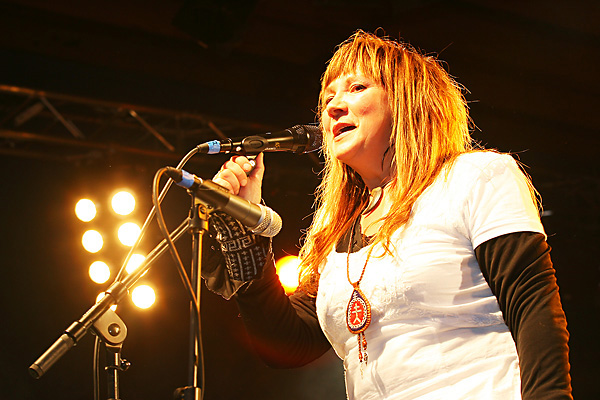
Sámská zpěvačka Mari Boine

Mnoho sámských festivalů v Laponsku oslavuje různé aspekty kultury Sámů. Nejznámější festival na norské straně je každoroční Riddu Riđđu, ačkoli existují i další, jako je Ijahis Idja v Inari. Slavné jsou velikonoční festivaly, které se konají v Kautokeino a Karasjoku před jarním migrací sobů k pobřeží. Tyto festivaly spojují tradiční kulturu s moderními jevy, jako jsou sněžné skútry.

### Výtvarné umění
Vedle duodji (sámský rukodělný výrobek) se rozvíjí i oblast současného sámského výtvarného umění. V roce 2014 byla zřízena galerie Sámi Dáiddaguovddáš (Sámské centrum současného umění).

### Tanec

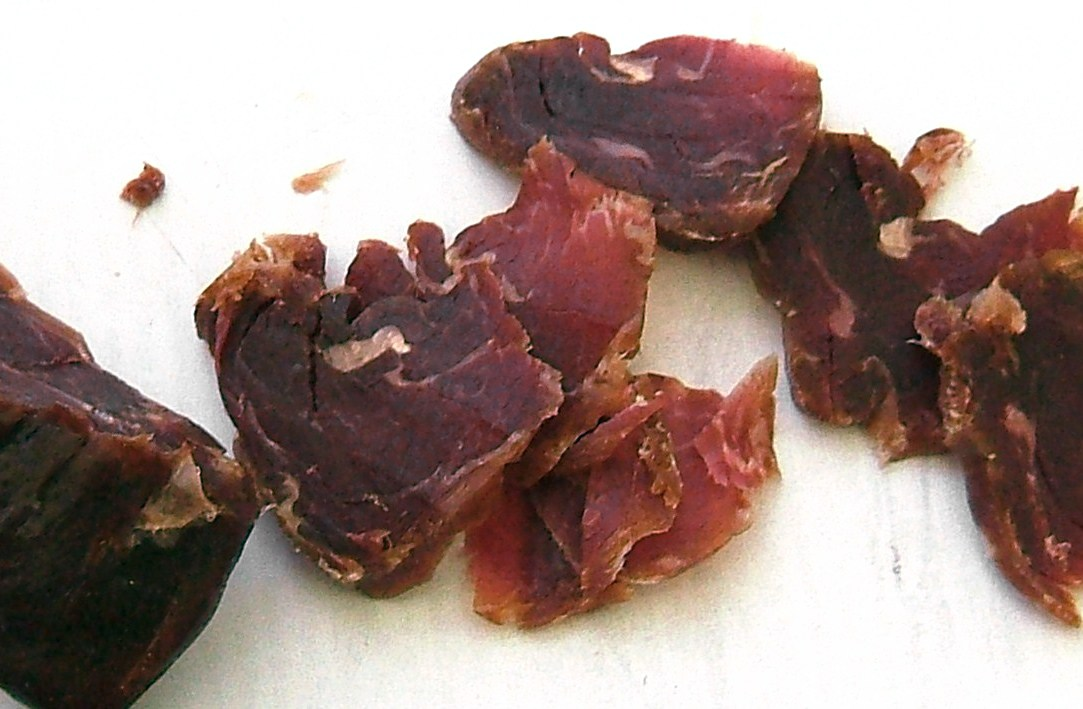
Sušené sobí maso

Po mnoho let se mylně myslelo, že Sámové jsou na Zemi jediní domorodí lidé bez taneční tradice. Objevily se sámské taneční společnosti jako např. Kompani Nomad. Kniha o „ztracené“ sámské taneční tradici se jmenuje Jakten på den försvunna samiska dansen a nedávno vyšla v Centru pro výzkum Sámů (CeSam) Umejské university. Ve východních oblastech Laponska je taneční tradice více spojitá a pokračuje ve skupinách jako Johtti Kompani.

### Kuchyně
Sámská kuchyně je založena na sobím mase, které se často udí a suší. Ze soba se nevyužívá jen maso, ale i vnitřností nebo krev. Kromě sobího maso se také používá mnoho ryb a různé bobule a bylinky z přírody, nejpopulárnější jsou morušky. Tradiční sámský chléb má podobu placek a je podobným indickým chlébům.

### Chov sobů

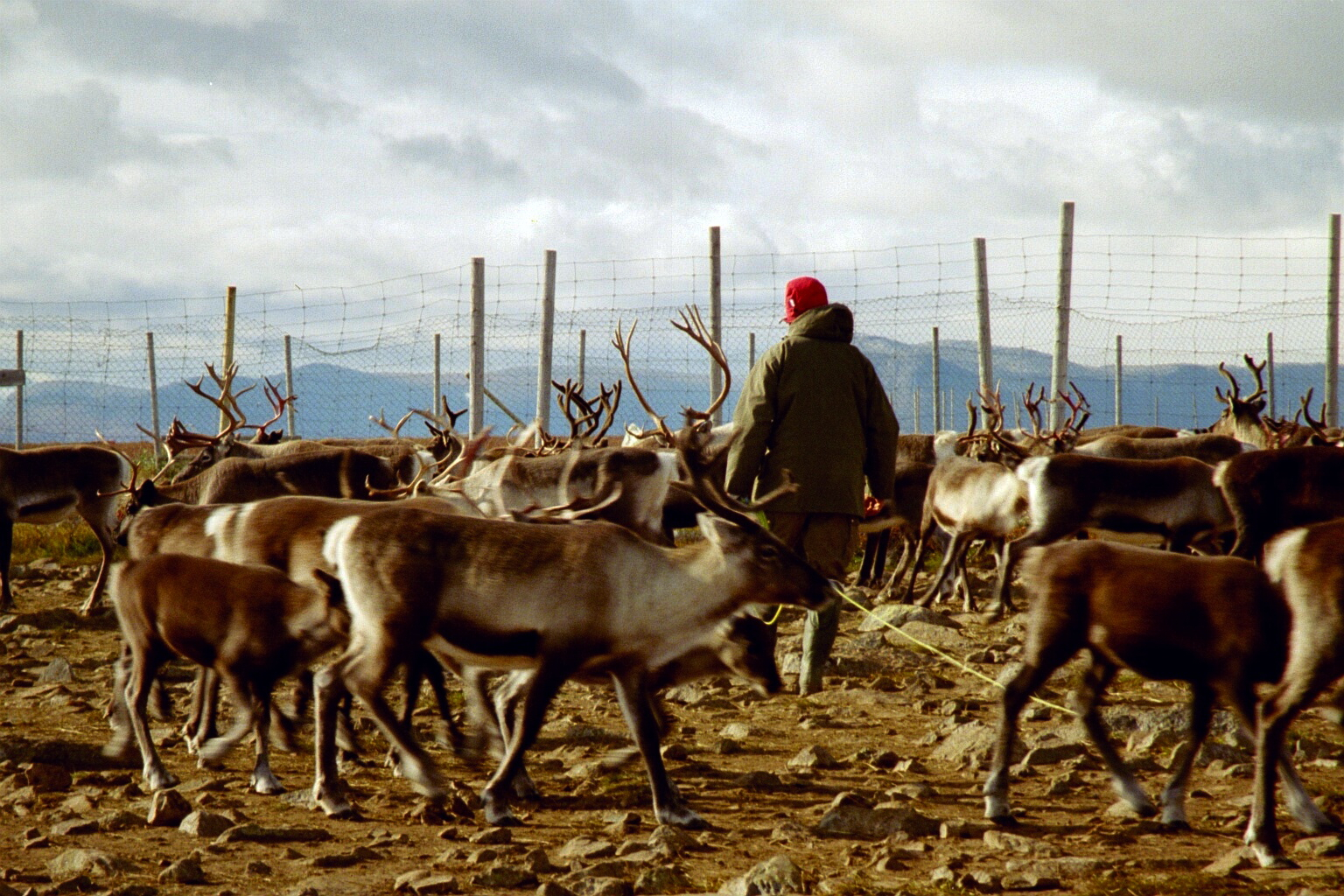
Chov sobů

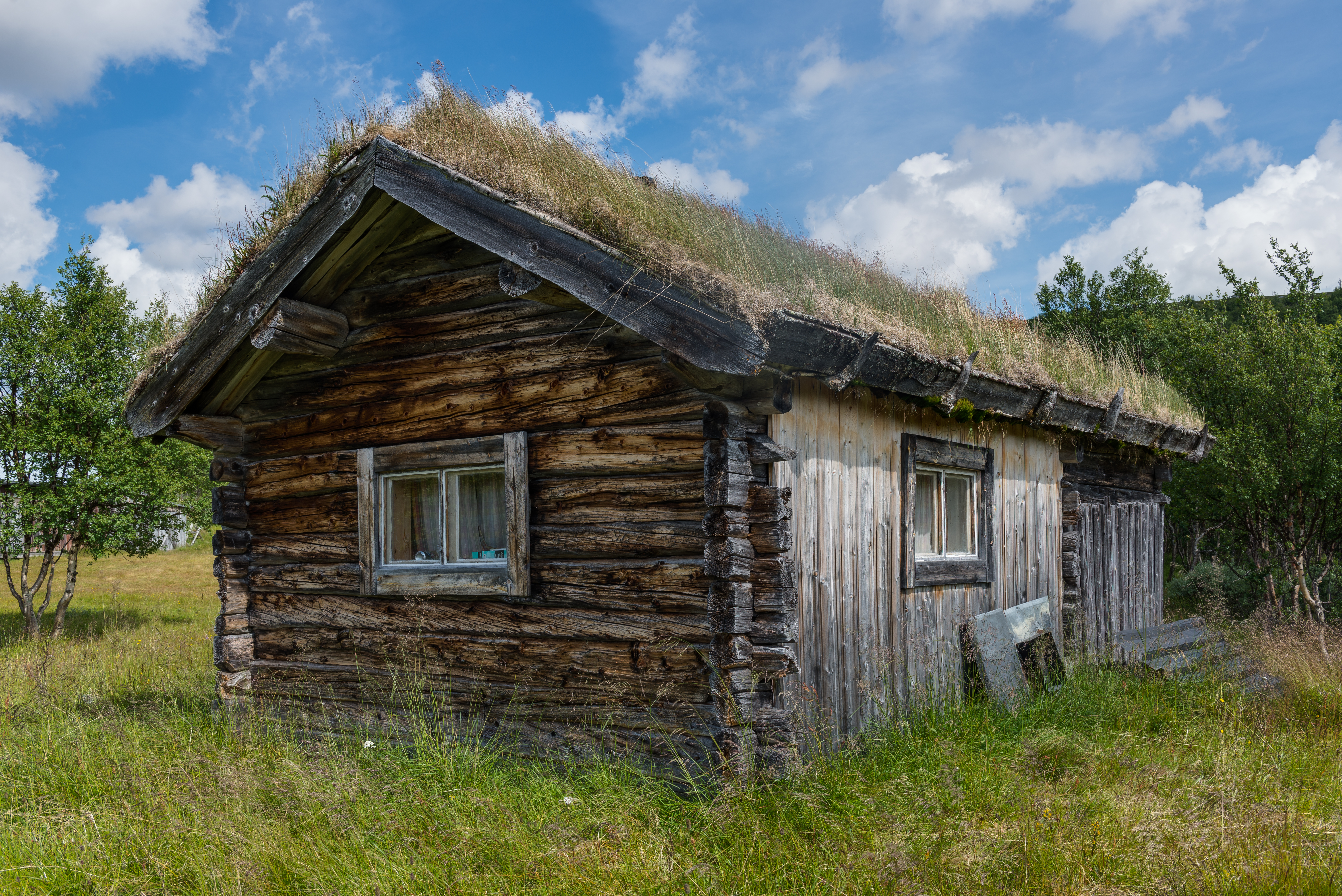
Budova v Ljungris vlastněná sámskou komunitou, která byla v létě využívána především pro značení sobích mláďat

Chov sobů byl a stále je důležitým aspektem sámské kultury. Během let nucené asimilace byly oblasti, ve kterých byla stáda sobů významným zdrojem živobytí mezi několika, kde přežila sámská kultura a jazyk. V celé severní Evropě (Norsko, Finsko, Švédsko a Rusko) se mu věnuje méně než 10 % Sámů.
Dnes je v Norsku a ve Švédsku chov sobů právně chráněn jako exkluzivní živobytí Sámů, takže pouze jedinci sámského původu s vazbou na chovatelskou rodinu mohou vlastnit soby a vydělávat nimi na živobytí. V současné době se v Norsku zabývá chovem sobů přibližně 2800 lidí na ploše asi 140 tisíc km² (40 % plochy Norska). Ve Švédsku se chovají sobi na ploše 160 tisíc km² (34 % plochy země) a celkem se mu věnuje asi 4600 osob. Ve Finsku není chov sobů exkluzivní a praktikují ho v omezeném rozsahu také etničtí Finové. Praktikuje se na ploše 114 tisíc km² (33 % plochy Finska) v provincii Laponsko, kde stále hraje významnou roli v místní ekonomice, a v sousední jižní provincii Severní Pohjanmaa (Oulu), kde je jeho ekonomický dopad nižší. Celkem se mu ve Finsku věnuje asi 5700 osob a je do něj zapojeno asi 1500 rodin. V Rusku se mu věnuje také jen minorita Sámů.
Mezi chovateli sobů v sámských obcích mají ženy obvykle vyšší úroveň formálního vzdělání v oblasti.

### Hry
Sámové tradičně hrají jak karetní hry, tak stolní hry, ale jen málo sámských her se zachovalo, částečně proto, že křesťanští misionáři a laestadiánci (luteráni) považovali tyto hry za hříšné. Do současnosti se zachovala pravidla pouze tří deskových her Sámů. Sáhkku je běh-boj desková hra, kde každý hráč ovládá sadu vojáků (označovaných jako „ženy“ a „muži“), která závodí ve smyčce na celé desce, pokoušející se odstranit vojáky druhého hráče. Hra souvisí s jihoskandinávským dallós, arabským tabi a indickým tablanem. Sáhkku se od těchto her liší v několika ohledech, nejvíce pozoruhodné je přidání figurky „král“, který radikálně mění hru. Tablut je čistě strategická hra z rodiny her tafl. Hra obsahuje „Švédy“ a „švédského krále“, jehož cílem je uniknout, a armáda „Moskovitů“, jejímž cílem je chytit krále. Tablut je jediná taflová hra, kde do naší doby přežila relativně neporušená sada pravidel. Proto jsou všechny moderní verze taflu (běžně nazývané „Hnefatafl“ a uváděné na trh výhradně jako „norské“ nebo „vikingské“ hry) založené na sámské verzi hry tablut.  Dablot Prejjesne je hra příbuzná s alquerque (středověká hra králů), která se liší od většiny takových her (např. od dámy) tím, že má figurky tři různých typů. Herní strany se nazývají „Sámové“ (figurky jsou král, princ a válečníci) a „Finové“ (velkostatkář, syn velkostatkáře a zemědělci). 

## Laponsko
Laponsko („Sámsko“) je název kulturní oblasti, která je tradičně obývána Sámy. Nesámové a mnoho regionálních map často nazývaly tento stejný region Laponsko, neboť mezi oběma výrazy existuje značný regionální přesah. Překrývání však není úplné: Laponsko (finský Lappi, švédsky Lappland) pokrývá pouze některé části Laponska, které spadají pod finskou a švédskou jurisdikci, a ne ty, které spadají pod norskou nebo ruskou. Větší část „Sámska“ tedy není pokryta pojmem „Laponsko“. V závislosti na kontextu může být pojem Laponsko zavádějící nebo může Sámy urážet. Mezi Sámy se používá a je přijatelný pouze výraz Sápmi.
Laponsko se nachází v severní Evropě, zahrnuje severní části Fennoskandinávie a zasahuje čtyři země: Norsko, Švédsko, Finsko a Rusko.

### Vymezení

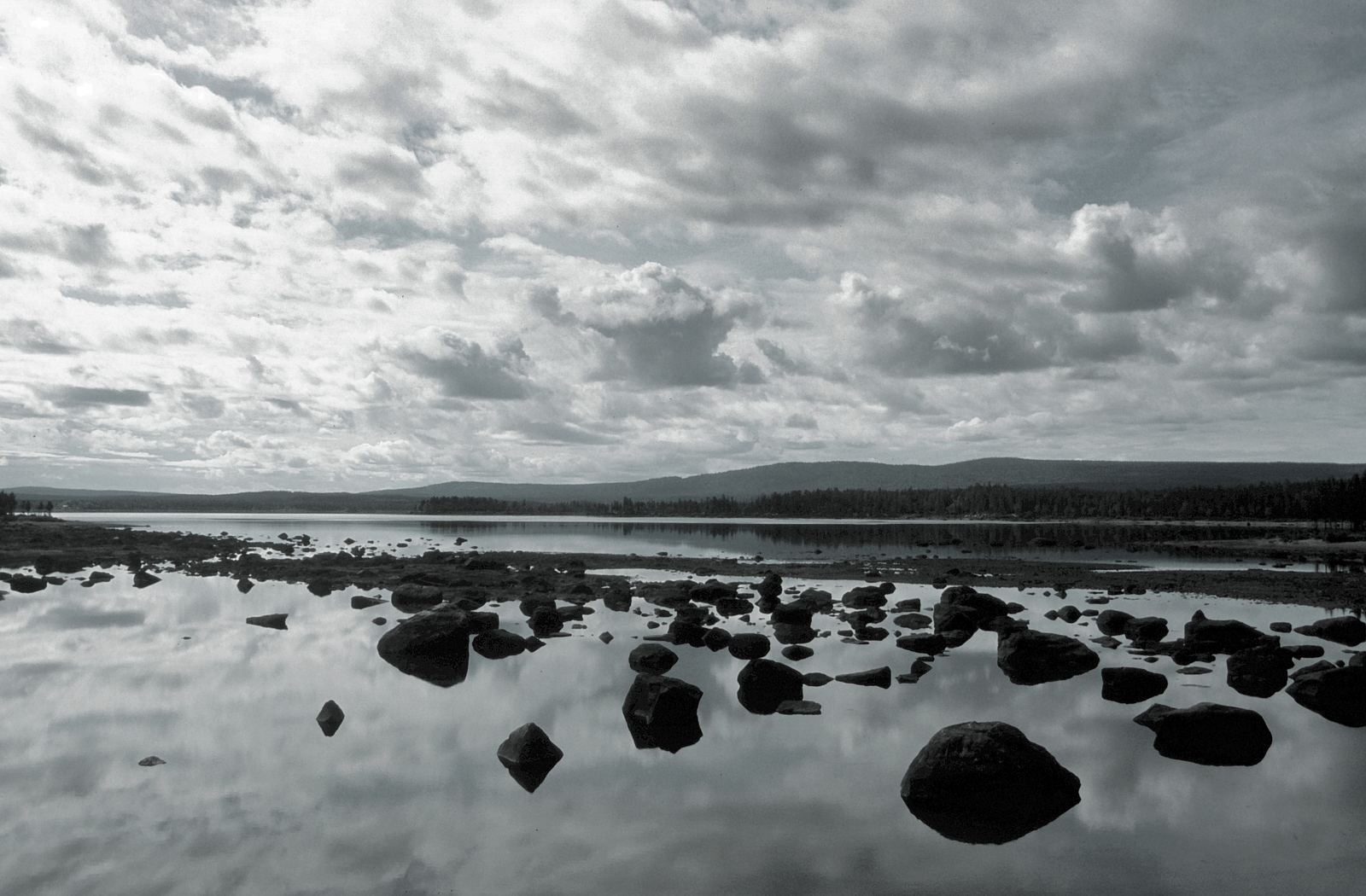
Laponské území v Laponsku, památka UNESCO

Neexistuje žádná oficiální geografické definice hranic Laponska. Obvykle však zahrnuje následující kraje a provincie:
- Kraj Dalarna ve Švédsku
- Kraj Jämtland ve Švédsku
- Kraj Laponsko ve Finsku
- Murmanská oblast v Rusku
- Kraj Trøndelag v Norsku
- Kraj Nordland v Norsku
- Kraj Norrbotten ve Švédsku
- Kraj Finnmark v Norsku
- Kraj Troms v Norsku
- Kraj Västerbotten ve Švédsku

Obce Gällivare, Jokkmokk a Arjeplog ve švédském Laponsku byly v roce 1996 přidány na Seznam světového dědictví UNESCO jako „Laponské území“.
Oblast sámského osídlení ve Finsku tvoří obce Enontekiö, Utsjoki a Inari, jakož i část obce Sodankylä.

### Důležitá sámská místa

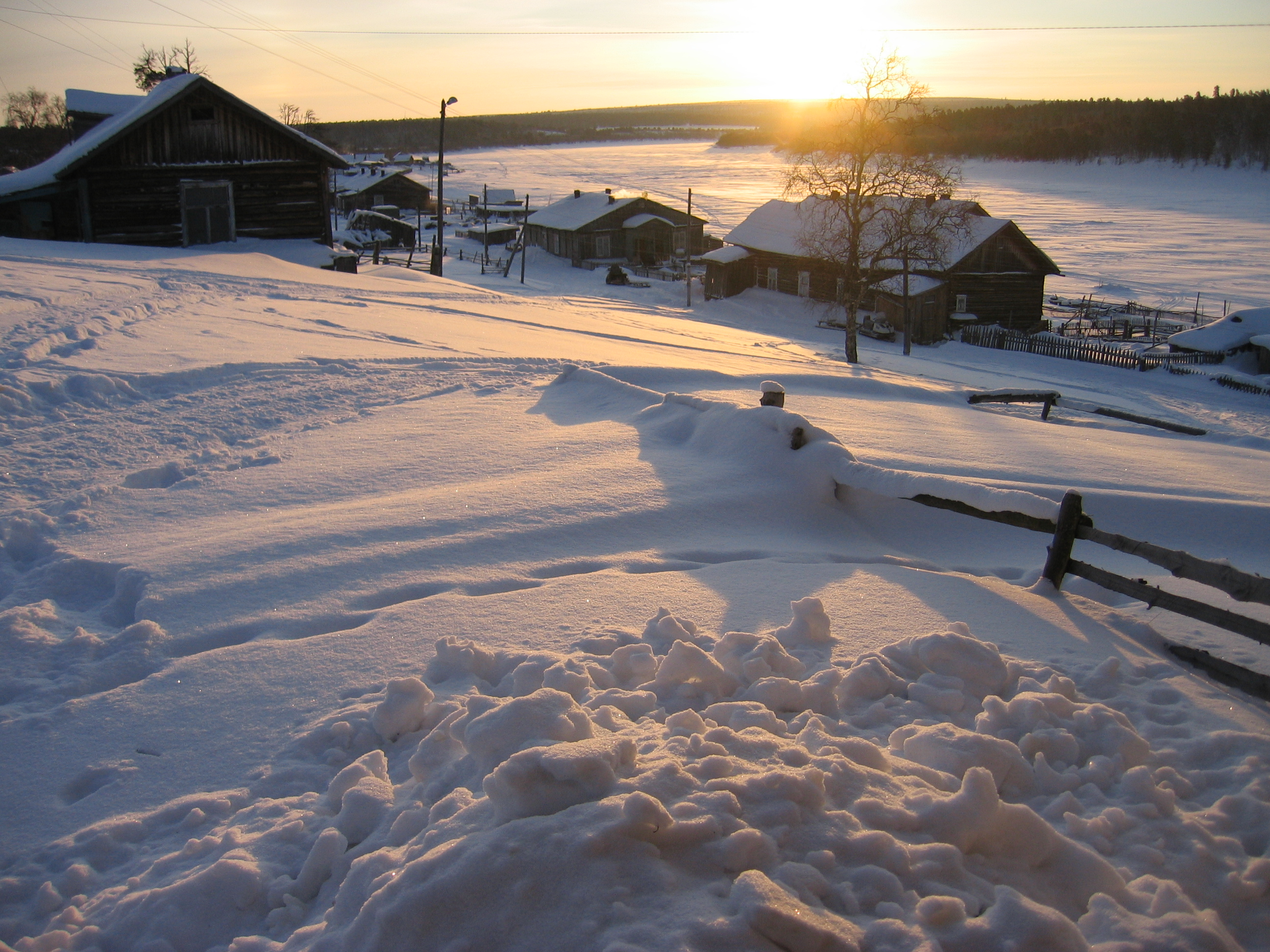
Vesnice Kanevka, řeka Ponoj, ruská Lovozerská oblast

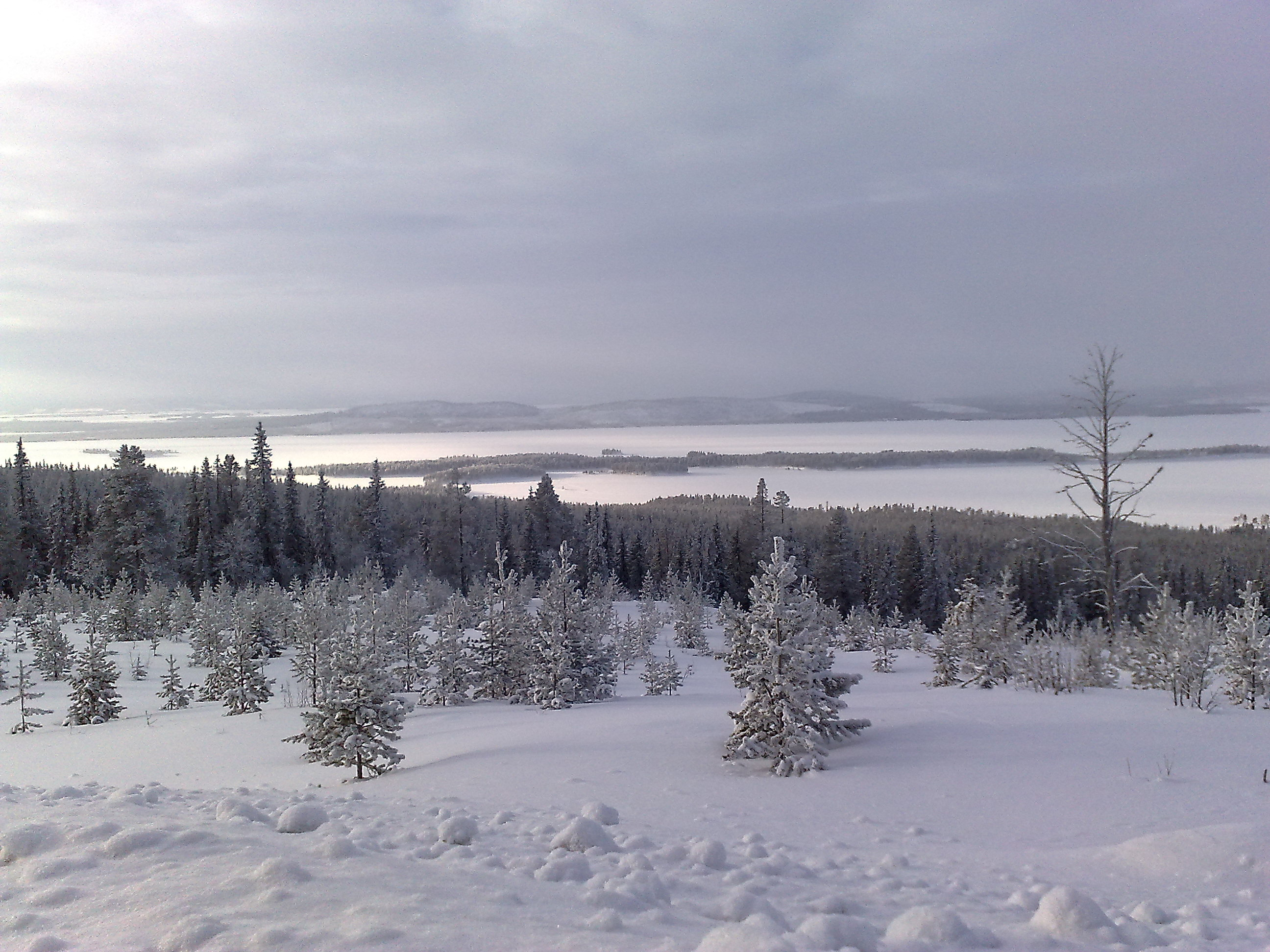
Arjeplog

V následujících městech a vesnicích žije významná populace Sámů nebo hostí sámské instituce. Norská, švédská, finská nebo ruská toponyma jsou v závorkách.

#### Sámská jádrová oblast
- Deatnu (Tana) v Norsku
- Divtasvuodna (Tysfjord) v Norsku je centrem populace Lulejských Sámů. Nachází se zde Centrum Árran.
- Eanodat (Enontekiö) ve Finsku
- Gáivuotna (Kåfjord) v Norsku je důležitým centrem pro pobřežní kulturu Sámů. Každoročně jsou hostitelem mezinárodního domorodého festivalu Riddu Riđđu. Obec má sámské jazykové centrum a hostí Ájské sámské centrum. Na konci devadesátých let 20. století byla v Gáivuotné silná opozice proti revitalizaci sámského jazyka a kultury, mj. byly opakovaně rozstříleny dopravní značky v sámštině.[131]
- Giron (Kiruna) je sídlem švédského sámského parlamentu a největším městským sídlem ve švédském Laponsku
- Guovdageaidnu (Kautokeino) v Norsku. Asi 90 % obyvatel hovoří severní sámštinou a nachází se zde několik sámských institucí: sámské divadlo Beaivváš, Sámská střední škola a Škola chovu sobů, Sámská vysoká škola, Severosámský výzkumný ústav, Sámská jazyková rada, Zdrojové centrum pro práva domorodého obyvatelstva a Mezinárodní středisko pro chov sobů. Navíc v Kautokeino sídlí několik sámských médií. Patří mezi ně noviny v sámském jazyce Áššu a vydavatelství a nahrávací společnost DAT Sami. Kautokeino také hostí Sámský velikonoční festival. Povstání v Kautokeino v roce 1852 bylo jednou z mála vzpour Sámů proti útlaku ze strany norské vlády.
- Jiellevárri nebo Váhčir (Gällivare)
- Johkamohkki (Jokkmokk) hostí první víkend v únoru velký sámský trh a festival. Je to také místo, kde se nachází muzeum umění Ájtte, Svenskt fjäll- och samemuseum.
- Kárášjohka (Karasjok) je sídlem norského sámského parlamentu. Také tu sídlí další významné sámské instituce včetně NRK Sami Radia, Sámského muzea, Sámského centra umění, specializované sámské knihovny, právní kanceláře Mid-Finnmark, dětské a mládežnické psychiatrické léčebny, Sámského speciálního lékařského centra a Sámského výzkumného ústavu zdraví. V městečku je navíc Laponský kulturní park a vycházejí zde noviny Sami Min Aigi.
- Leavdnja (Lakselv) v Norsku je sídlem Finnmark Estate a novin Ságat Sami. Organizace Finnmarkseiendommen vlastní a spravuje zhruba 95 % půdy ve Finnmarku a 50 % členů rady je voleno norským sámským parlamentem.
- Ohcejohka (Utsjoki) ve Finsku
- Romsa nebo Tromsa (Tromsø) v Norsku je největší město v centrální sámské oblasti a má univerzitu, která se specializuje na Sámy. Má také významnou a velmi aktivní sámskou populaci.
- Unjárga (Nesseby) v Norsku je důležitým centrem pro kulturu pobřežních Sámů. Je tu také museum Várjjat Sami a sídlí tu Oddělení kultury a životního prostředí Norského sámského parlamentu. Narodil se tady první Sám zvolený do norského parlamentu, Isak Saba.

#### Jižní Laponsko
- Aarborte (Hattfjelldal) v Norsku je centrem jižních Sámů s jazykovou školou jihosámských jazyků a Sámským kulturním centrem
- Arjeplog ve Švédsku
- Snåase (Snåsa) je centrem jihosámštiny a jediná obec v Norsku, kde jižní sámština je také oficiálním jazykem.[132] Ve městě se nachází Muzeum Saemien Sijte jižních Sámů.

#### Východní Laponsko
- Aanaar, Anár nebo Aanar (Inari) je sídlem finského sámského parlamentu
- Lujávri (Lovozero) je největší sámská osada na ruské straně

### Hraniční konflikty

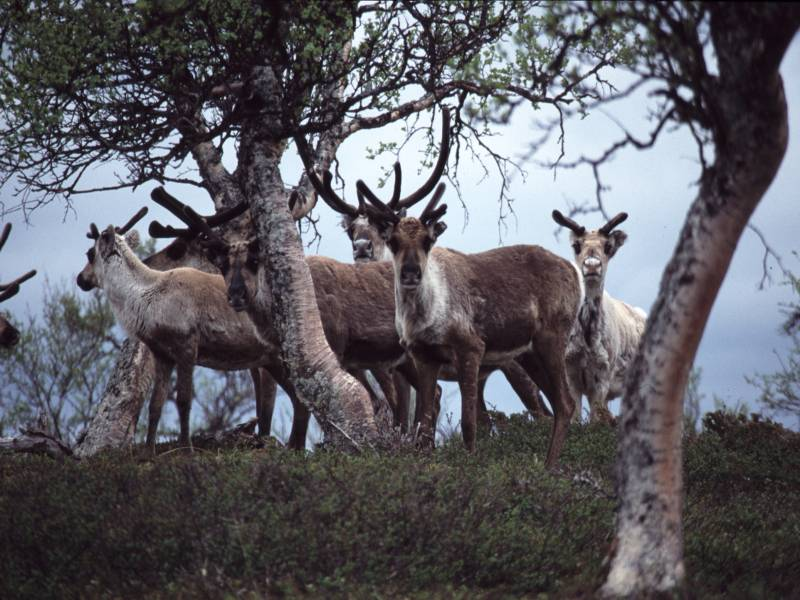
Sobí pastviny

Laponsko, tradiční země Sámů, překračuje čtyři národní hranice. Tradiční letní a zimní pastviny někdy leží na různých stranách hranic národních států. Navíc existuje hranice pro moderní Laponsko. Někteří uvádějí, že práva (pro pastviny sobů a v některých částech dokonce i pro rybolov a lov) zahrnují nejen současné Laponsko, ale oblasti, které jsou mimo dnešní Laponsko, které odrážejí starší území. Dnešní „hranice“ pocházejí ze 14. až 16. století, kdy došlo ke konfliktům mezi vlastníky půdy. V 16. století vznikla ze strategických a ekonomických důvodů nová sídla a rozrostla se města, čímž se hranice mezi nimi ustálila. Usazovali se zde nejen někteří Sámové, ale zejména přistěhovalci z jihu.
Vlastnit pozemky v rámci hranic nebo být členem sídy (sámského místního společenství) dává práva. Jiný zákon, který byl schválen ve Švédsku v polovině devadesátých let, dal zcela každému právo rybařit a lovit v tomto regionu, což sídy nelibě nesly.
Soudní řízení jsou běžné v celé historii a ze strany Sámů je cílem získat území, které dříve v historii využívali. Kvůli velké porážce v roce 1996, jedna sída zavedla sponzorský koncept „sobí kmotr“, aby získala finanční prostředky pro další bitvy u soudů. Tyto „vnitřní konflikty“ jsou obvykle konflikty mezi majiteli pozemků, kteří nejsou Sámy, a vlastníky sobů. Případy zpochybňují dávná práva Sámů na sobí pastviny. V roce 2010 bylo Švédsko kritizováno za jeho vztahy se Sámy ve Všeobecném periodickém přezkumu, který vypracovala pracovní skupina Rady pro lidská práva.
Otázka, zda území Skandinávského pohoří (fjeld) je ve vlastnictví vlády (korunní země) nebo sámské populace není odpovězena.
Dle americké vědkyně Gaily Osherenkové z domorodé perspektivy lidé „patří do země“, země nepatří k lidem, což ale neznamená, že lovci, pastevci a rybáři nevědí, kde leží hranice jejich území, stejně jako jejich sousedů.

## Demografie

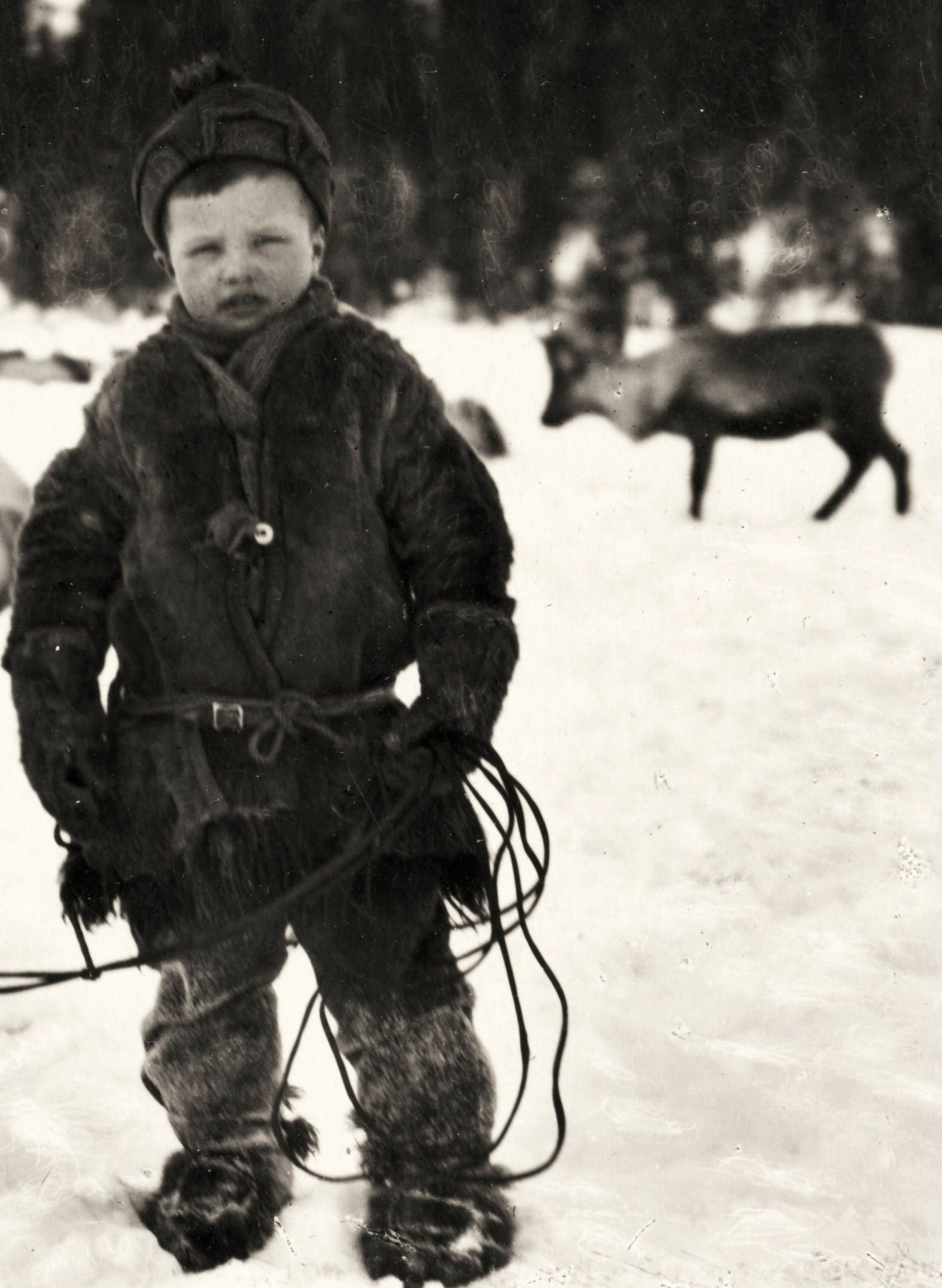
Sámský hoch, rok 1923

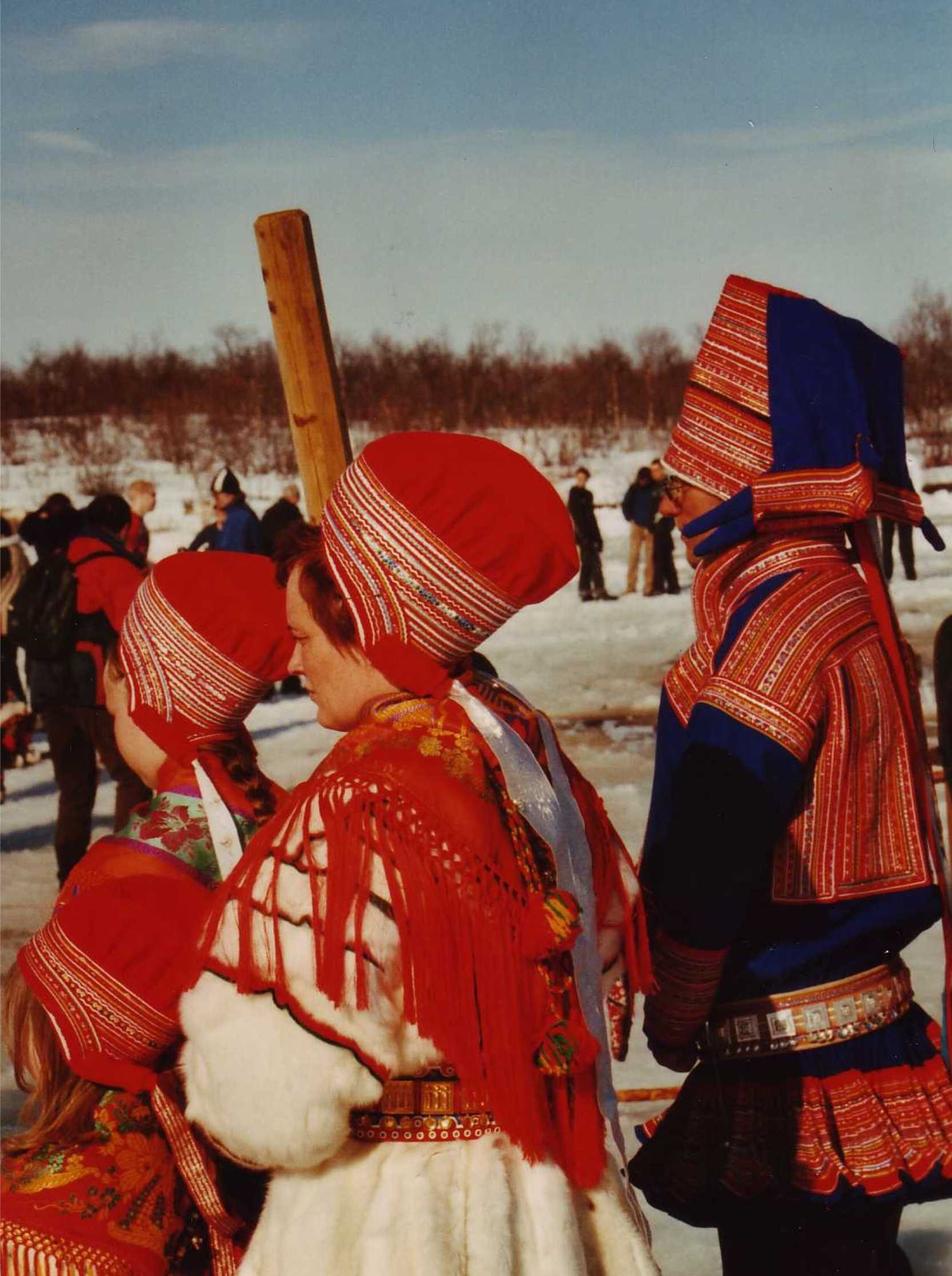
Rodina Sámů na jarní (Velikonoční) oslavě

V celé oblasti Laponska tvoří Sámové jen malou populaci, podle odhadů Sámského parlamentu ve Švédsku jich je v celé oblasti Laponska asi 70 000. Počet obyvatel v severských státech, včetně městských oblastí, jako je norské Oslo, tradičně uvažované mimo Laponsko, se odhaduje na 80 000 až 135 000. Přibližně polovina všech Sámů žije v Norsku, mnoho jich žije ve Švédsku, přičemž menší skupiny žijí na dalekém severu Finska a na poloostrově Kola v Rusku. Sámové v Rusku byli nuceni sovětskými úřady, aby se přestěhovali do kolchozu Lovozero (Lujávri) v centrální části poloostrova Kola.
Vzhledem ke kulturní asimilaci sámského lidu, ke které došlo během čtyř staletí ve čtyřech zemích, je však obtížné přesně určit velikost jejich populace. Jeden z problémů spočívá v tom, že existuje jen málo všeobecně uznávaných kritérií toho, co to vlastně znamená „být Sámem“. Všechny nordické sámské parlamenty zahrnují jako „klíčové“ kritérium pro registraci jako Sám identitu samu o sobě – každý musí prohlásit, že se skutečně považuje za Sáma. Objektivní kritéria se liší, ale obecně se vztahují ke příbuzenským vztahům, geografické oblasti Laponska, odkud pochází daná rodina, nebo jazyku. Sámských jazyků a jejich dialektů ale existuje vícero a v Laponsku je i několik oblastí, kde kvůli nucené asimilaci jen málo Sámů mluví svým rodným jazykem, přestože se stále považují za Sámy.
Norský stát uznává jakéhokoli Nora jako Sáma, pokud má i jen jednoho praprarodiče, jehož mateřským jazykem byla sámština; žádná taková evidence mateřského jazyka mezi obyvateli Norska ale není a nikdy nebyla.

### Sámské skupiny a jazyky
Níže následuje systém dělení sámských jazyků spolu s odhady počtu mluvčích. Sestaveno dle amerického vědce Michaela E. Krausse (počet obyvatel, počet mluvčích daného jazyka k roku 1997, procento mluvčích daného jazyka 1997) a Atlasu světových jazyků v ohrožení (počet mluvčích daného jazyka 2010, stupeň ohrožení).
| Skupina          | Počet obyvatel (1997) | Jazyková skupina     | Jazyk              | Počet mluvčích (1997) | % mluvčích (1997) | Mluvčí (2010) | Stupeň ohrožení jazyka | Hlavní území | Další tradiční území   |
| ---------------- | --------------------- | -------------------- | ------------------ | --------------------- | ----------------- | ------------- | ---------------------- | ------------ | ---------------------- |
| Severní Sámové   | 42 500                | Západosámské jazyky  | Severní sámština   | 21 700                | 51 %              | 30 000        | jednoznačně ohrožený   | Norsko       | Švédsko, Finsko        |
| Lulejští Sámové  | 8 000                 | Západosámské jazyky  | Lulejská sámština  | 2 300                 | 29 %              | 2 000         | silně ohrožený         | Švédsko      | Norsko                 |
| Pitejští Sámové  | 2 000                 | Západosámské jazyky  | Pitejská sámština  | 60                    | 3 %               | 20            | kriticky ohrožený      | Švédsko      | Norsko                 |
| Jižní Sámové     | 1 200                 | Západosámské jazyky  | Jižní sámština     | 600                   | 50 %              | 500           | silně ohrožený         | Švédsko      | Norsko                 |
| Umejští Sámové   | 1 000                 | Západosámské jazyky  | Umejská sámština   | 50                    | 5 %               | 20            | kriticky ohrožený      | Švédsko      | Norsko                 |
| Skoltští Sámové  | 1 000                 | Východosámské jazyky | Skoltská sámština  | 430                   | 43 %              | 300           | silně ohrožený         | Finsko       | Rusko, Norsko          |
| Kildinští Sámové | 1 000                 | Východosámské jazyky | Kildinská sámština | 650                   | 65 %              | 787           | silně ohrožený         | Rusko        |                        |
| Inarští Sámové   | 900                   | Východosámské jazyky | Inarijská sámština | 300                   | 33 %              | 400           | silně ohrožený         | Finsko       |                        |
| Terští Sámové    | 400                   | Východosámské jazyky | Terská sámština    | 8                     | 2 %               | 2             | kriticky ohrožený      | Rusko        |                        |
| Akkalští Sámové  | 100                   | Východosámské jazyky | Akkalská sámština  | 7                     | 7 %               | 0             | vymřelý                | Rusko        |                        |
| Sámové - celkem  | 58 100                | Sámské jazyky        | Sámské jazyky      | 26 105                | 45 %              | 34 000        |                        | Norsko       | Švédsko, Finsko, Rusko |

1. jižní sámština
2. umejská sámština
3. pitejská sámština
4. lulejská sámština
5. severní sámština
6. skoltská sámština
7. inarijská sámština
8. kildinská sámština
9. terská sámština

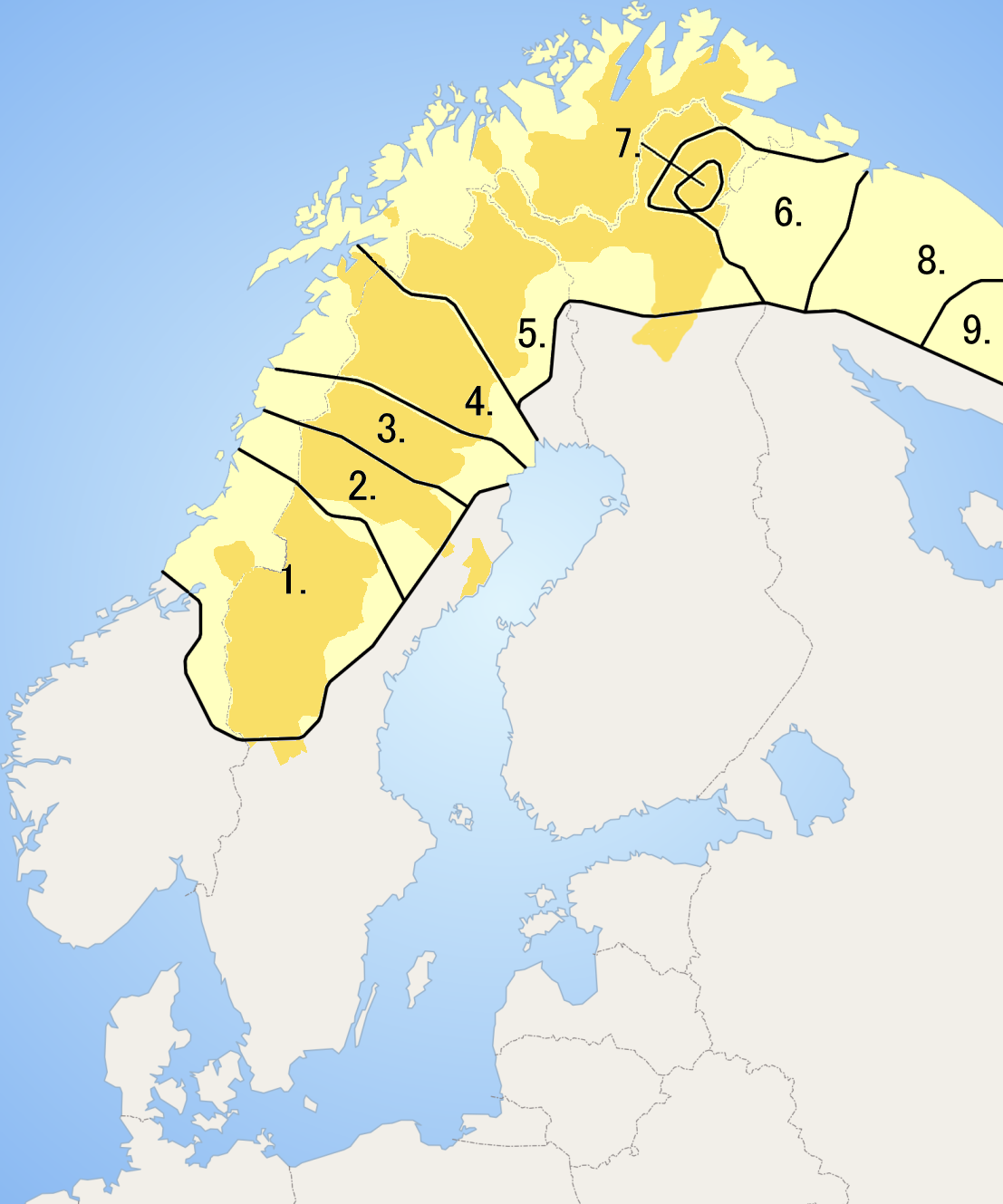
Geografická distribuce sámských jazyků: tmavší oblasti představují obce, které uznávají sámštinu jako oficiální jazyk

Mnoho Sámů nehovoří kvůli historickým procesům asimilace žádným sámským jazykem, takže počet Sámů žijících v každé oblasti je mnohem vyšší. Stejně jako u mnoha domorodých jazyků, jsou všechny sámské jazyky podle stupnice UNESCO na určitém stupni ohrožení, přičemž se pohybují od „jednoznačně ohrožený“ až po „vymřelý“.

### Rozdělení podle geografie
Laponsko je tradičně rozděleno na:
- Východní Laponsko (Inarští, Skoltští, Akkalští, Kildští a Terští Sámové na poloostrově Kola (Rusko), Inarští ve Finsku (dříve také ve východním Norsku)
- Severní Laponsko (Severní, Lulejští a Pitejští Sámové ve většině severních částí Norska, Švédska a Finska)
- Jižní Laponsko (Umejští a Jižní Sámové v centrálních částech Švédska a Norska)

Mnoho Sámů též nyní žije mimo Laponsko ve velkých městech, např. v norském Oslu.

### Rozdělení podle zaměstnání
Rozdělení, které se často používá u severních Sámů, je založeno na povolání a oblastech života. Toto dělení je také používáno v mnoha historických textech:
- Sobí Sámové nebo horští Sámové (severosámsky boazosapmelash, badjeolmmosh). Donedávna kočovní Sámové žijící jako pastevci sobů. Nyní má většina trvalé bydliště v klíčových oblastech Sámů. Přibližně 10 % Sámů praktikuje chov sobů, který je považován za základní součást sámské kultury a v některých částech severských zemí (Norsko a Švédsko) ho mohou praktikovat pouze Sámové.[8]
- Pobřežní nebo mořští Sámové (severosámsky mearasapmelash). Žili tradičně kombinací rybolovu a drobného zemědělství. Dnes se často používá jako označení pro všechny Sámy na pobřeží bez ohledu na jejich zaměstnání.
- Lesní Sámové, kteří tradičně žili tím, že kombinovali rybaření ve vnitrozemských řekách a jezerech s malým chovem sobů.
- Městští Sámové, kteří jsou nyní pravděpodobně největší sámskou skupinou.

### Dělení podle zemí
Podle norského Sámského parlamentu je sámská populace v Norsku 40 000 lidí. Pokud se zahrnou všichni lidé, kteří mluví sámsky nebo mají rodiče, prarodiče nebo praprarodiče, kteří mluví nebo mluvili sámsky, je to číslo 70 000. V roce 2005 se zaregistrovalo 12 538 lidí, kteří volili do Sámského parlamentu v Norsku. Většina Sámů v Norsku žije ve Finnmarku a severním Tromsu, ale existují také populace Sámů v jižním Tromsu, Nordlandu a Trøndelagu. Kvůli migraci se také tvrdilo, že Oslo je obec s největší populací Sámů. Dle jiných zdrojů, už v Oslo nejvíce Sámů nežije. Sámové jsou v Norsku většinou pouze v tzv. sámské jádrové oblasti, která zde zahrnuje obce Guovdageaidnu/Kautokeino, Karasjohka/Karasjok, Porsanger, Deatnu/Tana a Unjargga/Nesseby ve Finnmarku a Gáivuotna (Kåfjord) v severním Tromsu. Sámština a norština jsou v této oblasti rovné administrativní jazyky. Podle švédského sámského parlamentu zahrnovala v roce 2010 švédská populace Sámů asi 20 000 lidí.
Podle Finského centra pro populaci a Finského sámského parlamentu byla populace Sámů žijící ve Finsku v roce 2003 celkem 7 371 osob. K 31. prosinci 2006 bylo zaregistrováno pouze 1776 z těch, kteří mluvili mateřským jazykem jedním ze sámských jazyků.
Podle sčítání lidu z roku 2002 byl počet sámského obyvatelstva v Rusku 1 991. Od roku 1926 se v Rusku postupně mírně zvyšuje počet osob identifikujících se jako Sámové:
- Sčítání lidu 1926: 1 720 (toto číslo se týká celého Sovětského svazu)
- Sčítání lidu 1939: 1 829
- Sčítání lidu 1959: 1 760
- Sčítání lidu 1970: 1 836
- Sčítání lidu 1979: 1 775
- Sčítání lidu 1989: 1 835
- Sčítání lidu 2002: 1 991

Ve Skandinávii jsou Sámové primárně luteráni, jen Skoltští Sámové ve Finsku a Sámové v Rusku jsou ortodoxní křesťané.

### Sámové mimo Laponsko

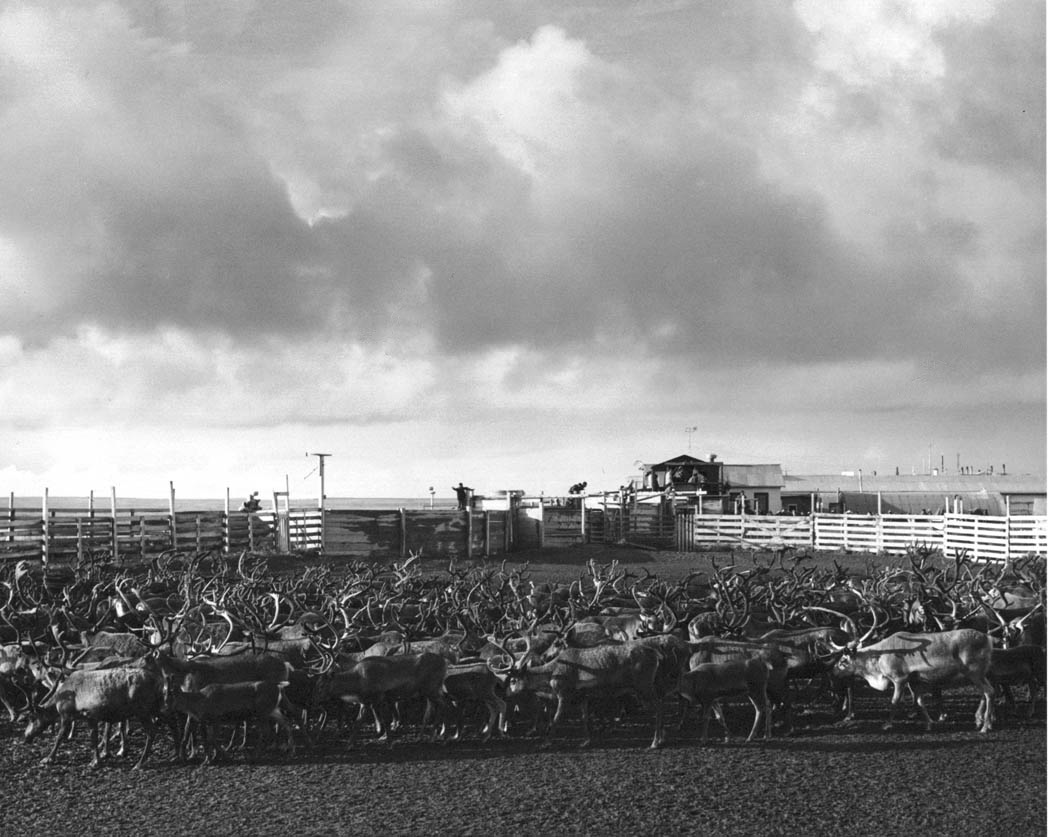
Sobi na Aljašce

V Severní Americe žije přibližně 30 000 lidí, kteří jsou buď Sámové, nebo potomci Sámů. Většina z nich se usadila v oblastech, kde se usadili i norští, švédští a finští přistěhovalci. Některé z těchto koncentrovaných oblastí jsou Minnesota, Severní Dakota, Iowa, Wisconsin, Horní poloostrov Michigan, Illinois, Kalifornie, Washington, Utah a Aljaška ve Spojených státech amerických, v Kanadě pak Saskatchewan, Manitoba, Severní Ontário, Yukon, Severozápadní teritoria a Nunavut.
Potomci těchto sámských přistěhovalců obvykle neznají své dědictví, protože jejich předkové záměrně ukryli svou původní kulturu, aby se vyhnuli diskriminaci od dominantní skandinávské nebo nordické kultury. Ačkoli někteří z těchto Sámů tvoří diasporu, která se přestěhovala do Severní Ameriky, aby unikla asimilační politice ve svých domovských zemích, mnozí se pokusili zapadnout tím, že oslabili své sámské kořeny a postupně přijali koloniální názory příslušné nordické kultury na původní obyvatele. Několik sámských rodin bylo převezeno americkou a kanadskou vládou do Severní Ameriky i s jejich stády sobů jako součást „sobího projektu“ určeného k tomu, aby učil Inuity o chovu sobů. Existuje dlouhá historie Sámů na Aljašce.
Někteří z těchto sámských přistěhovalců a jejich potomků jsou členy severoamerické organizace Sami Siida.

## Organizace
Laponsko a Sámové v něm žijící jsou příkladem jasné polonárodní (regionální) identity, která překračuje hranice mezi Norskem, Švédskem, Finskem a Ruskem. Neexistuje žádné hnutí pro úplnou autonomii.

### Sámské parlamenty

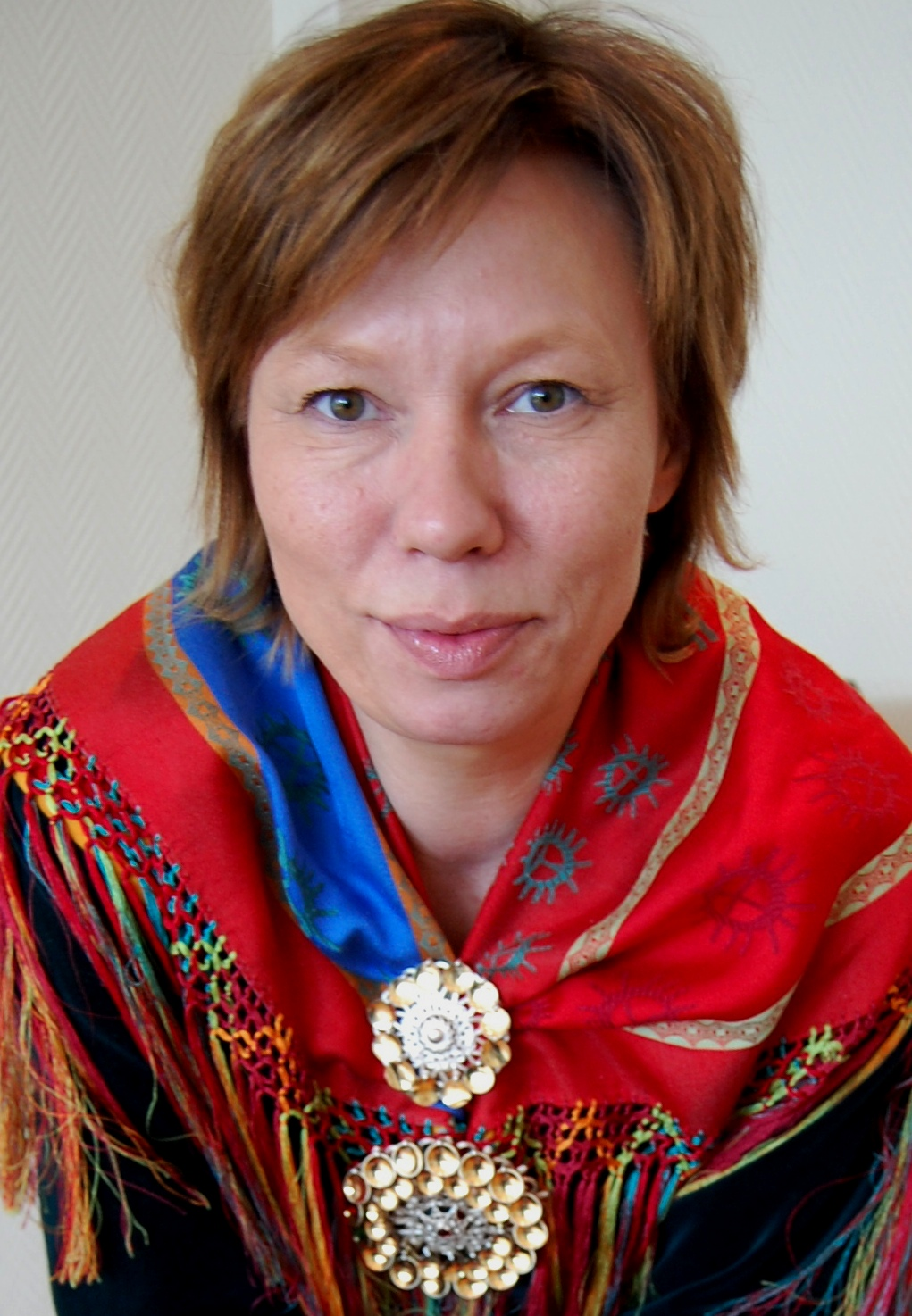
Ann Mari Thomassenová, norské sámské sdružení

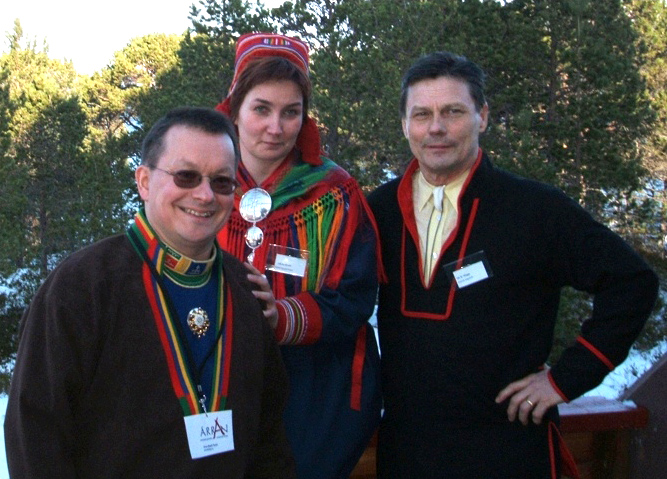
Sven-Roald Nystø, Aili Keskitalová a Ole Henrik Magga, první tři předsedové norského sámského parlamentu

Sámské parlamenty (Sámediggi v severním sámštině, Sämitigge v inarské sámštině, Sää'mte'ǧǧ ve skoltské sámštině) založené ve Finsku (1973), Norsku (1989) a Švédsku (1993) jsou reprezentativními orgány pro národy sámského dědictví. Rusko neuznalo Sámy jako menšinu a v důsledku toho neuznává žádný sámský parlament, i když tamní Sámové vytvořili neuznaný Sámský parlament Ruska. Neexistuje žádný jediný sjednocený sámský parlament, který by působil ve všech skandinávských zemích. Každá z výše uvedených prvních tří zemí vytvořila vlastní samosprávné orgány pro Sámy, ačkoli tři sámské parlamenty často spolupracují na přeshraničních otázkách. Ve všech třech zemích působí parlament jako instituce kulturní autonomie pro původní sámské obyvatelstvo. Parlament má velmi slabý politický vliv, daleko od autonomie. Jsou to formálně veřejné orgány, řízené skandinávskými vládami, ale mají demokraticky zvolené poslance, jejichž posláním je pracovat pro lidi a kulturu Sámů. Sliby kandidátů se často dostávají do konfliktu s autoritami v rámci svých vlád, ale jako orgány mají určitý vliv na vládu.

### Norské organizace
Hlavní organizace pro zastupování Sámů v Norsku jsou sídy. Pokrývají severní a centrální Norsko.

### Švédské organizace
Hlavní organizace pro zastupování Sámů ve Švédsku jsou sídy. Pokrývají severní a střední Švédsko.

### Finské organizace
Na rozdíl od Norska a Švédska je ve Finsku sída (paliskunta ve finštině) společnost pro chov sobů, která není omezena etnikem. Existují skutečně někteří etničtí Finové, kteří praktikují chov sobů, a v zásadě všichni obyvatelé oblasti chovu sobů (většina finského Laponska a části provincie Oulu), kteří jsou občany zemí EHP tj. Evropské unie a Norska, Islandu a Lichtenštejnska, mohou vstoupit do paliskunty.

### Ruské organizace
V roce 2010 Sámská rada, mezinárodní dobrovolnická nezisková organizace s členskými subjekty ve všech čtyřech severských zemích, podpořila založení kulturního centra pro arktické obyvatelstvo v Rusku. Centrum pro severní národy má za cíl podporovat uměleckou a kulturní spolupráci mezi arktickými národy Ruska a severskými zeměmi se zvláštním zaměřením na domorodé národy a menšiny.

## Národní symboly
Ačkoli Sámové se považovali za jeden lid v celé historii, myšlenka Laponska, sámského národa, získala souhlas mezi Sámy teprve až v 70. letech 20. století a dokonce až později mezi majoritní populací. Během osmdesátých a devadesátých let byla vytvořena vlajka, byla napsána národní hymna a bylo stanoveno datum národního dne.

### Vlajka

Sámská vlajka

Sámská vlajka byla slavnostně uvedena během Sámské konference ve švédském Åre dne 15. srpna 1986. Byl to výsledek soutěže, do které dorazilo mnoho návrhů a vítězný návrh předložil umělec Astrid Båhl z norského Skibotnu. Motiv (viz vpravo) pochází ze šamanského bubnu a básně „Paiven parneh“ („Synové slunce“) Jihosáma Anderse Fjellnera, který popsal Sámy jako syny a dcery slunce. Na vlajce jsou sámské barvy červená, zelená, žlutá a modrá, kruh představuje slunce (červené) a měsíc (modrý).

### Sámský národní den
Sámský národní den se slaví 6. února, protože tento den se v roce 1917 v norském Trondheimu konal první sámský kongres. Na tomto kongresu se poprvé norští a švédští Sámové setkali přes své národní hranice, aby společně pracovali na nalezení řešení běžných problémů. V roce 1992 bylo na 15. sámském kongresu v Helsinkách přijato usnesení, že svátek bude slaven 6. února. Od roku 1993 Norsko, Švédsko a Finsko uznávají 6. únor za Sámský národní den.

### „Píseň sámského lidu“
„Sámi soga lávlla“ (Píseň sámského lidu) byla původně poema Isaka Saby, která byla poprvé vydána v novinách Sagai Muittalægje dne 1. dubna 1906. V srpnu 1986 se stala sámskou národní hymnou. Arne Sørli převedl báseň na píseň, která byla poté na 15. sámské konferenci v Helsinkách v roce 1992 schválena. „Sámi soga lávlla“ byla přeložena do všech sámských jazyků.

## Náboženství

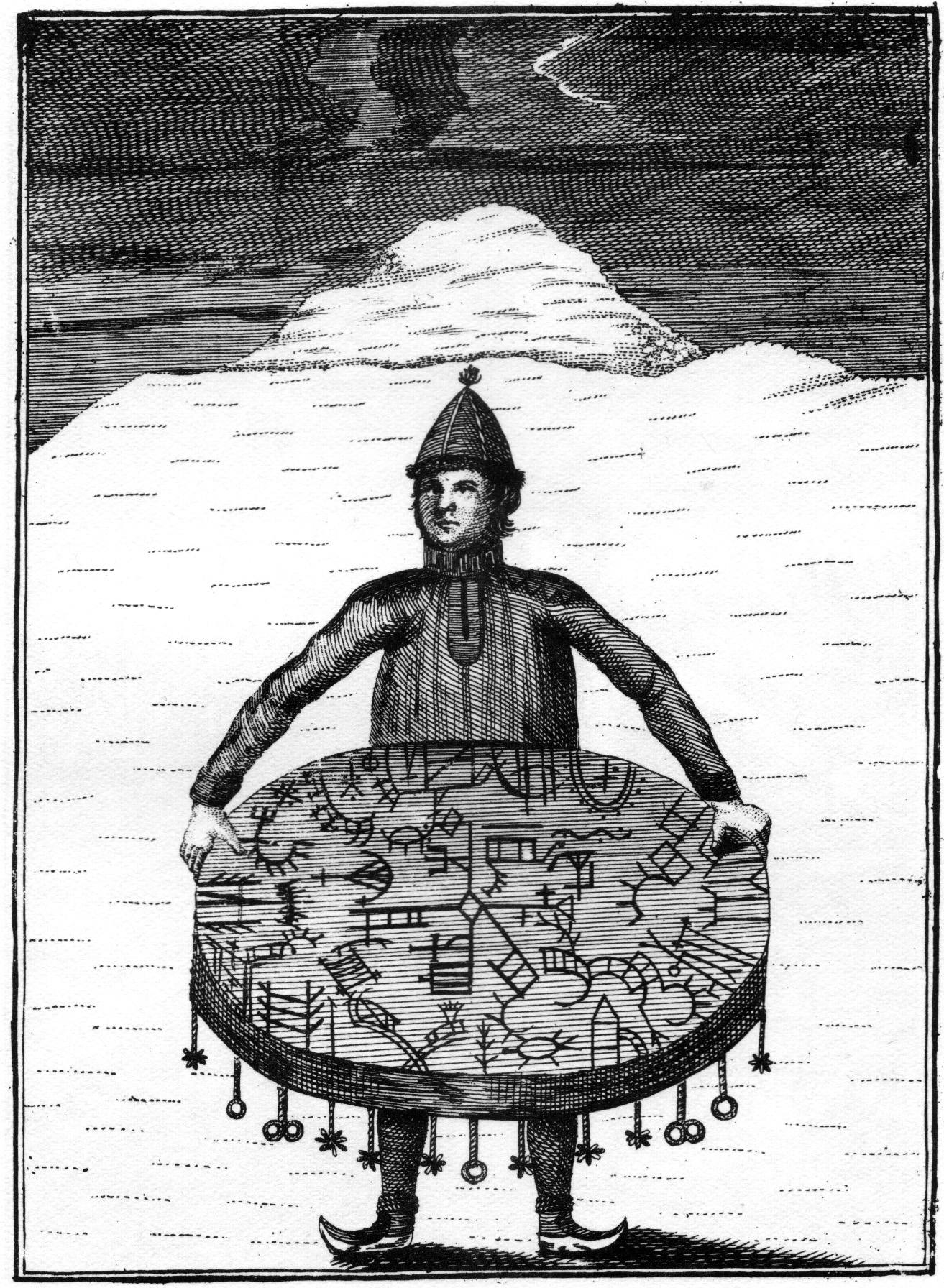
Lept do mědi (1767) O. H. von Lodeho zobrazuje nojda s bubnem meavrresgárri

Až do 18. století byl mezi Sámy široce rozšířen šamanismus. Mnoho Sámů dnes patří do státních luteránských církví Norska, Švédska a Finska, další jsou laestediáni. Drtivá většina skoltských Sámů, kteří se znovu usadili ve Finsku, jsou ortodoxního vyznání. Přibližně 60 % Sámů v Rusku jsou křesťané, převážně členy ruské pravoslavné církve.

### Tradiční sámské náboženství
Tradiční sámské náboženství bylo druhem polyteismu. Rozsáhlost území Laponska způsobila rozdílný vývoj víry a praktik mezi jednotlivými kmeny. Stará víra byla spojena s půdou, animismem a nadpřirozeností. Sámská spiritualita je často charakterizována panteismem, silným důrazem na význam osobní spirituality a její propojenost s každodenním životem člověka a hlubokým spojením mezi přirozenými a duchovními „světy“. Důležitou roli má nojd, sámský šaman, jenž je schopen rituální komunikace s nadpřirozenem pomocí nástrojů, jako jsou bubny, zpěvy a posvátné objekty. Některé praktiky náboženství starých Sámů zahrnovaly přírodní posvátná místa jako jsou hory, prameny, pozemní útvary, zvané sejdy (seidd či sieidi), stejně jako objekty člověkem vytvořené jako petroglyfy a labyrinty.
Sámská kosmologie rozděluje vesmír na tři světy. Vrchní svět se vztahuje k Jihu, teplu, životu a bílé barvě; je to obydlí bohů. Střední svět je podoben severskému Midgardu, je obydlím lidí a spojen s červenou barvou. Třetí svět je podsvětí a je spojen s černou barvou, představuje sever, zimu a je obýván vydrami, potáplicemi, tuleni a mytickými zvířaty.
Sámské náboženství, možná už od časných kontaktů s obchodujícími Vikingy, sdílí některé prvky se severskou mytologií. V rámci expedice La Recherche vedené francouzským lékařem a zoologem Josephem Paulem Gaimardem začal švédsko-sámský pastor Lars Levi Laestadius zkoumat sámské bájesloví. Jeho práce vyústila v publikaci Fragmenty laponské mytologie (název podle jeho vlastních slov odráží, že se dochovalo jen malé procento mýtů). Jednotlivé díly knihy nazval Teorie bohů, Teorie oběti, Teorie proroctví nebo Krátké zprávy o darebácké sámské magii a Sámské ságy. Celkově tvrdí, že odfiltroval vliv norštiny a získal společné prvky mezi skupinami jižních, severních a východních Sámů. Mytologie má společné prvky s jinými tradičními domorodými náboženstvími — jako jsou ty na Sibiři a v Severní Americe.

### Misionářské úsilí

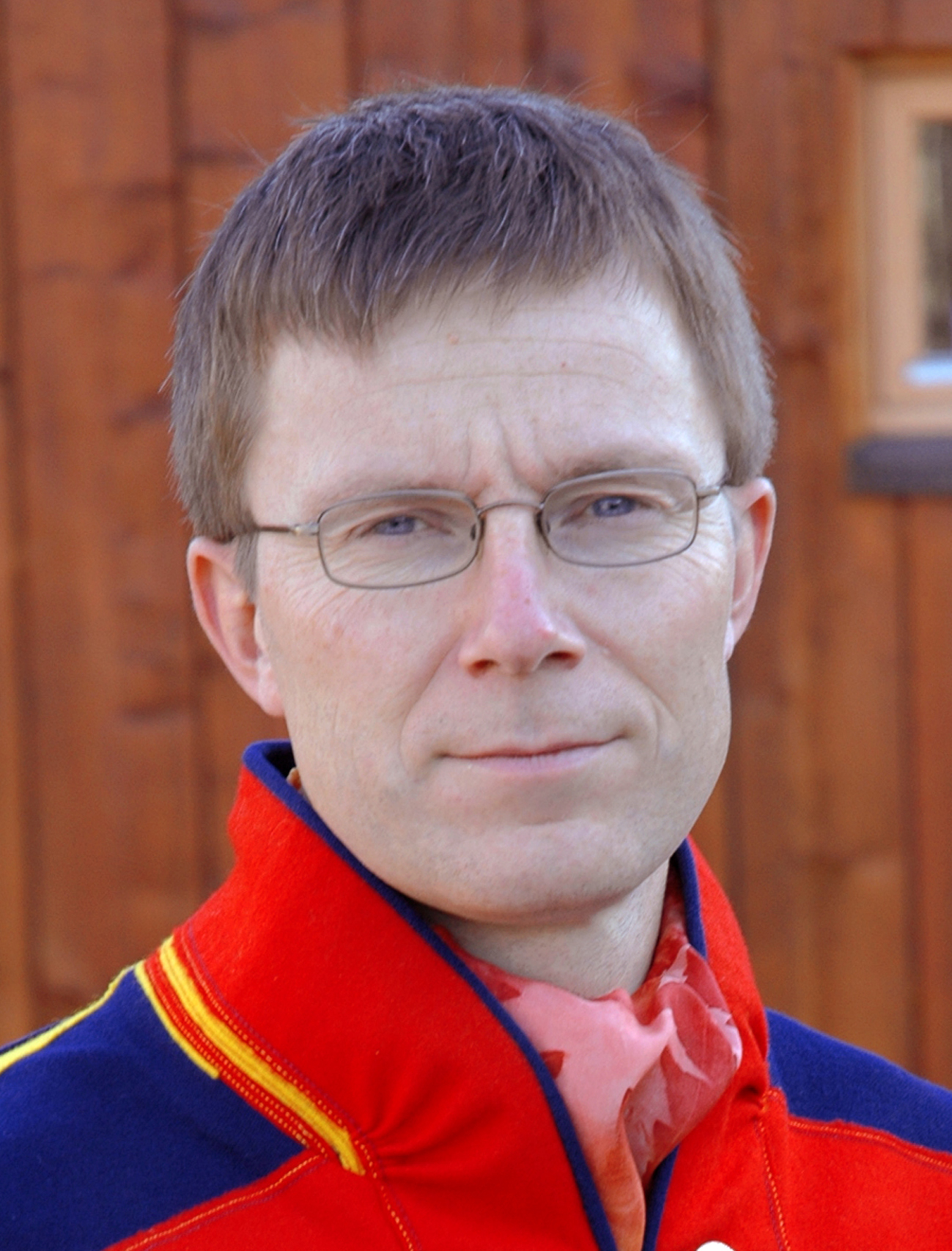
Tore Johnsen, křesťanský sámský kněz a vůdce Sámského církevního sboru a významná osobnost v roce 2004 na akci Samiske kirkedager

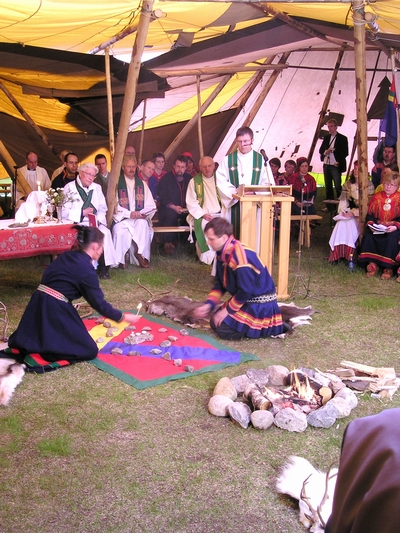
Kázání sámským kazatelem v roce 2004

Termín sámské náboženství obvykle odkazuje na tradiční náboženství, které praktikovala většina Sámů až do přibližně 18. století. Křesťanství bylo představeno římskokatolickými misionáři již v 13. století. Po protestantské reformaci nastoupil zvýšený tlak a např. sámské šamanské bubny byly zabaveny nebo spáleny. V tomto období mnoho Sámů praktikovalo své tradiční náboženství doma, zatímco chodili v neděli do kostela. Vzhledem k tomu, že Sámové byli považováni za nositele „čarodějných“ sil, byli během 17. století často obviňováni z čarodějnictví, podrobováni čarodějnickým procesům a upalování.
V Norsku byla kolem roku 1720 velká snaha o konverzi Sámů. Norský luteránský pastor Thomas von Westen, „apoštol Sámů“, spálil bubny a posvátné předměty a lidi obracel na víru. Z odhadovaných tisíců bubnů existujících před tímto obdobím se dodnes dochovalo jen asi 70 kusů rozptýlených po muzeích v Evropě. Od 17. do 19. století vládcové jednotlivých severských zemí poskytovali pobídky ke kolonizaci sámských území. Při tom byly ničena mj. posvátná místa, jako jsou sieidi (kameny v přírodních nebo lidských stavbách), álda a sáivu (sakrální kopce), prameny, jeskyně a další přírodní útvary, kde se konaly oběti.
Na úplném východě sámské oblasti v 16. století konvertoval Sámy ruský mnich Trifon. Do dnešních dnů se dochovala kaple sv. Jiří v norské vesnici Neiden (ležící na úplném severovýchodě Norska, na hranici s Ruskem), kterou Trifon nechal postavit v roce 1565.

### Laestadius

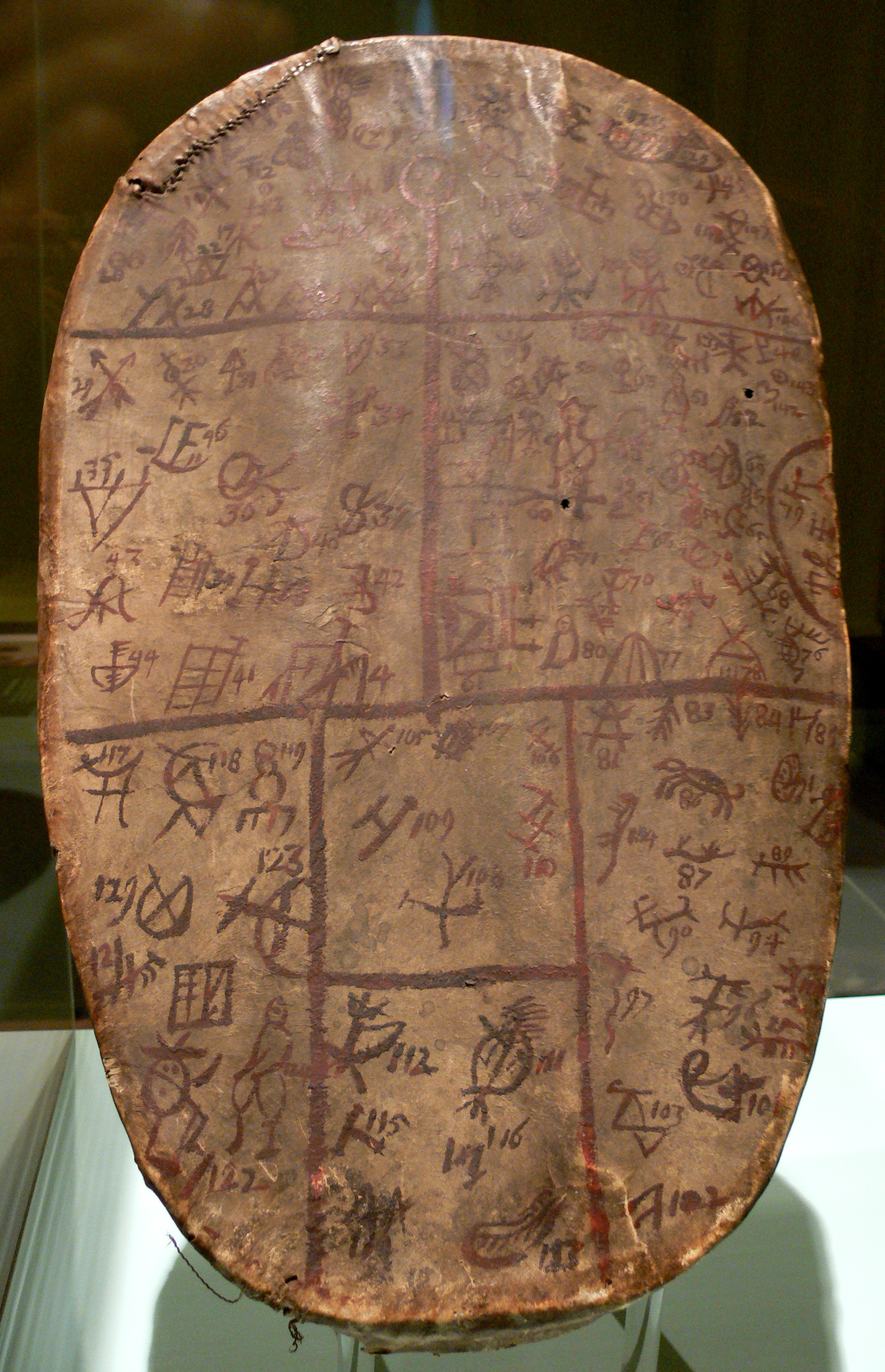
Nojdský buben

Okolo roku 1840 švédsko-sámský luterský pastor Lars Levi Laestadius založil mezi Sámy puritánské pietistické hnutí, které zdůrazňovalo absolutní zdrženlivost od alkoholu. Toto hnutí je stále velmi dominantní v oblastech, kde se mluví sámsky. Laestadius hovořil mnoha jazyky, byl schopný plynně mluvit a kázat ve finštině a v severní sámštině, kromě své rodné jižní sámštiny a švédštiny, kterou používal pro odborné publikace.
Dvě velké výzvy, kterým Laestadius čelil od počátku svého působení jako duchovní, byla lhostejnost jeho sámských farníků, kteří byli švédskou vládou přinuceni převést své šamanské náboženství na luteránství a bída způsobená alkoholismem. Laestadius a jeho duchovní pojetí se časem změnilo a jeho nová kázání „plná živých metafor ze života Sámů, kteří mohli pochopit… Boha, který se staral o životy lidí“, měly velmi pozitivní vliv na oba problémy. „[Zneužívání alkoholu] a krádež sobů [Samům] se snížily, což mělo pozitivní vliv na vztahy mezi Sámy, na jejich finance a rodinný život.“

### Neošamanismus a tradiční léčení
Spousta moderních Sámů se snaží navrátit k tradičním pohanským hodnotám svých předků. Někteří Sámové tvrdí, že jsou nojdi a nabízejí prostřednictvím novinových inzerátů své služby, které jsou v tzv. new ageové úpravě nebo vhodné pro skupiny turistů. I když praktikují náboženství založené na náboženství svých předků, široce rozšířené antipohanské předsudky způsobily, že tito šamani nejsou obecně považováni za součást nepřerušené sámské náboženské tradice. Tradiční sámská víra se skládá ze tří propletených prvků: animismus, šamanismus a polyteismus. Sámský animismus se projevuje v sámské víře, že všechny významné přírodní objekty (jako jsou zvířata, rostliny, skály atd.) mají duši; a z polyteistické perspektivy tradiční sámská víra zahrnuje množství duchů. Mnoho současných praktiků je srovnáváno s praktikami novopohanství, neboť řada novopohanských náboženství také kombinuje prvky starověkých pohanských náboženství s novějšími revizemi nebo inovacemi; ale jiní mají pocit, že se pokoušejí oživit nebo rekonstruovat domorodé sámské náboženství, jak se nachází v historických, folklórních zdrojích a v ústní tradici.
V roce 2012 guvernér okresu Troms schválil Šamanskou asociaci Tromsø jako nové náboženství.
Velmi odlišná náboženská myšlenka je reprezentována četnými „moudrými muži“ a „moudrými ženami“, které žijí v celé sámské oblasti. Často nabízejí léčení nemocných prostřednictvím rituálů a tradičních léků a mohou také kombinovat tradiční prvky, jako jsou starší sámská učení, s novějšími monoteistickými technikami, které křesťanští misionáři naučili jejich předky, jako jsou čtení z Bible.

## Jazyk

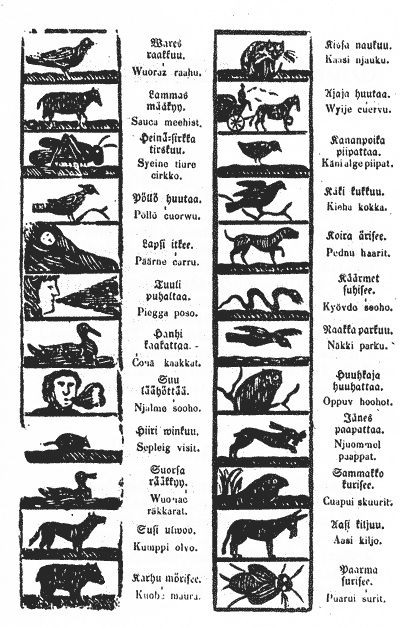
E. W. Borgův slabikář, publikovaný v roce 1859 ve finštině a inarské sámštině

Neexistuje jediný sámský jazyk, ale skupina deseti odlišných sámských jazyků. Šest těchto jazyků má své vlastní písemné normy. Sámské jazyky jsou poměrně úzce spojeny, ale nejsou vzájemně srozumitelné; například mluvčí jižní sámštiny nerozumí mluvčímu severní sámštiny. Ve starší literatuře se tyto odlišné jazyky dříve označovaly jako „dialekty“ nebo jako jeden jazyk, dnes je to však považováno za zavádějící kvůli hlubokým rozdílům mezi formami. Většinou sámských jazyků se mluví v několika zemích, protože jazykové hranice neodpovídají národním hranicím.
Všechny sámské jazyky jsou ohroženy. To je částečně způsobeno historickými zákony zakazujícími používání sámských jazyků ve školách a doma ve Švédsku a Norsku. Sámské jazyky a sámské zpěvy nazývané joiky byly v Norsku od roku 1773 až do roku 1958 nezákonné. Později až do roku 1988 nebyl k dispozici přístup k výuce sámštiny jako součást školní docházky. Byly zřízeny speciální rezidenční školy, které měly Sámy asimilovat do dominantní kultury. Tyto školy byly původně řízeny misionáři, později vládou. Například v Rusku byly sámské děti odvezeny ve věku 1–2 let a vrátily se ve věku 15–17 let bez znalosti jazyka a tradičních komunit. Ne všichni Sámové pohlíželi na školy negativně a ne všechny školy byly brutální. Odebírání z domova a zákaz mluvit sámsky nicméně vyústilo v kulturní odcizení, ztrátu jazyka a snížené sebeúcty.
Sámské jazyky patří do rodiny uralských jazyků, jazykově příbuzných finštině, estonštině a maďarštině. Kvůli delšímu kontaktu a importu věcí, které jsou původně cizí v sámské kultuře, od sousedních Skandinávců, existuje v sámštině řada germánských vypůjčených slov, zejména pro „městské“ objekty. Většina Sámů nyní hovoří většinovým jazykem země, ve kterých žijí, tj. švédsky, rusky, finsky a norsky. Vyvíjí se úsilí o další používání sámských jazyků mezi Sámy a lidmi se sámským původem. Navzdory těmto změnám stále existuje kulturní represe. Mnoho starších Sámů stále odmítá mluvit sámsky. Kromě toho se sámští rodiče stále cítí být odcizeni od škol, a proto se příliš nezúčastňují formování školních učebních osnov a politik.
V Norsku je název jazyka samisk a jméno obyvatel je Same, ve Švédsku samiska a Samer, ve Finsku se název jazyka zapisuje jako saame a jméno lidu je saamelainen a v Rusku je саамский (saamskij) jazyk a obyvatelé jsou Саамы (Saamy).

## Genetické studie

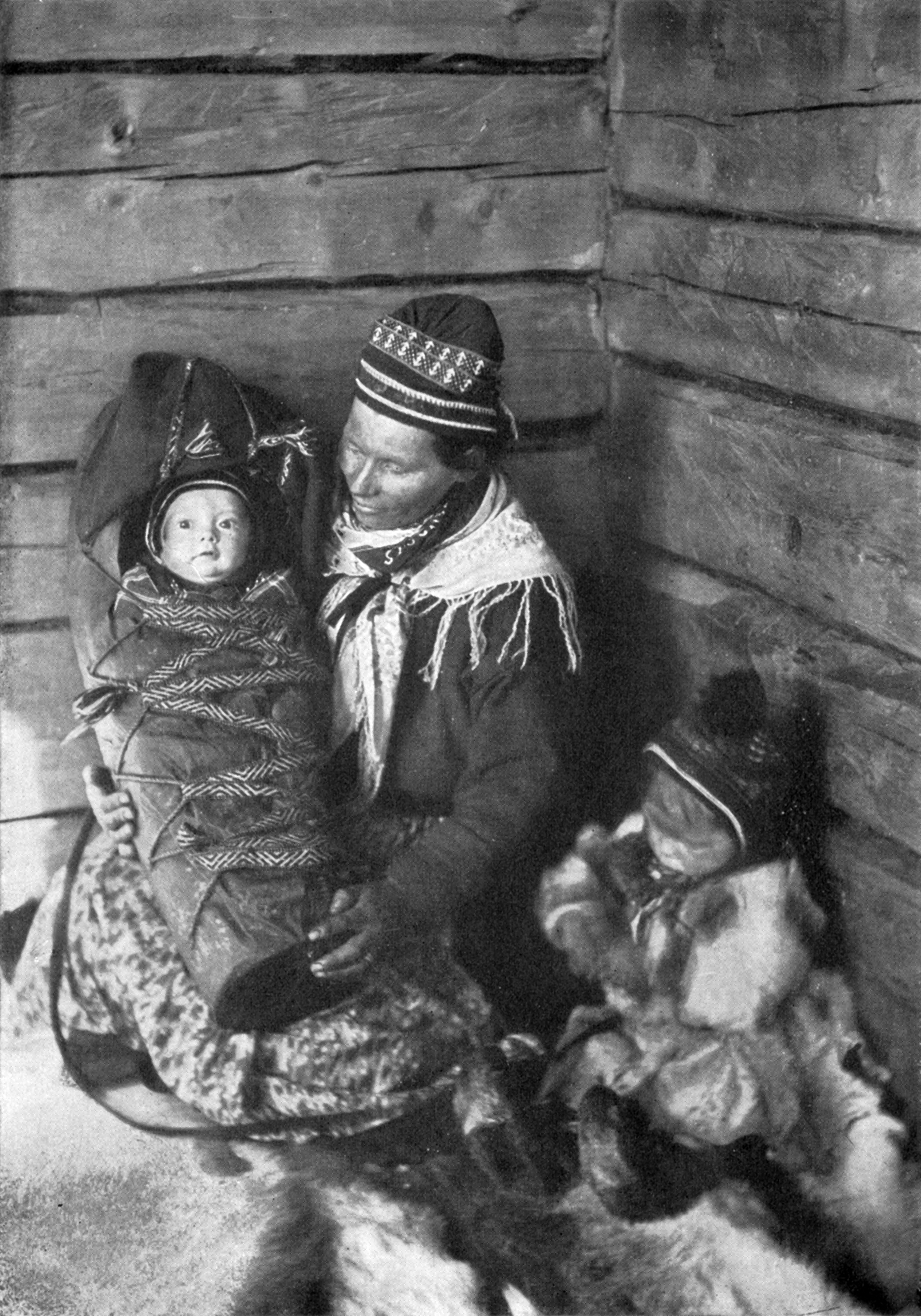
Sámská matka se svými dětmi

Antropologové už po stovky let studují sámský lid pro jeho předpokládané fyzické a kulturní odlišnosti od ostatních Evropanů. Z nedávných genetických studií plyne, že 90 % Sámů pocházejí ze dvou mateřských linií, a sice haploskupin U5b a V. Skupiny U5b a V jsou přítomny u populací západní Euroasie, nejčastější jsou ve východní Evropě. Nikde však nejsou tak časté jako u Sámů. Zřejmě pocházejí od prvních obyvatel severu Evropy, kteří osídlili Laponsko po ústupu ledovců počátkem holocénu (to jest cca 10 000 let př. n. l.). Tito lidé měli zřejmě více haploskupin, vlivem genetického driftu však většina z nich vymizela. Haploskupiny zbylých 10 % Sámů jsou zřejmě příměsí od sousedů na jihozápadě, jihu a jihovýchodě. To odpovídá archeologickým důkazům, které naznačují, že do sámské jádrové oblasti se mezi lety 8000 a 6000 př. n. l. dostalo několik různých kulturních skupin, pravděpodobně včetně některých předků dnešních Sámů.
Z analýzy mDNA plyne, že Sámové tvoří relativně samostatnou skupinu evropského původu vzdálenou ostatním Evropanům, avšak ještě vzdálenější asijským populacím; haploskupiny na chromozomu Y staví Sámy do blízkosti Finů, ugrofinských i turkických národů Povolží a Rusů. Podle studie z roku 2004 je původ Sámů třeba hledat mezi prvními lidmi, kteří osídlili sever Evropy po ústupu ledovců počátkem holocénu, jak se šířily technologie Ahrensburské a Swiderské kultury na sever a severovýchod Evropy.

### Historie vědeckého výzkumu prováděného na Sámech
Genetická výbava Sámů se rozsáhle studuje tak dlouho, jak existuje takový výzkum. Etnografické fotografování Sámů začalo s vynálezem fotoaparátu v 19. století. To pokračovalo až do dvacátých a třicátých let 20. století, kdy byli Sámové fotografováni nazí a jejich těla vědci přeměřována (za pomoci místní policie, někdy i ozbrojené), aby byly shromážděny údaje, jež by ospravedlňovaly vlastní rasové teorie. U některých ze sámských komunit existuje tedy určitá míra nedůvěry ke genetickým výzkumům.
Příklady diskriminačních akcí zahrnují projekt povinné sterilizace sámských žen, který pod vedením švédského Státního ústavu pro rasovou biologii trval až do roku 1975, a plenění sámských hrobů pro získání výzkumného materiálu, přičemž zbytky těl a artefakty sesbírané napříč Laponskem v tomto období se stále nacházejí v různých státních sbírkách. Koloniální fascinace arktickými národy na konci 19. století vedla k tomu, že lidé byli vystavování v lidských zoo. Sámové byli vystavováni spolu se svými tradičními stany lavvu, zbraněmi, sáňkami a se skupinou sobů v hamburské zoo Tierpark Hagenbeck a v dalších zoologických zahradách po celém světě.

## Významní lidé sámského původu

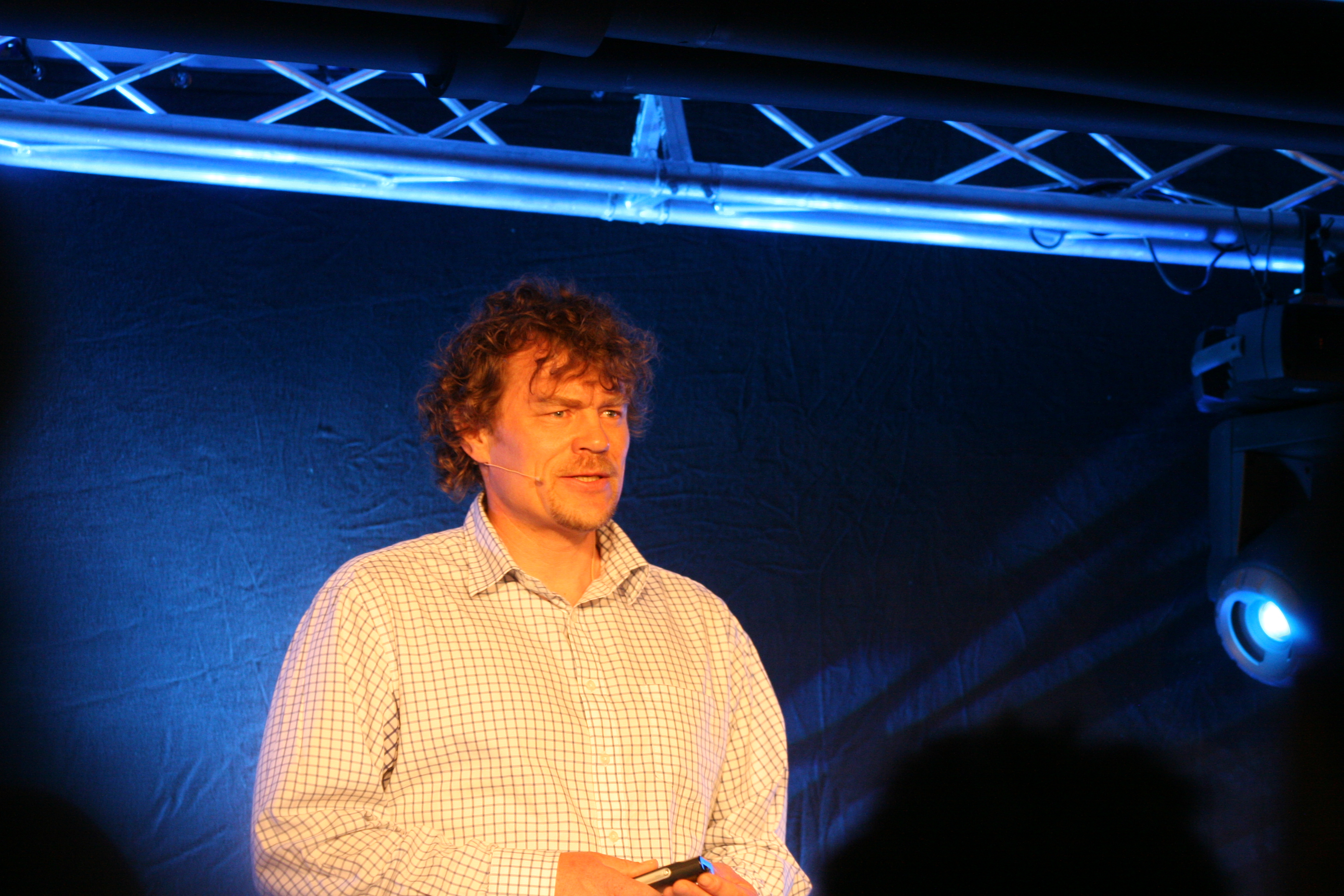
Lars Monsen, dobrodruh, novinář

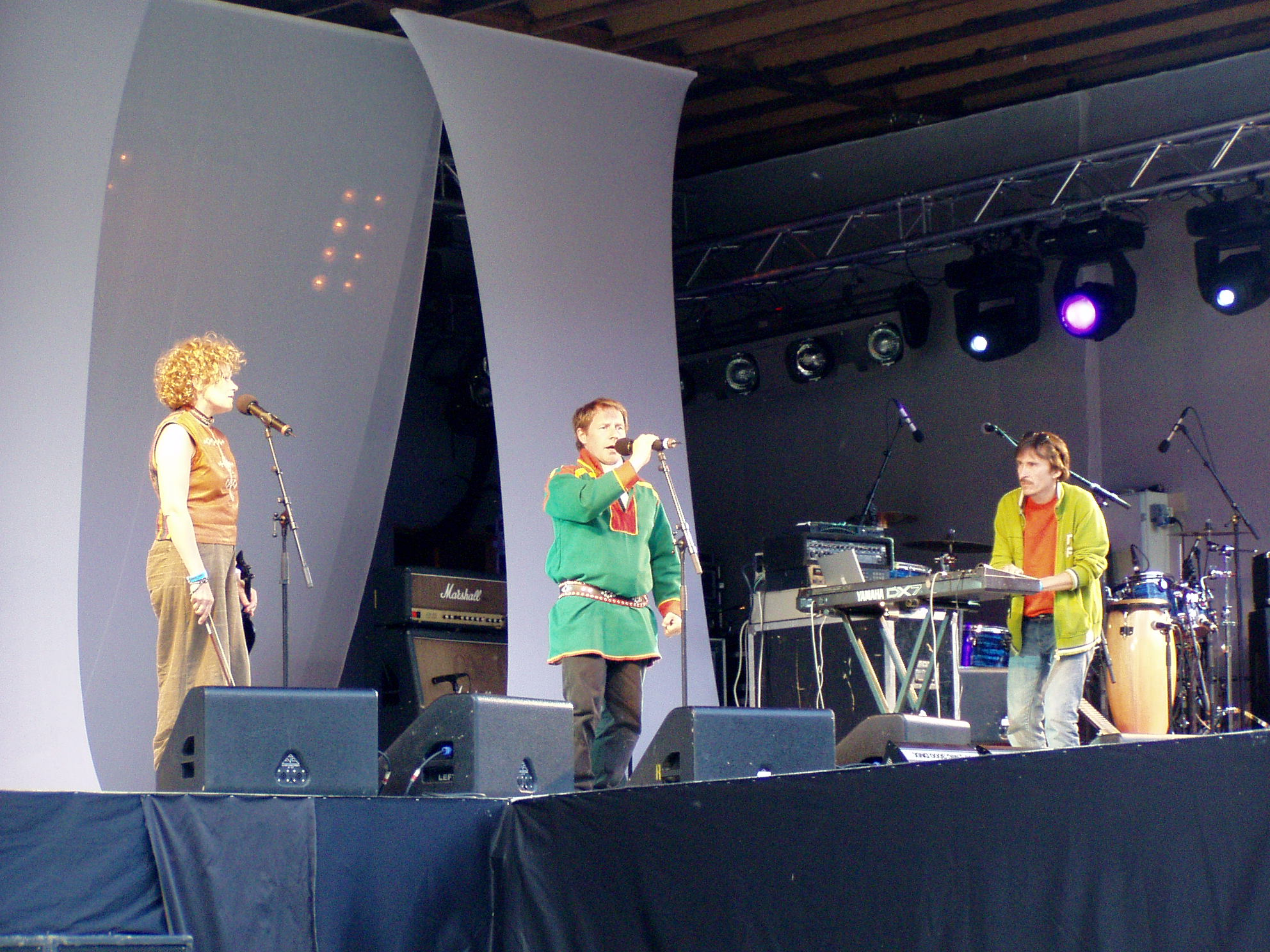
Vajas, sámská hudební skupina

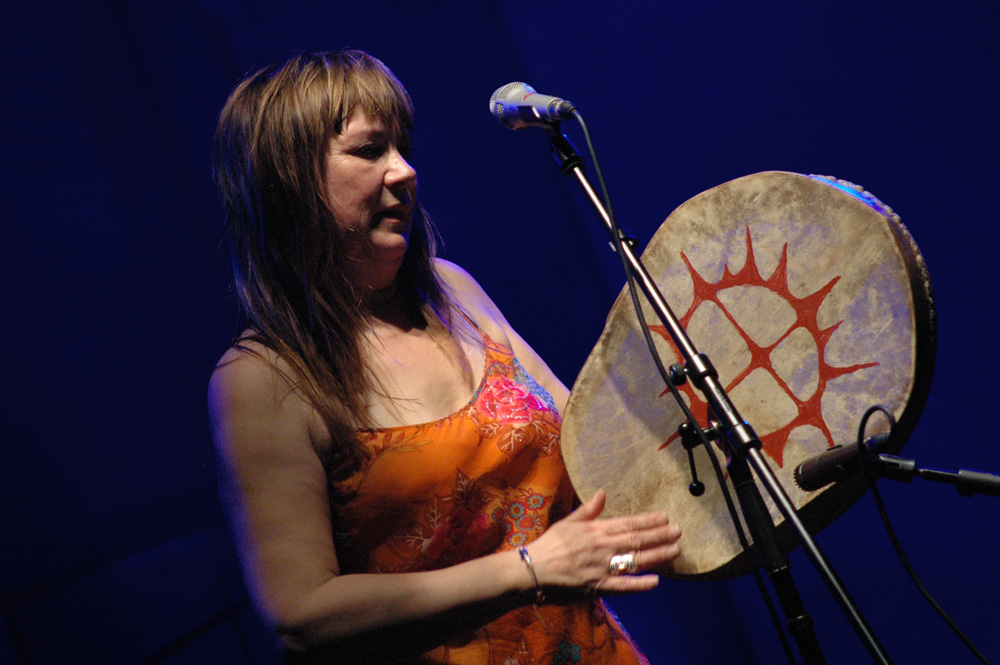
Sámská zpěváčka Mari Boineová

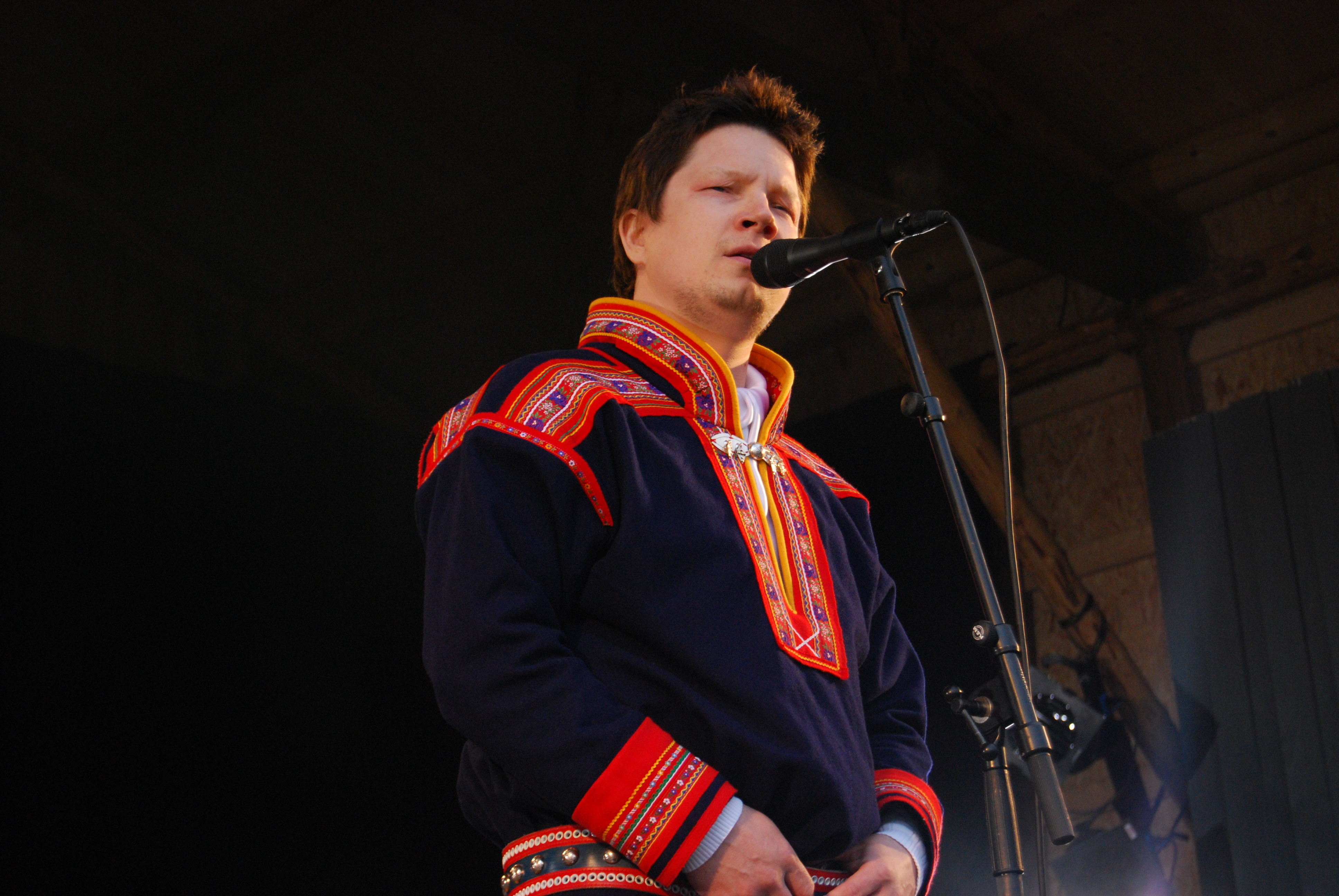
Sámský zpěvák Niko Valkeapää

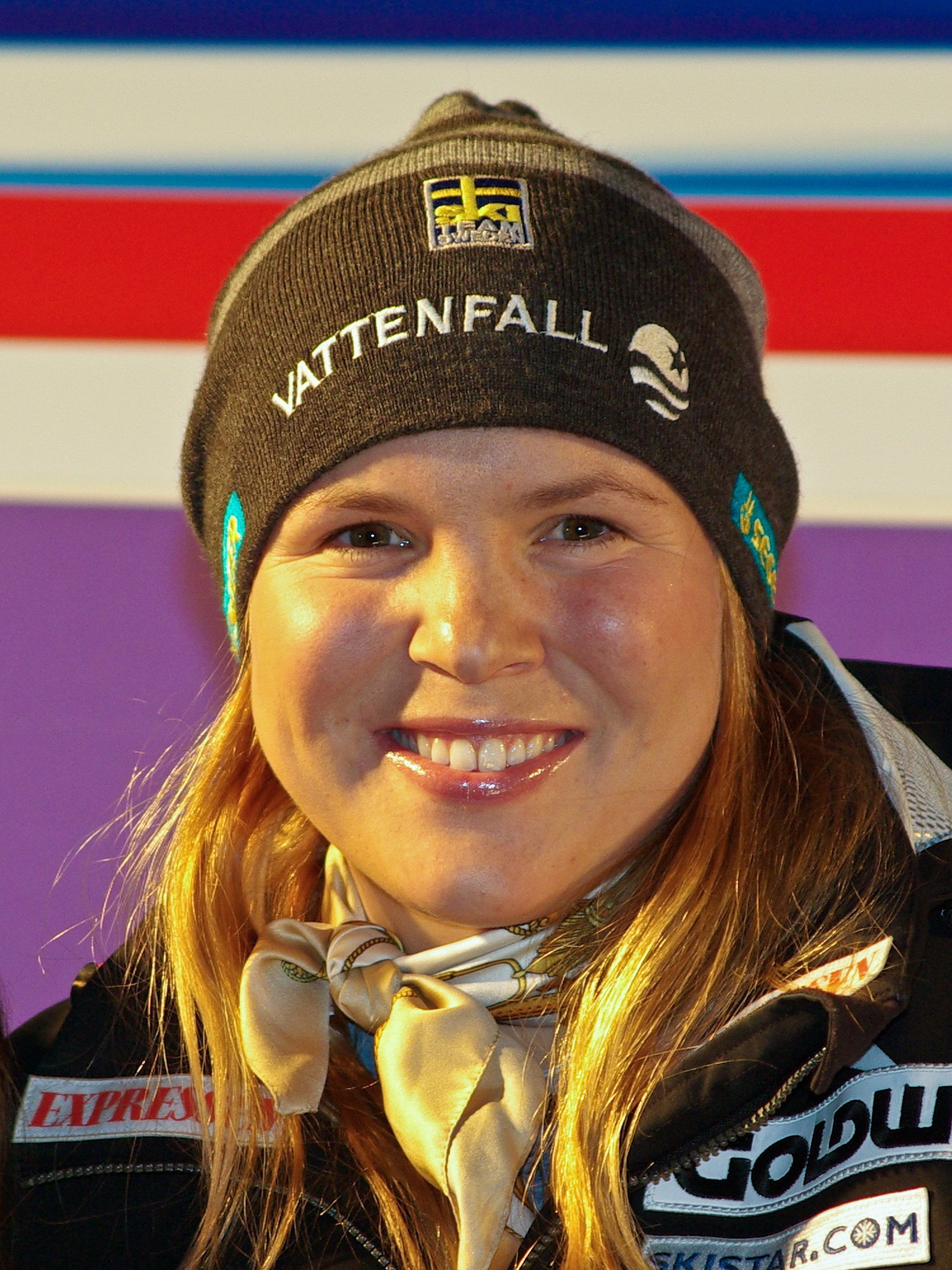
Sámská lyžařka Anja Pärsonová

### Vědci
- Louise Bäckmanová (1926), autorka několik studií o předkřesťanském náboženství
- Inga Maria Mulková (1950), autorka důležitých článků o archeologii, historické geografii či etnografických studiích
- Israel Ruong (1903–1986), švédsko-sámský jazykovědec, profesor sámské kultury na univerzitě ve švédské Uppsale
- Ande Somby (1958), univerzitní vědec, umělec, spoluzakladatel hudebního a knižního vydavatelství DAT

### Průzkumníci a dobrodruzi
- Samuel Balto (1861–1921), průzkumník Arktidy a zlatokop, jeden z prvních lidí, kteří přešli Grónsko na lyžích (společně s Fridtjofem Nansenem)[194] [195]
- Lars Monsen (1963), dobrodruh, průzkumník, novinář a autor[196]

### Hudba
- Adjagas (2004), folková hudební skupina
- The Blacksheeps (2008–2011), punková rocková kapela
- Mari Boineová (1956), hudebnice
- Ane Brunová (1976), zpěvačka a skladatelka[200]
- Jon Henrik Fjällgren (1987), zpěvák tradičního joiku a hudebník
- Frode Fjellheim (1959), hudebník joiku
- Ingor Ánte Áilo Gaup (1960), herec, skladatel a lidový hudebník
- Sofia Jannoková (1982), umělkyně, hudebnice a rozhlasová moderátorka
- Jonne Järvelä (1974), hudebník a skladatel
- Agnete Johnsenová (1994), zpěvačka a skladatelka
- Inga Juusová (1945–2014), zpěvačka a herečka
- Gustav Kappfjell (1913–1999), joiker a umělec
- Joni Mitchell (1943), hudebnice a malířka[201][202]
- Mikkâl Morottaja (1984), rapový hudebník[203]
- Berit Margrethe Oskalová (1977), joikerka a hudebnice
- Jaco Pastorius (1951–1987), vlivný americký jazzový hudebník, skladatel a elektrický baskytarista
- Ulla Pirttijärviová (1971), zpěvačka joiku
- Roger Pontare (1951), hudebník
- Wimme Saari (1959), hudebník
- Ánde Somby (1958), sámský hudebník a profesor práva
- Lisa Cecilia Thomasson-Bosiöová, zvaná Lapp-Lisa (1878–1932), zpěvačka
- Vajas (2003), hudební skupina
- Nils-Aslak Valkeapää (1943–2001), hudebník, básník a umělec
- Niko Valkeapää (1968), hudebník a skladatel
- Øystein Aarseth (1968–1993), black metalový hudebník

### Politika a společnost
- Lars Levi Laestadius (1800–1861), náboženský reformátor, botanik a etnolog[204]
- Nilla Lansman (1984), lesník na INSEAD, elitní francouzské obchodní škole
- Ole Henrik Magga (1947), politik, první předseda norského Sámského parlamentu (NSR), první předseda Stálého fóra OSN o domorodých otázkách
- Margareta (cca 1369 – ca 1425), misionářka
- Helga Pedersenová (1973), politička
- Elsa Laula Renbergová (1877–1931), politička, organizátorka první mezinárodní sámské konference
- Isak Mikal Saba (1875–1925), politik, spisovatel, první sámský člen norského parlamentu Storting, autor slov sámské národní hymny
- Janne Seurujärvi (1975), politik, první sámský člen finského parlamentu

### Výtvarné umění
- Hans Ragnar Mathisen, umělec[205]
- Joni Mitchellová (1943), hudebnice a malířka[201][202]
- Nils-Aslak Valkeapää (1943–2001), hudebník, básník a umělec

## Sámské filmy
- 2016 Sámská krev (Sameblod), drama natočené v koprodukci Dán./Švéd./Nor. o vymanění čtrnáctileté sámské dívky ze sámského způsobu života, vystavení éry rasismu třicátých let minulého století a útěk za vzděláním a novým životem.
- Stopař (Ofelaš, 1987), byl nominován na Oscara za nejlepší zahraniční film. Natáčel se v Norsku a hráli v něm sámští herci mluvící sámsky.
- Vzpoura v Kautokeinu (Kautokeino-opprøret, 2008), hraný film, který se týká etnicko-náboženské sámské revolty v Kautokeino v roce 1852
- Kukuška (2002), film odehrávající se během druhé světové války se sámskou ženou jako jednou z hlavních postav
- Oaivveskaldjut (Dej nám naše kostry, 1999), dokument o vědeckém rasismu a hnutí rasové klasifikace prováděné na Sámech